# 新会区行政区划
新会位于中国广东省中部，於晉元熙二年初置郡，隋開皇十年設縣，1992年10月8日撤縣設市（縣級），2002年9月1日撤市設區，現為江門市的一部分，行政區劃經歷多次演變。現時十一個分镇的安排，均源於1955年各区区公所的成立。

## 现行行政区划
現時新会区下轄1個街道、10個镇，共11個鄉級行政區。
- 街道：会城
- 鎮：大澤、司前、羅坑、雙水、崖門、沙堆、古井、三江、睦洲、大鰲

| 新会区行政区划一览表 |                 |          | |
| 镇街                 | 面积 (平方公里) | 驻地     | 居民委员会、村民委员会 |
| 會城街道             | 143.8698        | 城郊村   | 北門社區、菱東社區、南寧社區、中心社區、河南社區、賢洲社區、滻灣社區、南園社區、南興社區、七堡社區、明翠社區、城東社區、城西社區、明興社區、同德社区、今古洲社區、七堡工贸城社区、碧桂园社区、民和社區、三興社區、同慶社区、圭峯社區、永安村、仁義村、江咀村、奇榜村、沙崗村、都會村、大滘村、東甲村、西甲村、靈鎮村、泗丫村、城南村、梅江村、城郊村、三聯村、河北村、群勝村、九龍村、二寧村、南庚村、孖沖村、天祿村、天馬村、西盛村、茶坑村、大洞村、七堡村、潭沖村、沖那村 |
| 大澤鎮               | 83.5054         | 大澤社區 | 大澤社區、同和村、蓮塘村、李苑村、五和村、小澤村、文龍村、大澤村、潮透村、牛勒村、北洋村、張村、田金村、沿江村、沙沖村 |
| 司前鎮               | 89.5428         | 中心社區 | 中心社區、前鋒社區、新建村、三益村、小坪村、雅山村、興篁村、崑崙村、田邊村、石步村、石喬村、白廟村、司前村、天等村、石名村 |
| 羅坑鎮               | 117.8888        | 羅坑社區 | 羅坑社區、牛灣社區、嶺源村、潭岡村、和平村、陳沖村、天湖村、羅坑村、石咀村、南聯村、下沙村、六聯村、六堡村、昇平村、蘆沖村、桂林村、亨頭村 |
| 雙水鎮               | 207.4435        | 雙水社區 | 小岡社區、雙水社區、雙水村、木江村、龍脊村、嶺頭村、梁家村、蓢頭村、田心村、南岸村、上淩村、東淩村、豪山村、水庫村、大堂村、塔嶺村、沙蓢村、塘河村、龍頭村、富美村、邦龍村、嘉寮村、樓墩村、基背村、魚沖村、橋美村、東北村、梅岡村、六里村、洞閣村、五堡村、倉前村、衙前村、南水村、北水村、沙路村、島橋村、朱村、式橋村 |
| 崖門鎮               | 289.0995        | 崖西社區 | 崖西社區、崖南社區、中興社區、甜水村、黃沖村、京背村、京梅村、南合村、洞南村、洞北村、水背村、坑口村、交貝石村、田邊村、古斗村、田南村、橫水村、龍旺村、明蘋村、梁黃屋村 |
| 沙堆鎮               | 96.2528         | 沙堆社區 | 沙堆社區、沙東村、居安村、沙西村、八頃村、大環村、獨聯村、梅閣村、沙角村、梅北村、梅興村、那伏村 |
| 古井鎮               | 112.3185        | 古井社區 | 古井社區、洋邊村、嶺北村、長沙村、竹喬龍村、霞路村、文樓村、古泗村、洲朗村、玉洲村、管咀村、慈溪村、奇樂村、官沖村、三崖村、南朗村、石苑村、網山村 |
| 三江鎮               | 82.4332         | 三江社區 | 三江社區、聯和村、新江村、聯合村、深呂村、九子沙村、洋美村、良德沖村、臨步村、新馬單村、官田村、沙崗村、皮子村、新村、謝禾村、五四村 |
| 睦洲鎮               | 79.7961         | 睦洲社區 | 睦洲社區、牛牯田村、南安村、東環沙村、東向村、睦洲村、梅大沖村、東成村、龍泉村、南鎮村、石板沙村、蓮子塘村、蓮腰村、黃布村、新沙村、新豐村 |
| 大鰲鎮               | 52.5645         | 大鰲社區 | 大鰲社區、新一村、百頃村、南沙村、深滘村、新地村、十圍村、大鰲尾村、沙頭村、東升村、東風村、東衛村、安生村、大八頃村、三十六頃村、大鰲村、新聯村 |

## 行政区划歷史

### 三国两晋时期
三國吳黃武元年，孫權在今司前鎮河村附近為治所置平夷縣，以討平夷族為名，意為對當地以土著居民為主的人口實行鎮撫，這是新會設立行政區劃的開始。西晉滅孫吳統一中國後，於太康元年，改平夷縣為新夷縣。东晉末年，析番禺縣地在新夷縣東面增置盆允縣，屬南海郡。又在新夷縣西面增置封平縣，屬新寧郡。

### 南北朝时期
東晉元熙二年，晉恭帝分南海、新寧兩郡之地置新會郡，领有盆允、封平、新夷三县，以盆允为郡治；刘宋元嘉九年，增设新熙、永昌、始成、招集、宋安五县，并以宋安县为郡治。元嘉十二年，又在盆允、新夷县界增置封乐县。元嘉二十七年，在封平附近增置义宁、始康、初宾三县。其时新会郡境，北枕皂幕，南达南海，西起允泊，东至澳门，面積約8419平方公里，地域甚为辽阔。
| 新会郡区划一览表（450年）                                                                       |                | |
| 县                                                                                              | 今大致位置     | 备注 |
| 盆允县                                                                                          | 杜阮镇         | 新会郡最初郡治，南齐复为新会郡治， 隋開皇十年，併入新會縣。                                                  |
| 新夷縣                                                                                          | 司前镇河村墟   | 隋開皇十年，併入义宁縣                                                                                       |
| 封平縣                                                                                          | 开平市东部     | 隋大業三年，併入義寧縣；唐武德四年复置，贞观十三年废入义宁县后复置；开元廿三年废入新会县。                   |
| 封樂縣                                                                                          | 双水镇小冈天台 | 隋大業三年，併入新會縣；唐武德四年复置，贞观十三年废入义宁县后复置；开元廿三年废入新会县。                   |
| 始康縣                                                                                          | 开平市东南部   | 隋開皇十年，併入義寧縣                                                                                       |
| 初賓縣                                                                                          | 开平境内       | 隋開皇十年，併入義寧縣                                                                                       |
| 宋元县                                                                                          | 鹤山东南部     | 原称宋安县，元嘉九年起为新会郡治。元嘉二十七年改名，齐朝划归乐昌郡管辖。梁朝时改名为化召县重新归新会郡管辖。 |
| 新熙县                                                                                          | 鹤山东南部     | 梁、陈间改名为新建县，隋開皇十年，併入新會縣。                                                               |
| 永昌县                                                                                          | 鹤山东南部     | 隋開皇十年，併入新會縣                                                                                       |
| 始成县                                                                                          | 鹤山东南部     | 梁、陈间改名为熙潭县，其后划归海昌郡管辖。                                                                   |
| 招集县                                                                                          | 鹤山东南部     | 梁、陈间改名为怀集县。隋開皇十年，併入新會縣                                                                 |
| 义宁县                                                                                          | 开平古州墟     | 北宋開寶五年，併入新會縣                                                                                     |
| 注：1、大致位置仅供参考，与目前的辖境并非完全对应； 2、部分地名参照《讀史方輿紀要》进行了考证。 |                | |

### 隋唐时期
隋開皇十年，隋文帝廢新会郡，将盆允、永昌、新建、熙潭、化召、怀集六县合并为新会县。以原新会郡治盆允为新会县治，是为新会立县之始。又将新夷并入义宁；始康并入封平，置封州，翌年改称允州，十三年又改为岡州，州治在今开平古州墟。大業元年废冈州，将封乐并入新会；封平并入义宁。至此，南朝宋时新会郡十二个辖县省为两县，改属广州南海郡。
唐武德四年平萧铣置岡州，治盆允城。貞觀十三年废冈州又复置，移治今新会城；开元廿三年再废冈州，以冈州治作为新会县治，新会县治由盆允城迁至今新会城自此始。乾元元年复置冈州；貞元廿一年再废岡州不复置，新會縣改屬廣州。

### 宋元时期
北宋统一南汉后，于开宝五年将义宁县併入新会县。设乡里制，县下设乡，乡下设里。当时新会县共有禮義、宣化、源清、歸德、華萼、懷仁、新化、遵名、石碑、得行、文章、潮陽、潮居、瀧水、中樂、古勞、平康、矬峒、海晏、古博、登名二十一个里，二十一里的範圍覆蓋了今五邑大部分地区，即西至今阳江珠環、東至今中山坦洲。六年复置义宁县，移治东溪；太平興國二年改名为信安县；熙寧五年省入新兴县；元祐元年复置；紹聖元年废入新兴县，后复置。南宋绍兴二年省入新兴、新会两县。二十二年，割东南部沿海的乾务、東部古镇改属香山县。
| 新会县区划一览表（1140年） |        | | |
| 乡 | 坊里   | 今屬地方 | 备注 |
| 縣郭 | 宣化坊 | 新會市區 | 附郭 |
| 縣郭 | 禮義坊 | 新會市區 | 附郭 |
| 縣郭 | 源清坊 | 新會市區 | 附郭 |
| 童溪鄉 | 歸德里 | 江門市區的白石、廈村、耙涌、萊陽、白沙、紫坭、滘頭、北街；杜阮的蘆村、瑤村、松園、杜阮 、木蓢、龍榜、井根、貫溪；禮樂、外海全境；會城的東侯、大滘、都會、沙崗、奇榜、江嘴                                                                                | |
| 童溪鄉 | 華萼里 | 荷塘、潮连全境 | 白藤、马滘于明景泰三年四月二十七日改隶顺德县。（ 註： 一九五八年九月，白藤，馬滘劃歸新會縣外海區管理）                                                                    |
| 童溪鄉 | 中樂里 | 江門市區的丹灶、裏村、雙龍、篁莊、篁邊；杜阮的岡美、井灣、長岡、上巷、西頭、小肩、劉道院；棠下（除逕口）全境 | |
| 童溪鄉 | 純德里 | 鹤山市雅瑶、沙坪、古劳、桃源、龙口全境 | 于清雍正九年七月己丑改隶鹤山县。 |
| 永寧鄉 | 潮陽里 | 罗坑（除牛灣）；七堡全境 | |
| 永寧鄉 | 潮居里 | 罗坑的蘆霞、潭岡、嶺背、柳塘、水邊、曾坑；會城的天馬、天祿；双水的嶺頭；小冈、古井 睦洲、沙堆全境；台山赤溪、都斛；珠海的斗门区、金灣區全境；中山的古鎮、曹步                                                                                            | 古鎮一帶於南宋紹興二十二年改隶香山縣。 斗门一帶於南宋紹興二十二年改隶香山縣。 赤溪、都斛一带于明弘治十一年八月丁卯改隶新宁县。                                            |
| 永寧鄉 | 瀧水   | 双水（除嶺頭）、崖门全境；台山沙欄 | 其中沙欄于明弘治十一年八月丁卯改隶新宁县。 |
| 常樂鄉 | 文章里 | 牛湾、台山市公益、大江、水步全境 | 其中公益、大江、水步一带于明弘治十一年八月丁卯改隶新宁县。 |
| 常樂鄉 | 德行里 | 司前的三益、恩平的恩城（除飛鵝塘、平富岗、平塘、锦岗、顶冲、塘劳、祿岡、平岡）、東成（除石岡、石桥头、牛皮塘、横岡头、石路）、那吉、清灣、橫陂、洪滘、大槐、大田 台山的台城、白沙、冲蒌 三合、四九、开平的赤水、金雞全境。陽江大八鎭的珠環、太峒、羅角田 | 恩城、東成、那吉、清灣、橫陂、洪滘、大槐、大田、金雞、赤水、珠環一带于明成化十四年六月甲午改隶恩平县。 台城、白沙、冲蒌、三合、四九一带于明弘治十一年八月丁卯改隶新宁县。 |
| 常樂鄉 | 平康里 | 台山三八、开平长沙 赤坎、百合、塘口 | 三八于明弘治十一年八月丁卯改隶新宁县。 长沙、赤坎、百合、塘口一带于南明永曆三年二月庚子改隶开平县。                                                                       |
| 常樂鄉 | 矬峒里 | 台山端芬、广海、川岛 | 于明弘治十一年八月丁卯改隶新宁县 |
| 常樂鄉 | 海晏里 | 台山海宴、深井、那扶 | 同上。 |
| 童陽鄉 | 懷仁里 | 会城西部、大泽东部 | |
| 童陽鄉 | 新化里 | 大泽西部、鹤山共和中部 | 其中北部一带于清雍正九年七月己丑改隶鹤山县 |
| 童陽鄉 | 遵名里 | 司前东部、鹤山共和西部 | 同上。 |
| 童陽鄉 | 石碑里 | 司前中部、西部 | |
| 童陽鄉 | 古博里 | 开平月山、水井、鶴山址山、鶴城 | 于清順治十年二月庚子改隶开平县。 |
| 童陽鄉 | 登名里 | 开平沙岡 | 同上 |
| 注：1、大致位置仅供参考，与目前的辖境并非完全对应； 2、各里轄村参攷《新会县志》、《新甯縣誌》、《開平縣誌》、《恩平縣誌》、《鶴山縣誌》、《香山縣誌》的記載。 |        | | |

### 明清時期
明景泰三年（1452年），析華萼都白藤堡改属顺德县，直至1958年才划回新会。成化十四年（1478年），析得行都松柏山、见在、上恭与阳江县水东、仕峒两都及新兴县长居、静德两都组建恩平县。弘治十二年（1499年）二月，割得行都南部、文章都西部、平康都南部、矬洞都、海晏都组建新宁县。至萬曆年間，新會縣區劃如下。
| 新会县区划一览表（1609年）                   |        | |
| 鄉                                           | 坊都   | 鄉村街巷 |
| 附郭                                         | 宣化坊 | 學前街、學西街、金紫街、東門街、西門街、南門街、北門街、倉前街、南門直街、西門直街、古八角亭街、東隅街、西隅街、南隅街、北隅街、騎虎廟街、寺前街、濠橋街、募前街、花園巷、顏屋巷、草鞋巷、土地巷、五顯巷、第一巷、第二巷、蜢巷、倉步巷、容屋巷、爵芳巷、中浦巷、油步巷、龍眼巷 |
| 附郭                                         | 源清坊 | 學前街、學西街、金紫街、東門街、西門街、南門街、北門街、倉前街、南門直街、西門直街、古八角亭街、東隅街、西隅街、南隅街、北隅街、騎虎廟街、寺前街、濠橋街、募前街、花園巷、顏屋巷、草鞋巷、土地巷、五顯巷、第一巷、第二巷、蜢巷、倉步巷、容屋巷、爵芳巷、中浦巷、油步巷、龍眼巷 |
| 附郭                                         | 禮義坊 | 學前街、學西街、金紫街、東門街、西門街、南門街、北門街、倉前街、南門直街、西門直街、古八角亭街、東隅街、西隅街、南隅街、北隅街、騎虎廟街、寺前街、濠橋街、募前街、花園巷、顏屋巷、草鞋巷、土地巷、五顯巷、第一巷、第二巷、蜢巷、倉步巷、容屋巷、爵芳巷、中浦巷、油步巷、龍眼巷 |
| 昆仑鄉                                       | 懷仁都 | 大墩、細墩（西墩）、新魁滘、沙頭、黃涌、小市、分水岡、小梅、蓮塘、小澤 |
| 昆仑鄉                                       | 新化都 | 萊蘇、潮透、橋亭、那澤、大澤 |
| 昆仑鄉                                       | 遵名都 | 河村、大坪、程村、三水、沙涌、張村 |
| 昆仑鄉                                       | 石碑都 | 梧村、談雅、天等、雲步、海滘、橋下、水坑邊、雲峽 |
| 昆仑鄉                                       | 古博都 | 潘村、麥村、橋下、水口、址山、陵村、蓮塘、羅村、黎村、太平、塘平 |
| 昆仑鄉                                       | 登名都 | 古州、沙岡、簕竹、龍塘、社下、羅囿、橫岡、西溪、謝邊、寺田、龍尾、下滘、曾邊、釋偈、黃邊、那竹、黃涌、新田、石橋、龍灣、神涌、鄧邊、許涌 |
| 常德鄉                                       | 平康都 | 長沙、海心、波羅、樓岡、溝頭、冲翼、鹿洞、獨岡、長沙塘、幕村、倉頭、倉前、盤冲、塘浪、臺洞、新塘、譚邊院、龍蟠、水邊、船步、李村 |
| 常德鄉                                       | 得行都 | 蜆岡、羊路、北炎、大岳、儒林 |
| 常德鄉                                       | 文章都 | 南莊、水東、榜涌、長寧、通坑 |
| 寿宁鄉                                       | 潮陽都 | 文村、陳涌、沙塘、大渡、分界、冲花、橋頭、塘尾、沙岡、硬步 |
| 寿宁鄉                                       | 潮居都 | 天臺、小岡、盤溪、天頭、潭岡、水邊、小渡、冲茶、超群、齋堂、冲式、官涌、奇石、古井、竹灣、那伏、梅阁、仕路、龍城、蓢頭、區村、嶺背、平步 |
| 寿宁鄉                                       | 瀧水都 | 沙富、淩涌、塘河、麝山、龍頭、仙洞、平岡、沙蓢、逕背、黃涌、田墪 |
| 龙溪鄉                                       | 歸德都 | 都會、企榜、白沙、江門、外海、麻園、北街、白石、滘頭 |
| 龙溪鄉                                       | 華萼都 | 荷塘、良村、潮連、𧒽步、高邊、山塘、三丫、小橋、塔岡、大纛、深涌、豐禾、濱江 |
| 龙溪鄉                                       | 中樂都 | 篁莊、橫江、天河、篁朗、李村、大坑、小橋、李步 |
| 龙溪鄉                                       | 古勞都 | 坡亭、古勞、祿洞、牛軛、越塘、流涌、橋頭、古蠶、沙坪頭、逕口 |
| 注：各都辖村参照萬曆《新会县志》进行了考证。 | 古勞都 | |

明永曆三年{1649年}，割登名、古博、平康、得行都西部与恩平县长居都、静德都及新兴县双桥都组建开平县。
| 新会县区划一览表（1690年）                   |        |        |          | |
| 巡檢司                                       | 鄉     | 坊都   | 圖       | 鄉村街巷 |
| 捕屬                                         | 附郭   | 宣化坊 | 一图     | 金紫街、花園巷、珠璣里（知基里）、南門大街（知政北路）、天官第（南寧街）、明義社、水關頭、文獻街、學前街、方第、桂林、北門大街（公園路）、西頭園、東門大街（惠民东路）、做筆街（惠民西路）、舊南門外大街（知政中路）、解元、廠邊街、菱角步（菱东路）、魚生欄（民生路）、賣油巷（爱民路）、城南里、增嘉巷、古榕臺（古榕路）、南興街、爵芳巷、紅門樓（红罗里）、尚書坊（尚書街）、興賢街（仁寿路）、刮柄巷、深涌、宜民橋、田心巷（田心路）、雙孖塘、知政門大街（知政南路）、騎虎關、橫涌、伍家巷、何家巷、牛皮寨、華祝、林塘、月宮巷、東門市、青雲巷、四方井、東關 |
| 捕屬                                         | 附郭   | 宣化坊 | 二图     | 大悦滘（大滘）、深壘（深吕） |
| 捕屬                                         | 附郭   | 源清坊 | 一图     | 高第街、煉丹街、三丫路（南新街）、大廟頭、顏家巷（银花街）、馬尾街（华美街）、詩書街、鳴山巷、施家巷、談江巷、蒼蒲巷、根竹巷、容轂巷、土地巷、瓜瓞巷、象山、濠橋街、濠橋市、南岸、李家巷、仙鞋、五顯涌兩岸、北上橋、豬仔墟（朱紫路）、白鴿巷、十字市、大新街、古巷、東陽街、宜民橋涌邊、懷德巷、龍勝、五柳臺、織篙巷、水頭巷、西隅街、南隅街、康寧、第一巷、第二巷、白米巷、大魁、猛巷、打銅街、賣蔴街、南塘、 |
| 捕屬                                         | 附郭   | 源清坊 | 三图     | 募前橋、三界廟、鰔魚嘴、上水里、東瀾（东蘭）、十八墩、振覺里、荷苞嘴、田流滘（田蘆）、外泗冲、三丫營、葉家灣、彭家灣、沙嘴（表東里）、募前市、百歲坊、石狗巷、東亭里、梁家巷 |
| 捕屬                                         | 附郭   | 源清坊 | 四图     | 東甲、西甲、槳板（湘环里） |
| 捕屬                                         | 附郭   | 禮義坊 | 一图     | 象鱗、瑤步涌、承恩市、滻灣、高第、太康、深渠巷、聚貴巷、湯家塘基、西龍橋、花橋亭、蓮花井、大雲山、沙堤橋、紫雲里、紫水里、芝蘭里、永安堂、顯學里、口市、官來橋、西墩 |
| 捕屬                                         | 附郭   | 禮義坊 | 二图     | 蓢頭、東岸 |
| 捕屬                                         | 附郭   | 禮義坊 | 四图     | 大濟橋、匯源街、鹹蝦、界濠巷、賢洲里、禮義社、大路里、河南、鹽埠、穀埠、流杯、帝臨堂、麥屋嘴、打繩舖、榕筆樹、大墩、浪罟、西龍橋下街、黃家樓、見龍橋 |
| 捕屬                                         | 附郭   | 禮義坊 | 六图     | 翰林、五福、三大-{里}、三和、達天巷、-長寧、躍龍、太倉、大路市、新魁滘、葫蘆坊、永慶堂、砂灰地、大口涌、水聚里、悅龍里、永鎮堂、雲水洞、百歲、北寧 |
| 潮連巡檢司                                   | 龍溪鄉 | 歸德都 | 一图     | 蘆村、窰村（瑶村）、松園、杜阮 |
| 潮連巡檢司                                   | 龍溪鄉 | 歸德都 | 二图     | 麥園、南山、麻園 |
| 潮連巡檢司                                   | 龍溪鄉 | 歸德都 | 三图     | 白石、廈村、耙涌、萊陽 |
| 潮連巡檢司                                   | 龍溪鄉 | 歸德都 | 四图     | 趙村（东侯）、都會、企榜（奇榜）、江嘴（江咀） |
| 潮連巡檢司                                   | 龍溪鄉 | 歸德都 | 五图     | 白石居仁、坑尾 |
| 潮連巡檢司                                   | 龍溪鄉 | 歸德都 | 六图     | 木蓢、龍榜、井根 |
| 潮連巡檢司                                   | 龍溪鄉 | 歸德都 | 九图     | 禮樂、白沙、紫坭 |
| 潮連巡檢司                                   | 龍溪鄉 | 歸德都 | 十图     | 滘頭、北街 |
| 潮連巡檢司                                   | 龍溪鄉 | 歸德都 | 十一图   | 外海 |
| 潮連巡檢司                                   | 龍溪鄉 | 歸德都 | 十五图   | 水南、雲逕、舊社（貫溪）、江門 |
| 潮連巡檢司                                   | 龍溪鄉 | 華萼都 | 一图     | 大山嘴、山頭坊、麥園、湯村、荷塘、三丫 |
| 潮連巡檢司                                   | 龍溪鄉 | 華萼都 | 二图     | 高邊、良村 |
| 潮連巡檢司                                   | 龍溪鄉 | 華萼都 | 三图     | 潮連 |
| 潮連巡檢司                                   | 龍溪鄉 | 華萼都 | 四图     | 高沙、坦邊、義來、芝山、雷灣、上滘 |
| 潮連巡檢司                                   | 龍溪鄉 | 華萼都 | 五图     | 大纛（富岡） |
| 潮連巡檢司                                   | 龍溪鄉 | 華萼都 | 七图     | 𧒽步、禾岡 |
| 潮連巡檢司                                   | 龍溪鄉 | 華萼都 | 八图     | 篁灣、隔嶺 |
| 潮連巡檢司                                   | 龍溪鄉 | 華萼都 | 九图     | 簷邊、霞村、岡頭、深涌、龍田 |
| 藥逕巡檢司                                   | 龍溪鄉 | 古勞都 | 一图     | 瓦窯（雅瑤）、平岡、隔蓢、文樓、沙牛岡 |
| 藥逕巡檢司                                   | 龍溪鄉 | 古勞都 | 二图     | 清溪、陳仙（陳山）、黃洞、泊步 |
| 藥逕巡檢司                                   | 龍溪鄉 | 古勞都 | 三图     | 越塘、小、黎屋邊、沙坪墟 |
| 藥逕巡檢司                                   | 龍溪鄉 | 古勞都 | 四图     | 橋頭、羅江 |
| 藥逕巡檢司                                   | 龍溪鄉 | 古勞都 | 五图     | 祿洞、沐河、草塘 |
| 藥逕巡檢司                                   | 龍溪鄉 | 古勞都 | 六图     | 大郡、大塘、大蓢、沙洞 |
| 藥逕巡檢司                                   | 龍溪鄉 | 古勞都 | 七图     | 古勞、麗水、上坑、古勞墟 |
| 藥逕巡檢司                                   | 龍溪鄉 | 古勞都 | 八图     | 坡山 |
| 藥逕巡檢司                                   | 龍溪鄉 | 古勞都 | 九图     | 古蠶、石頭、傑州 |
| 藥逕巡檢司                                   | 龍溪鄉 | 古勞都 | 十图     | 芸菉、東山、南峽 |
| 藥逕巡檢司                                   | 龍溪鄉 | 古勞都 | 十二图   | 樓冲、龍嶺、石硯、湖夏 |
| 藥逕巡檢司                                   | 龍溪鄉 | 古勞都 | 十三图   | 龍灣、龍井、朱福、盤洞、浪石 |
| 藥逕巡檢司                                   | 龍溪鄉 | 古勞都 | 十四图   | 竹蓢、錢塘、三傅、烏石 |
| 藥逕巡檢司                                   | 龍溪鄉 | 古勞都 | 十五图   | 堯溪、文塘、小香、南安 |
| 藥逕巡檢司                                   | 龍溪鄉 | 古勞都 | 十七图   | 那白、安分、倉下、凹峽 |
| 藥逕巡檢司                                   | 龍溪鄉 | 古勞都 | 十八图   | 麥村、黃村 |
| 藥逕巡檢司                                   | 龍溪鄉 | 古勞都 | 十九图   | 圍墩 |
| 藥逕巡檢司                                   | 龍溪鄉 | 古勞都 | 二十图   | 沙涌、赤坎、雲堆、黃寶坑、沙田 |
| 藥逕巡檢司                                   | 龍溪鄉 | 古勞都 | 二十一图 | 水口、蜆岡、橋坑、大園嘴 |
| 大瓦巡檢司                                   | 龍溪鄉 | 中樂都 | 一图     | 羅岡（罗江）、陸村、松蓢、桐井、小橋、岑村、大井頭、赤嶺、圓嶺 |
| 大瓦巡檢司                                   | 龍溪鄉 | 中樂都 | 二图     | 白步嶺、東澤、文虹、林屋灣、步頭歐邊、忠勲、甘邊、棠下、井下路、金竹岡、小滘尾、根竹凹（竹溪）、石瀨（石礼） |
| 大瓦巡檢司                                   | 龍溪鄉 | 中樂都 | 三图     | 後岡、良塘、坑尾、岐山、石頭、慈灣、大昌 |
| 大瓦巡檢司                                   | 龍溪鄉 | 中樂都 | 四图     | 裏村、深坑、厚譚、外村、裏村墟、雙龍、新村 |
| 大瓦巡檢司                                   | 龍溪鄉 | 中樂都 | 五图     | 周郡、圓岡、蓬村、萊村、富田、挪鬰 |
| 大瓦巡檢司                                   | 龍溪鄉 | 中樂都 | 六图     | 橫江、石山、古今、大灣、竇頭 |
| 大瓦巡檢司                                   | 龍溪鄉 | 中樂都 | 七图     | 岡美、井灣、長岡、上巷、西頭、小肩、劉道院、老富、大凹 |
| 大瓦巡檢司                                   | 龍溪鄉 | 中樂都 | 九图     | 顯溪、蘇村、塘美、天河南安、南坑、北坑、天河倉邊、龍灣、銀瓶嘴墟、橋頭、裏村、大神前、平岡 |
| 大瓦巡檢司                                   | 龍溪鄉 | 中樂都 | 十一图   | 丹灶圓山、草園、煙羅、龍馬、丹井、廟前、椅山、南山、蓬萊、聖堂 |
| 大瓦巡檢司                                   | 龍溪鄉 | 中樂都 | 十二图   | 曲江、舊村、良邊、沙富、松園虎頭、藤澤、北星、大嶺尾、大嶺、裏村（李村）、大坑、良溪 |
| 大瓦巡檢司                                   | 龍溪鄉 | 中樂都 | 十三图   | 大林、新昌 |
| 大瓦巡檢司                                   | 龍溪鄉 | 中樂都 | 十七图   | 篁莊、石滘、篁邊 |
| 大瓦巡檢司                                   | 龍溪鄉 | 中樂都 | 十九图   | 浣溪、橋頭、鸞臺、水母灣、山頭、霞村、古斗沙頭嘴、大田 |
| 大瓦巡檢司                                   | 龍溪鄉 | 中樂都 | 二十二图 | 神仙坑（仙溪）、南涌（南溪）、竇口墟、茶溪、積谷邊、佛坑、李步、雲洞、平岡丹竹、良坑、大坑、天河匯水、天河墟、華屋灣（華灣） |
| 沙村巡檢司                                   | 常德鄉 | 文章都 | 一图     | 水東、牛湾、石坑、黃邊、東坑、坑头（亨头） |
| 沙村巡檢司                                   | 常德鄉 | 文章都 | 六图     | 南莊、井岡 |
| 沙村巡檢司                                   | 常德鄉 | 文章都 | 七图     | 七村、榜沖 |
| 沙村巡檢司                                   | 寿宁鄉 | 潮陽都 | 一图     | 橋頭、沙岡、文村 |
| 沙村巡檢司                                   | 寿宁鄉 | 潮陽都 | 二图     | 羅坑、橫岡、沙塘、周坑、李屋邊、棲坑、杜岡、天湖蓢、陳涌 |
| 沙村巡檢司                                   | 寿宁鄉 | 潮陽都 | 五图     | 新地、沖老灣、橫頭路、冲盈 |
| 沙村巡檢司                                   | 寿宁鄉 | 潮陽都 | 六图     | 逕邊、飯籮岡 |
| 沙村巡檢司                                   | 寿宁鄉 | 潮陽都 | 七图     | 冲花（重华）、七堡 |
| 沙村巡檢司                                   | 寿宁鄉 | 潮居都 | 一图     | 蘆霞、潭岡、嶺背、石叟、柳塘、水邊 |
| 沙村巡檢司                                   | 寿宁鄉 | 潮居都 | 二图     | 梁家村、天台、倉邊、玉堂、羅灣、曾坑、小岡 |
| 沙村巡檢司                                   | 寿宁鄉 | 潮居都 | 三图     | 長沙、竹灣、文樓、霞露（霞路）、南海寮、古井、古路（仕路）、泗涌、山頭 |
| 沙村巡檢司                                   | 寿宁鄉 | 潮居都 | 四图     | 大樹下、獨洲、那伏、大灣、梅灣 |
| 沙村巡檢司                                   | 寿宁鄉 | 潮居都 | 五图     | 談村、仁和里、冲茶、鍾家村、龜岡、天马、天祿、 |
| 沙村巡檢司                                   | 寿宁鄉 | 潮居都 | 六图     | 泮、河田、齋堂（济堂）、小墳、梅岡、盤溪 |
| 沙村巡檢司                                   | 寿宁鄉 | 潮居都 | 七图     | 朱村、邊、忠孝、大石橋、衙前 |
| 沙村巡檢司                                   | 寿宁鄉 | 潮居都 | 八图     | 小冲茶、超羣、冲式 |
| 沙村巡檢司                                   | 寿宁鄉 | 潮居都 | 九图     | 帝澗橋、小渡 |
| 沙村巡檢司                                   | 寿宁鄉 | 潮居都 | 十图     | 大灣、草坪、榕村 |
| 沙村巡檢司                                   | 寿宁鄉 | 潮居都 | 十一图   | 伍村、嶺頭 |
| 沙村巡檢司                                   | 寿宁鄉 | 潮居都 | 十三图   | 官涌、奇石、長樂、北村、牛眠步 |
| 沙村巡檢司                                   | 寿宁鄉 | 潮居都 | 十九图   | 龍泉、梅、大、東向、睦洲 |
| 沙村巡檢司                                   | 寿宁鄉 | 潮居都 | 二十图   | 良則（良德）、大崎、洋美、茶園、皮子、官田、三江、謝冲（谢禾） |
| 沙村巡檢司                                   | 寿宁鄉 | 潮居都 | 二十一图 | 梅阁、沙堆、沙角 |
| 沙村巡檢司                                   | 寿宁鄉 | 潮居都 | 二十二图 | 大沙（莲溪）、馬墩、南蓢、洋邊、茅步 |
| 沙村巡檢司                                   | 寿宁鄉 | 瀧水都 | 一图     | 南坑、横村、浐步（产埗）、赤木嶺、上邦、龜尾（貴美）、田心、坑美山、沙富、石屋、美（充美） |
| 沙村巡檢司                                   | 寿宁鄉 | 瀧水都 | 二图     | 天亭、蓢頭、談 |
| 沙村巡檢司                                   | 寿宁鄉 | 瀧水都 | 三图     | 橫嶺、沙頭墟、崔家坑、濠、仙洞、水背、王井頭 |
| 沙村巡檢司                                   | 寿宁鄉 | 瀧水都 | 四图     | 坑口、田墩、南盒、京背、黃涌、平岡（苹冈）、三家村（三村） |
| 沙村巡檢司                                   | 寿宁鄉 | 瀧水都 | 六图     | 豪山、上下淩涌（上凌、东凌）、蔣山（井山）、凹頭、島橋、天亭墟、塔嶺 |
| 沙村巡檢司                                   | 寿宁鄉 | 瀧水都 | 七图     | 塘河、土塘、霽嶺、西村 |
| 沙村巡檢司                                   | 寿宁鄉 | 瀧水都 | 八图     | 沙蓢、上下洋美、南岸、三合、瓦屋（雅屋）、橋頭、龍脊 |
| 沙村巡檢司                                   | 寿宁鄉 | 瀧水都 | 九图     | 灣頭、瀧水口、學澗、健、長澗、北岸 |
| 沙村巡檢司                                   | 寿宁鄉 | 瀧水都 | 十图     | 慈佛頭、田心、薛家村 |
| 沙村巡檢司                                   | 寿宁鄉 | 瀧水都 | 十二图   | 大小慕岡（木江）、伯羅山（北罗山）、竹兜冲、鯉魚、下寮、五、六、流墪（楼墩）、下邦冲 |
| 沙村巡檢司                                   | 寿宁鄉 | 瀧水都 | 十四图   | 白坌蓢 |
| 沙村巡檢司                                   | 寿宁鄉 | 瀧水都 | 十八图   | 古兜、長沙（崖南）、下黃涌、横水 |
| 牛肚灣巡檢司                                 | 昆仑鄉 | 懷仁都 | 一图     | 上沙堤（仁义）、下沙堤（永安）、南坦、南耕（南庚）、九龍、裕寧、小梅、聚龍、小滘灣、佛冲、潭墩、邑美、小澤 |
| 牛肚灣巡檢司                                 | 昆仑鄉 | 懷仁都 | 二图     | 蓮塘、李堂（李苑）、井岡、許坑、大坑口、大坑尾、平山 |
| 牛肚灣巡檢司                                 | 昆仑鄉 | 新化都 | 一图     | 南洋、新塘基、果園、南邊、龍田、潮透、冼黃、莊頭、藏龍、謝村 |
| 牛肚灣巡檢司                                 | 昆仑鄉 | 新化都 | 二图     | 萊巢、李村、高圳、嵐峝、峝尾、東坑 |
| 牛肚灣巡檢司                                 | 昆仑鄉 | 新化都 | 三图     | 平地嶺、大緣合、榜塘、漢塘、曹坑、麥園、萊蘇、那吉、那 |
| 牛肚灣巡檢司                                 | 昆仑鄉 | 新化都 | 四图     | 上冲濂、西涌、開田、山面、大小鐵岡、 |
| 牛肚灣巡檢司                                 | 昆仑鄉 | 新化都 | 五图     | 大澤、官路、東邊、西邊、張坑、呂村、那齊、那陳、山下、安堂、三合 |
| 牛肚灣巡檢司                                 | 昆仑鄉 | 遵名都 | 一图     | 爰處、上河、永建、永安、舖墩、桂林、雙樓墩、中心墩、紅樓墩、兩賢鄉、尚書里、洪穀里、建隆、湯邊、鶴邊、棠坑、西佳 |
| 牛肚灣巡檢司                                 | 昆仑鄉 | 遵名都 | 二图     | 東洋、北洋、田心、張村、舊宅、三水、沙灣、平岡、黎村、松下、石逕、良耕、小官田、甘村、沙涌、大范墩、鹿洲、新基、程村、倉下、中和坊、亨美、餘慶里、登喬坊、松山、茅園 |
| 牛肚灣巡檢司                                 | 昆仑鄉 | 遵名都 | 三图     | 馬涌、龍灣里 |
| 牛肚灣巡檢司                                 | 昆仑鄉 | 遵名都 | 八图     | 潮東、倉邊、田心、板橋、假冲、大姚、浪冲、北邊、上下鶴冲、譚坪 |
| 牛肚灣巡檢司                                 | 昆仑鄉 | 石碑都 | 一图     | 談雅、塘邊 |
| 牛肚灣巡檢司                                 | 昆仑鄉 | 石碑都 | 二图     | 沙坪、小塘、霧山、天等 |
| 牛肚灣巡檢司                                 | 昆仑鄉 | 石碑都 | 三图     | 王佐岡、上下梧村、塘美、田邊、博善、東邊 |
| 牛肚灣巡檢司                                 | 昆仑鄉 | 石碑都 | 四图     | 横蓬 |
| 牛肚灣巡檢司                                 | 昆仑鄉 | 石碑都 | 五图     | 上下石步、鶴步、粘、橋下、鄧岡、古猛 |
| 牛肚灣巡檢司                                 | 昆仑鄉 | 石碑都 | 六图     | 瓦岡、那鄧、海滘、吉境、小篁、吉水 |
| 牛肚灣巡檢司                                 | 昆仑鄉 | 石碑都 | 八图     | 小姚、大、塘、夏、甘、鍾邊 |
| 牛肚灣巡檢司                                 | 常德鄉 | 得行都 | 十六图   | 第六冲、上下河橋、增邊、高田、鄒邊、大岳、小岳、對涌 |
| 注：各图辖村参照康熙《新会县志》进行了考证。 |        |        |          | |

雍正十年{1732年}，割遵名都北部、新化都北部及古劳都与开平县双桥都组建鹤山县。自此，新会县仅剩下禮義、宣化、源清、歸德、華萼、懷仁、新化、遵名、石碑、得行、文章、潮陽、潮居、瀧水、中樂十五个都一百零四图。
| 新会县区划一览表（1741年）                   |        |        |          | |
| 巡檢司                                       | 鄉     | 坊都   | 圖       | 鄉村街巷 |
| 捕屬                                         | 附郭   | 宣化坊 | 一图     | 金紫街、花園巷、珠璣里（知基里）、南門大街（知政北路）、天官第（南寧街）、明義社、水關頭、文獻街、學前街、方第、桂林、北門大街（公園路）、西頭園、東門大街（惠民东路）、做筆街（惠民西路）、舊南門外大街（知政中路）、解元、廠邊街、菱角步（菱东路）、魚生欄（民生路）、賣油巷（爱民路）、城南里、增嘉巷、古榕臺（古榕路）、南興街、爵芳巷、紅門樓（红罗里）、尚書坊（尚書街）、興賢街（仁寿路）、刮柄巷、深涌、宜民橋、田心巷（田心路）、雙孖塘、知政門大街（知政南路）、騎虎關、橫涌、伍家巷、何家巷、牛皮寨、華祝、林塘、月宮巷、東門市、青雲巷、四方井、東關 |
| 捕屬                                         | 附郭   | 宣化坊 | 二图     | 大悦滘（大滘）、深壘（深吕） |
| 捕屬                                         | 附郭   | 源清坊 | 一图     | 高第街、煉丹街、三丫路（南新街）、大廟頭、顏家巷（银花街）、馬尾街（华美街）、詩書街、鳴山巷、施家巷、談江巷、蒼蒲巷、根竹巷、容轂巷、土地巷、瓜瓞巷、象山、濠橋街、濠橋市、南岸、李家巷、仙鞋、五顯涌兩岸、北上橋、豬仔墟（朱紫路）、白鴿巷、十字市、大新街、古巷、東陽街、宜民橋涌邊、懷德巷、龍勝、五柳臺、織篙巷、水頭巷、西隅街、南隅街、康寧、第一巷、第二巷、白米巷、大魁、猛巷、打銅街、賣蔴街、南塘、 |
| 捕屬                                         | 附郭   | 源清坊 | 三图     | 募前橋、三界廟、鰔魚嘴、上水里、東瀾（东蘭）、十八墩、振覺里、荷苞嘴、田流滘（田蘆里）、外泗、三丫營、葉家灣、彭家灣、沙嘴（表東里）、募前市、百歲坊、石狗巷、東亭里、梁家巷 |
| 捕屬                                         | 附郭   | 源清坊 | 四图     | 東甲、西甲、槳板（湘环里） |
| 捕屬                                         | 附郭   | 禮義坊 | 一图     | 象鱗、瑤步涌、承恩市、滻灣、高第、太康、深渠巷、聚貴巷、湯家塘基、西龍橋、花橋亭、蓮花井、大雲山、沙堤橋、紫雲里、紫水里、芝蘭里、永安堂、顯學里、口市、官來橋、西墩 |
| 捕屬                                         | 附郭   | 禮義坊 | 二图     | 蓢頭、東岸 |
| 捕屬                                         | 附郭   | 禮義坊 | 四图     | 大濟橋、匯源街、鹹蝦、界濠巷、賢洲里、禮義社、大路里、河南、鹽埠、穀埠、流杯、帝臨堂、麥屋嘴、打繩舖、榕筆樹、大墩、浪罟、西龍橋下街、黃家樓、見龍橋 |
| 捕屬                                         | 附郭   | 禮義坊 | 六图     | 翰林、五福、三大-{里}、三和、達天巷、-長寧、躍龍、太倉、大路市、新魁滘、葫蘆坊、永慶堂、砂灰地、大口涌、水聚里、悅龍里、永鎮堂、雲水洞、百歲、北寧 |
| 潮連巡檢司                                   | 龙溪鄉 | 歸德都 | 一图     | 蘆村、窰村（瑶村）、松園、杜阮 |
| 潮連巡檢司                                   | 龙溪鄉 | 歸德都 | 二图     | 麥園、南山、麻園 |
| 潮連巡檢司                                   | 龙溪鄉 | 歸德都 | 三图     | 白石、廈村、耙涌、萊陽 |
| 潮連巡檢司                                   | 龙溪鄉 | 歸德都 | 四图     | 趙村（东侯）、都會、企榜（奇榜）、江嘴（江咀） |
| 潮連巡檢司                                   | 龙溪鄉 | 歸德都 | 五图     | 白石居仁、坑尾 |
| 潮連巡檢司                                   | 龙溪鄉 | 歸德都 | 六图     | 木蓢、龍榜、井根 |
| 潮連巡檢司                                   | 龙溪鄉 | 歸德都 | 九图     | 禮樂、白沙、紫坭 |
| 潮連巡檢司                                   | 龙溪鄉 | 歸德都 | 十图     | 滘頭、北街 |
| 潮連巡檢司                                   | 龙溪鄉 | 歸德都 | 十一图   | 外海 |
| 潮連巡檢司                                   | 龙溪鄉 | 歸德都 | 十五图   | 水南、雲逕、舊社（貫溪）、江門 |
| 潮連巡檢司                                   | 龙溪鄉 | 華萼都 | 一图     | 大山嘴、山頭坊、麥園、湯村、荷塘、三丫 |
| 潮連巡檢司                                   | 龙溪鄉 | 華萼都 | 二图     | 高邊、良村 |
| 潮連巡檢司                                   | 龙溪鄉 | 華萼都 | 三图     | 潮連 |
| 潮連巡檢司                                   | 龙溪鄉 | 華萼都 | 四图     | 高沙、坦邊、義來、芝山、雷灣、上滘 |
| 潮連巡檢司                                   | 龙溪鄉 | 華萼都 | 五图     | 大纛（富岡） |
| 潮連巡檢司                                   | 龙溪鄉 | 華萼都 | 七图     | 𧒽步、禾岡 |
| 潮連巡檢司                                   | 龙溪鄉 | 華萼都 | 八图     | 篁灣、隔嶺 |
| 潮連巡檢司                                   | 龙溪鄉 | 華萼都 | 九图     | 簷邊、霞村、岡頭、深涌、龍田 |
| 大瓦巡檢司                                   | 龙溪鄉 | 中樂都 | 一图     | 羅岡（罗江）、陸村、松蓢、桐井、小橋、岑村、大井頭、赤嶺、圓嶺 |
| 大瓦巡檢司                                   | 龙溪鄉 | 中樂都 | 二图     | 白步嶺、東澤、文虹、林屋灣、步頭歐邊、忠勲、甘邊、棠下、井下路、金竹岡、小滘尾、根竹凹（竹溪）、石瀨（石礼） |
| 大瓦巡檢司                                   | 龙溪鄉 | 中樂都 | 三图     | 後岡、良塘、坑尾、岐山、石頭、慈灣、大昌 |
| 大瓦巡檢司                                   | 龙溪鄉 | 中樂都 | 四图     | 裏村、深坑、厚譚、外村、裏村墟、雙龍、新村 |
| 大瓦巡檢司                                   | 龙溪鄉 | 中樂都 | 五图     | 周郡、圓岡、蓬村、萊村、富田、挪鬰 |
| 大瓦巡檢司                                   | 龙溪鄉 | 中樂都 | 六图     | 橫江、石山、古今、大灣、竇頭 |
| 大瓦巡檢司                                   | 龙溪鄉 | 中樂都 | 七图     | 岡美、井灣、長岡、上巷、西頭、小肩、劉道院、老富、大凹 |
| 大瓦巡檢司                                   | 龙溪鄉 | 中樂都 | 九图     | 顯溪、蘇村、塘美、天河南安、南坑、北坑、天河倉邊、龍灣、銀瓶嘴墟、橋頭、裏村、大神前、平岡 |
| 大瓦巡檢司                                   | 龙溪鄉 | 中樂都 | 十一图   | 丹灶圓山、草園、煙羅、龍馬、丹井、廟前、椅山、南山、蓬萊、聖堂 |
| 大瓦巡檢司                                   | 龙溪鄉 | 中樂都 | 十二图   | 曲江、舊村、良邊、沙富、松園虎頭、藤澤、北星、大嶺尾、大嶺、裏村（李村）、大坑、良溪 |
| 大瓦巡檢司                                   | 龙溪鄉 | 中樂都 | 十三图   | 大林、新昌 |
| 大瓦巡檢司                                   | 龙溪鄉 | 中樂都 | 十七图   | 篁莊、石滘、篁邊 |
| 大瓦巡檢司                                   | 龙溪鄉 | 中樂都 | 十九图   | 浣溪、橋頭、鸞臺、水母灣、山頭、霞村、古斗沙頭嘴、大田 |
| 大瓦巡檢司                                   | 龙溪鄉 | 中樂都 | 二十二图 | 神仙坑（仙溪）、南涌（南溪）、竇口墟、茶溪、積谷邊、佛坑、李步、雲洞、平岡丹竹、良坑、大坑、天河匯水、天河墟、華屋灣（華灣） |
| 沙村巡檢司                                   | 常德鄉 | 文章都 | 一图     | 水東、牛湾、石坑、黃邊、東坑、坑头（亨头） |
| 沙村巡檢司                                   | 常德鄉 | 文章都 | 六图     | 南莊、井岡 |
| 沙村巡檢司                                   | 常德鄉 | 文章都 | 七图     | 七村、榜沖 |
| 沙村巡檢司                                   | 寿宁鄉 | 潮陽都 | 一图     | 橋頭、沙岡、文村 |
| 沙村巡檢司                                   | 寿宁鄉 | 潮陽都 | 二图     | 羅坑、橫岡、沙塘、周坑、李屋邊、棲坑、杜岡、天湖蓢、陳涌 |
| 沙村巡檢司                                   | 寿宁鄉 | 潮陽都 | 五图     | 新地、沖老灣、橫頭路、盈 |
| 沙村巡檢司                                   | 寿宁鄉 | 潮陽都 | 六图     | 逕邊、飯籮岡 |
| 沙村巡檢司                                   | 寿宁鄉 | 潮陽都 | 七图     | 花（重华）、七堡 |
| 沙村巡檢司                                   | 寿宁鄉 | 潮居都 | 一图     | 蘆霞、潭岡、嶺背、石叟、柳塘、水邊 |
| 沙村巡檢司                                   | 寿宁鄉 | 潮居都 | 二图     | 梁家村、天台、倉邊、玉堂、羅灣、曾坑、小岡 |
| 沙村巡檢司                                   | 寿宁鄉 | 潮居都 | 三图     | 長沙、竹灣、文樓、霞露（霞路）、南海寮、古井、古路（仕路）、泗涌、山頭 |
| 沙村巡檢司                                   | 寿宁鄉 | 潮居都 | 四图     | 大樹下、獨洲、那伏、大灣、梅灣 |
| 沙村巡檢司                                   | 寿宁鄉 | 潮居都 | 五图     | 談村、仁和里、茶、鍾家村、龜岡、天马、天祿、 |
| 沙村巡檢司                                   | 寿宁鄉 | 潮居都 | 六图     | 泮、河田、齋堂（济堂）、小墳、梅岡、盤溪 |
| 沙村巡檢司                                   | 寿宁鄉 | 潮居都 | 七图     | 朱村、邊、忠孝、大石橋、衙前 |
| 沙村巡檢司                                   | 寿宁鄉 | 潮居都 | 八图     | 小茶、超羣、式 |
| 沙村巡檢司                                   | 寿宁鄉 | 潮居都 | 九图     | 帝澗橋、小渡 |
| 沙村巡檢司                                   | 寿宁鄉 | 潮居都 | 十图     | 大灣、草坪、榕村 |
| 沙村巡檢司                                   | 寿宁鄉 | 潮居都 | 十一图   | 伍村、嶺頭 |
| 沙村巡檢司                                   | 寿宁鄉 | 潮居都 | 十三图   | 官涌、奇石、長樂、北村、牛眠步 |
| 沙村巡檢司                                   | 寿宁鄉 | 潮居都 | 十九图   | 龍泉、梅、大、東向、睦洲 |
| 沙村巡檢司                                   | 寿宁鄉 | 潮居都 | 二十图   | 良則（良德）、大崎、洋美、茶園、皮子、官田、三江、謝冲（谢禾） |
| 沙村巡檢司                                   | 寿宁鄉 | 潮居都 | 二十一图 | 梅阁、沙堆、沙角 |
| 沙村巡檢司                                   | 寿宁鄉 | 潮居都 | 二十二图 | 大沙（莲溪）、馬墩、南蓢、洋邊、茅步 |
| 沙村巡檢司                                   | 寿宁鄉 | 瀧水都 | 一图     | 南坑、横村、浐步（产埗）、赤木嶺、上邦、龜尾（貴美）、田心、坑美山、沙富、石屋、美（充美） |
| 沙村巡檢司                                   | 寿宁鄉 | 瀧水都 | 二图     | 天亭、蓢頭、談 |
| 沙村巡檢司                                   | 寿宁鄉 | 瀧水都 | 三图     | 橫嶺、沙頭墟、崔家坑、濠、仙洞、水背、王井頭 |
| 沙村巡檢司                                   | 寿宁鄉 | 瀧水都 | 四图     | 坑口、田墩、南盒、京背、黃涌、平岡（苹冈）、三家村（三村） |
| 沙村巡檢司                                   | 寿宁鄉 | 瀧水都 | 六图     | 豪山、上下淩涌（上凌、东凌）、蔣山（井山）、凹頭、島橋、天亭墟、塔嶺 |
| 沙村巡檢司                                   | 寿宁鄉 | 瀧水都 | 七图     | 塘河、土塘、霽嶺、西村 |
| 沙村巡檢司                                   | 寿宁鄉 | 瀧水都 | 八图     | 沙蓢、上下洋美、南岸、三合、瓦屋（雅屋）、橋頭、龍脊 |
| 沙村巡檢司                                   | 寿宁鄉 | 瀧水都 | 九图     | 灣頭、瀧水口、學澗、健、長澗、北岸 |
| 沙村巡檢司                                   | 寿宁鄉 | 瀧水都 | 十图     | 慈佛頭、田心、薛家村 |
| 沙村巡檢司                                   | 寿宁鄉 | 瀧水都 | 十二图   | 大小慕岡（木江）、伯羅山（北罗山）、竹兜、鯉魚冲、下寮、五、六、流墪（楼墩）、下邦冲 |
| 沙村巡檢司                                   | 寿宁鄉 | 瀧水都 | 十四图   | 白坌蓢 |
| 沙村巡檢司                                   | 寿宁鄉 | 瀧水都 | 十八图   | 古兜、長沙（崖南）、下黃涌、横水 |
| 牛肚灣巡檢司                                 | 昆仑鄉 | 懷仁都 | 一图     | 上沙堤（仁义）、下沙堤（永安）、南坦、南耕（南庚）、九龍、裕寧、小梅、聚龍、小滘灣、佛冲、潭墩、邑美、小澤 |
| 牛肚灣巡檢司                                 | 昆仑鄉 | 懷仁都 | 二图     | 蓮塘、李堂（李苑）、井岡、許坑、大坑口、大坑尾、平山 |
| 牛肚灣巡檢司                                 | 昆仑鄉 | 新化都 | 一图     | 南洋、新塘基、果園、南邊、龍田、潮透 |
| 牛肚灣巡檢司                                 | 昆仑鄉 | 新化都 | 四图     | 上濂、西涌、開田、山面 |
| 牛肚灣巡檢司                                 | 昆仑鄉 | 新化都 | 五图     | 大澤、官路、東邊、西邊、張坑、呂村、那齊、山下、安堂、三合 |
| 牛肚灣巡檢司                                 | 昆仑鄉 | 遵名都 | 一图     | 爰處、上河、永建、永安、舖墩、桂林、雙樓墩、中心墩、紅樓墩、兩賢鄉、尚書里、洪穀里、建隆、湯邊、鶴邊、棠坑、西佳 |
| 牛肚灣巡檢司                                 | 昆仑鄉 | 遵名都 | 二图     | 東洋、北洋、田心、張村、舊宅、三水、沙灣、沙涌、大范墩、鹿洲、新基、程村、倉下、中和坊、亨美、餘慶里、登喬坊、松山、茅園 |
| 牛肚灣巡檢司                                 | 昆仑鄉 | 遵名都 | 三图     | 馬涌、龍灣里 |
| 牛肚灣巡檢司                                 | 昆仑鄉 | 遵名都 | 八图     | 潮東、倉邊、田心、板橋、假、大姚、浪、北邊、上下鶴、譚坪 |
| 牛肚灣巡檢司                                 | 昆仑鄉 | 石碑都 | 一图     | 談雅、塘邊 |
| 牛肚灣巡檢司                                 | 昆仑鄉 | 石碑都 | 二图     | 沙坪、小塘、霧山、天等 |
| 牛肚灣巡檢司                                 | 昆仑鄉 | 石碑都 | 三图     | 王佐岡、上下梧村、塘美、田邊、博善、東邊 |
| 牛肚灣巡檢司                                 | 昆仑鄉 | 石碑都 | 四图     | 横蓬 |
| 牛肚灣巡檢司                                 | 昆仑鄉 | 石碑都 | 五图     | 上下石步、鶴步、粘、橋下、鄧岡、古猛 |
| 牛肚灣巡檢司                                 | 昆仑鄉 | 石碑都 | 六图     | 瓦岡、那鄧、海滘、吉境、小篁、吉水 |
| 牛肚灣巡檢司                                 | 昆仑鄉 | 石碑都 | 八图     | 小姚、大、塘、夏、甘、鍾邊 |
| 牛肚灣巡檢司                                 | 常德鄉 | 得行都 | 十六图   | 第六沖、上下河橋、增邊、高田、鄒邊、大岳、小岳、對涌 |
| 注：各图辖村参照乾隆《新会县志》进行了考证。 |        |        |          | |

| 新会县区划一览表（1841年）                   |        |        |          | |
| 巡檢司                                       | 鄉     | 坊都   | 圖       | 鄉村街巷 |
| 捕屬                                         | 附郭   | 宣化坊 | 一图     | 金紫街、花園巷、珠璣里（知基里）、南門大街（知政北路）、天官第（南寧街）、明義社、水關頭、文獻街、學前街、方第、桂林、北門大街（公園路）、西頭園、東門大街（惠民东路）、做筆街（惠民西路）、舊南門外大街（知政中路）、解元、廠邊街、菱角步（菱东路）、魚生欄（民生路）、賣油巷（爱民路）、城南里、增嘉巷、古榕臺（古榕路）、南興街、爵芳巷、紅門樓（红罗里）、尚書坊（尚書街）、興賢街（仁寿路）、刮柄巷、深涌、宜民橋、田心巷（田心路）、雙孖塘、知政門大街（知政南路）、騎虎關、橫涌、伍家巷、何家巷、牛皮寨、華祝、林塘、月宮巷、東門市、青雲巷、四方井、東關 |
| 捕屬                                         | 附郭   | 宣化坊 | 二图     | 大悦滘（大滘）、深壘（深吕） |
| 捕屬                                         | 附郭   | 源清坊 | 一图     | 高第街、煉丹街、三丫路（南新街）、大廟頭、顏家巷（银花街）、馬尾街（华美街）、詩書街、鳴山巷、施家巷、談江巷、蒼蒲巷、根竹巷、容轂巷、土地巷、瓜瓞巷、象山、濠橋街、濠橋市、南岸、李家巷、仙鞋、五顯涌兩岸、北上橋、豬仔墟（朱紫路）、白鴿巷、十字市、大新街、古巷、東陽街、宜民橋涌邊、懷德巷、龍勝、五柳臺、織篙巷、水頭巷、西隅街、南隅街、康寧、第一巷、第二巷、白米巷、大魁、猛巷、打銅街、賣蔴街、南塘、 |
| 捕屬                                         | 附郭   | 源清坊 | 三图     | 募前橋、三界廟、鰔魚嘴、上水里、東瀾（东蘭）、十八墩、振覺里、荷苞嘴、田流滘（田蘆）、外泗冲、三丫營、葉家灣、彭家灣、沙嘴（表東里）、募前市、百歲坊、石狗巷、東亭里、梁家巷 |
| 捕屬                                         | 附郭   | 源清坊 | 四图     | 東甲、西甲、槳板（湘环里） |
| 捕屬                                         | 附郭   | 禮義坊 | 一图     | 象鱗、瑤步涌、承恩市、滻灣、高第、太康、深渠巷、聚貴巷、湯家塘基、西龍橋、花橋亭、蓮花井、大雲山、沙堤橋、紫雲里、紫水里、芝蘭里、永安堂、顯學里、口市、官來橋、西墩 |
| 捕屬                                         | 附郭   | 禮義坊 | 二图     | 蓢頭、東岸 |
| 捕屬                                         | 附郭   | 禮義坊 | 四图     | 大濟橋、匯源街、鹹蝦、界濠巷、賢洲里、禮義社、大路里、河南、鹽埠、穀埠、流杯、帝臨堂、麥屋嘴、打繩舖、榕筆樹、大墩、浪罟、西龍橋下街、黃家樓、見龍橋 |
| 捕屬                                         | 附郭   | 禮義坊 | 六图     | 翰林、五福、三大-{里}、三和、達天巷、-長寧、躍龍、太倉、大路市、新魁滘、葫蘆坊、永慶堂、砂灰地、大口涌、水聚里、悅龍里、永鎮堂、雲水洞、百歲、北寧 |
| 潮連巡檢司                                   | 龙溪鄉 | 歸德都 | 一图     | 蘆村、窰村（瑶村）、松園、杜阮 |
| 潮連巡檢司                                   | 龙溪鄉 | 歸德都 | 二图     | 麥園、南山、麻園 |
| 潮連巡檢司                                   | 龙溪鄉 | 歸德都 | 三图     | 白石、廈村、耙涌、莱阳 |
| 潮連巡檢司                                   | 龙溪鄉 | 歸德都 | 四图     | 趙村（东侯）、都會、企榜（奇榜）、江嘴（江咀） |
| 潮連巡檢司                                   | 龙溪鄉 | 歸德都 | 五图     | 白石居仁、坑尾 |
| 潮連巡檢司                                   | 龙溪鄉 | 歸德都 | 六图     | 木蓢、龍榜、井根 |
| 潮連巡檢司                                   | 龙溪鄉 | 歸德都 | 九图     | 禮樂、白沙、紫坭 |
| 潮連巡檢司                                   | 龙溪鄉 | 歸德都 | 十图     | 滘頭、北街 |
| 潮連巡檢司                                   | 龙溪鄉 | 歸德都 | 十一图   | 外海 |
| 潮連巡檢司                                   | 龙溪鄉 | 歸德都 | 十五图   | 水南、雲逕、舊社（貫溪）、江門 |
| 潮連巡檢司                                   | 龙溪鄉 | 華萼都 | 一图     | 大山嘴、山頭坊、麥園、湯村、荷塘、三丫 |
| 潮連巡檢司                                   | 龙溪鄉 | 華萼都 | 二图     | 高邊、良村 |
| 潮連巡檢司                                   | 龙溪鄉 | 華萼都 | 三图     | 潮連 |
| 潮連巡檢司                                   | 龙溪鄉 | 華萼都 | 四图     | 高沙、坦邊、義來、芝山、雷灣、上滘 |
| 潮連巡檢司                                   | 龙溪鄉 | 華萼都 | 五图     | 大纛（富岡） |
| 潮連巡檢司                                   | 龙溪鄉 | 華萼都 | 七图     | 𧒽步、禾岡 |
| 潮連巡檢司                                   | 龙溪鄉 | 華萼都 | 八图     | 篁灣、隔嶺 |
| 潮連巡檢司                                   | 龙溪鄉 | 華萼都 | 九图     | 簷邊、霞村、岡頭、深涌、龍田 |
| 大瓦巡檢司                                   | 龙溪鄉 | 中樂都 | 一图     | 羅岡（罗江）、陸村、松蓢、桐井、小橋、岑村、大井頭、赤嶺、圓嶺 |
| 大瓦巡檢司                                   | 龙溪鄉 | 中樂都 | 二图     | 白步嶺、東澤、文虹、林屋灣、步頭歐邊、忠勲、甘邊、棠下、井下路、金竹岡、小滘尾、根竹凹（竹溪）、石瀨（石礼） |
| 大瓦巡檢司                                   | 龙溪鄉 | 中樂都 | 三图     | 後岡、良塘、坑尾、岐山、石頭、慈灣、大昌 |
| 大瓦巡檢司                                   | 龙溪鄉 | 中樂都 | 四图     | 裏村、深坑、厚譚、外村、裏村墟、雙龍、新村 |
| 大瓦巡檢司                                   | 龙溪鄉 | 中樂都 | 五图     | 周郡、圓岡、蓬村、萊村、富田、挪鬰 |
| 大瓦巡檢司                                   | 龙溪鄉 | 中樂都 | 六图     | 橫江、石山、古今、大灣、竇頭 |
| 大瓦巡檢司                                   | 龙溪鄉 | 中樂都 | 七图     | 岡美、井灣、長岡、上巷、西頭、小肩、劉道院、老富、大凹 |
| 大瓦巡檢司                                   | 龙溪鄉 | 中樂都 | 九图     | 顯溪、蘇村、塘美、天河南安、南坑、北坑、天河倉邊、龍灣、銀瓶嘴墟、橋頭、裏村、大神前、平岡 |
| 大瓦巡檢司                                   | 龙溪鄉 | 中樂都 | 十一图   | 丹灶圓山、草園、煙羅、龍馬、丹井、廟前、椅山、南山、蓬萊、聖堂 |
| 大瓦巡檢司                                   | 龙溪鄉 | 中樂都 | 十二图   | 曲江、舊村、良邊、沙富、松園虎頭、藤澤、北星、大嶺尾、大嶺、裏村（李村）、大坑、良溪 |
| 大瓦巡檢司                                   | 龙溪鄉 | 中樂都 | 十三图   | 大林、新昌 |
| 大瓦巡檢司                                   | 龙溪鄉 | 中樂都 | 十七图   | 篁莊、石滘、篁邊 |
| 大瓦巡檢司                                   | 龙溪鄉 | 中樂都 | 十九图   | 浣溪、橋頭、鸞臺、水母灣、山頭、霞村、古斗沙頭嘴、大田 |
| 大瓦巡檢司                                   | 龙溪鄉 | 中樂都 | 二十二图 | 神仙坑（仙溪）、南涌（南溪）、竇口墟、茶溪、積谷邊、佛坑、李步、雲洞、平岡丹竹、良坑、大坑、天河匯水、天河墟、華屋灣（華灣） |
| 沙村巡檢司                                   | 常德鄉 | 文章都 | 一图     | 水東、牛湾、石坑、黃邊、東坑、坑头（亨头） |
| 沙村巡檢司                                   | 常德鄉 | 文章都 | 六图     | 南莊、井岡 |
| 沙村巡檢司                                   | 常德鄉 | 文章都 | 七图     | 七村、榜沖 |
| 沙村巡檢司                                   | 寿宁鄉 | 潮陽都 | 一图     | 橋頭、沙岡、文村 |
| 沙村巡檢司                                   | 寿宁鄉 | 潮陽都 | 二图     | 羅坑、橫岡、沙塘、周坑、李屋邊、棲坑、杜岡、天湖蓢、陳涌 |
| 沙村巡檢司                                   | 寿宁鄉 | 潮陽都 | 五图     | 新地、沖老灣、橫頭路、冲盈 |
| 沙村巡檢司                                   | 寿宁鄉 | 潮陽都 | 六图     | 逕邊、飯籮岡 |
| 沙村巡檢司                                   | 寿宁鄉 | 潮陽都 | 七图     | 花（重华）、七堡 |
| 沙村巡檢司                                   | 寿宁鄉 | 潮居都 | 一图     | 蘆霞、潭岡、嶺背、石叟、柳塘、水邊 |
| 沙村巡檢司                                   | 寿宁鄉 | 潮居都 | 二图     | 梁家村、天台、倉邊、玉堂、羅灣、曾坑、小岡 |
| 沙村巡檢司                                   | 寿宁鄉 | 潮居都 | 三图     | 長沙、竹灣、文樓、霞露（霞路）、南海寮、古井、古路（仕路）、泗涌、山頭 |
| 沙村巡檢司                                   | 寿宁鄉 | 潮居都 | 四图     | 大樹下、獨洲、那伏、大灣、梅灣 |
| 沙村巡檢司                                   | 寿宁鄉 | 潮居都 | 五图     | 談村、仁和里、茶、鍾家村、龜岡、天马、天祿、 |
| 沙村巡檢司                                   | 寿宁鄉 | 潮居都 | 六图     | 泮、河田、齋堂（济堂）、小墳、梅岡、盤溪 |
| 沙村巡檢司                                   | 寿宁鄉 | 潮居都 | 七图     | 朱村、邊、忠孝、大石橋、衙前 |
| 沙村巡檢司                                   | 寿宁鄉 | 潮居都 | 八图     | 小茶、超羣、式 |
| 沙村巡檢司                                   | 寿宁鄉 | 潮居都 | 九图     | 帝澗橋、小渡 |
| 沙村巡檢司                                   | 寿宁鄉 | 潮居都 | 十图     | 大灣、草坪、榕村 |
| 沙村巡檢司                                   | 寿宁鄉 | 潮居都 | 十一图   | 伍村、嶺頭 |
| 沙村巡檢司                                   | 寿宁鄉 | 潮居都 | 十三图   | 官涌、奇石、長樂、北村、牛眠步 |
| 沙村巡檢司                                   | 寿宁鄉 | 潮居都 | 十九图   | 龍泉、梅、大、東向、睦洲 |
| 沙村巡檢司                                   | 寿宁鄉 | 潮居都 | 二十图   | 良則（良德）、大崎、洋美、茶園、皮子、官田、三江、謝冲（谢禾） |
| 沙村巡檢司                                   | 寿宁鄉 | 潮居都 | 二十一图 | 梅阁、沙堆、沙角 |
| 沙村巡檢司                                   | 寿宁鄉 | 潮居都 | 二十二图 | 大沙（莲溪）、馬墩、南蓢、洋邊、茅步 |
| 沙村巡檢司                                   | 寿宁鄉 | 瀧水都 | 一图     | 南坑、横村、浐步（产埗）、赤木嶺、上邦、龜尾（貴美）、田心、坑美山、沙富、石屋、美（充美） |
| 沙村巡檢司                                   | 寿宁鄉 | 瀧水都 | 二图     | 天亭、蓢頭、談 |
| 沙村巡檢司                                   | 寿宁鄉 | 瀧水都 | 三图     | 橫嶺、沙頭墟、崔家坑、濠、仙洞、水背、王井頭 |
| 沙村巡檢司                                   | 寿宁鄉 | 瀧水都 | 四图     | 坑口、田墩、南盒、京背、黃涌、平岡（苹冈）、三家村（三村） |
| 沙村巡檢司                                   | 寿宁鄉 | 瀧水都 | 六图     | 豪山、上下淩涌（上凌、东凌）、蔣山（井山）、凹頭、島橋、天亭墟、塔嶺 |
| 沙村巡檢司                                   | 寿宁鄉 | 瀧水都 | 七图     | 塘河、土塘、霽嶺、西村 |
| 沙村巡檢司                                   | 寿宁鄉 | 瀧水都 | 八图     | 沙蓢、上下洋美、南岸、三合、瓦屋（雅屋）、橋頭、龍脊 |
| 沙村巡檢司                                   | 寿宁鄉 | 瀧水都 | 九图     | 灣頭、瀧水口、學澗、健、長澗、北岸 |
| 沙村巡檢司                                   | 寿宁鄉 | 瀧水都 | 十图     | 慈佛頭、田心、薛家村 |
| 沙村巡檢司                                   | 寿宁鄉 | 瀧水都 | 十二图   | 大小慕岡（木江）、伯羅山（北罗山）、竹兜冲、鯉魚、下寮、五、六、流墪（楼墩）、下邦 |
| 沙村巡檢司                                   | 寿宁鄉 | 瀧水都 | 十四图   | 白坌蓢 |
| 沙村巡檢司                                   | 寿宁鄉 | 瀧水都 | 十八图   | 古兜、長沙（崖南）、下黃涌、横水 |
| 牛肚灣巡檢司                                 | 昆仑鄉 | 懷仁都 | 一图     | 上沙堤（仁义）、下沙堤（永安）、南坦、南耕（南庚）、九龍、裕寧、小梅、聚龍、小滘灣、佛、潭墩、邑美、小澤 |
| 牛肚灣巡檢司                                 | 昆仑鄉 | 懷仁都 | 二图     | 蓮塘、李堂（李苑）、井岡、許坑、大坑口、大坑尾、平山 |
| 牛肚灣巡檢司                                 | 昆仑鄉 | 新化都 | 一图     | 潮東、倉邊、田心、板橋、假、大姚、浪、北邊、上下鶴 |
| 牛肚灣巡檢司                                 | 昆仑鄉 | 新化都 | 二图     | 南洋、新塘基、果園、南邊、龍田、潮透 |
| 牛肚灣巡檢司                                 | 昆仑鄉 | 新化都 | 四图     | 上濂、西涌、開田、山面 |
| 牛肚灣巡檢司                                 | 昆仑鄉 | 新化都 | 五图     | 大澤、官路、東邊、西邊、張坑、呂村、那齊、山下、安堂、三合 |
| 牛肚灣巡檢司                                 | 昆仑鄉 | 遵名都 | 一图     | 爰處、上河、永建、永安、舖墩、桂林、雙樓墩、中心墩、紅樓墩、兩賢鄉、尚書里、洪穀里、建隆、湯邊、鶴邊、棠坑、西佳 |
| 牛肚灣巡檢司                                 | 昆仑鄉 | 遵名都 | 二图     | 東洋、北洋、田心、張村、舊宅、三水、沙灣、沙涌、大范墩、鹿洲、新基、程村、倉下、中和坊、亨美、餘慶里、登喬坊、松山、茅園 |
| 牛肚灣巡檢司                                 | 昆仑鄉 | 遵名都 | 三图     | 馬涌、龍灣里 |
| 牛肚灣巡檢司                                 | 昆仑鄉 | 石碑都 | 一图     | 談雅、譚坪、塘邊 |
| 牛肚灣巡檢司                                 | 昆仑鄉 | 石碑都 | 二图     | 沙坪、小塘、霧山、天等 |
| 牛肚灣巡檢司                                 | 昆仑鄉 | 石碑都 | 三图     | 王佐岡、上下梧村、塘美、田邊、博善、東邊 |
| 牛肚灣巡檢司                                 | 昆仑鄉 | 石碑都 | 四图     | 横蓬 |
| 牛肚灣巡檢司                                 | 昆仑鄉 | 石碑都 | 五图     | 上下石步、鶴步、粘、橋下、鄧岡、古猛 |
| 牛肚灣巡檢司                                 | 昆仑鄉 | 石碑都 | 六图     | 瓦岡、那鄧、海滘、吉境、小篁、吉水 |
| 牛肚灣巡檢司                                 | 昆仑鄉 | 石碑都 | 八图     | 小姚、大、塘、夏、甘、鍾邊 |
| 牛肚灣巡檢司                                 | 常德鄉 | 得行都 | 十六图   | 第六沖、上下河橋、增邊、高田、鄒邊、大岳、小岳、對涌 |
| 注：各图辖村参照道光《新会县志》进行了考证。 |        |        |          | |

| 新會縣區劃一覽表（1870年）                |        | |
| 巡檢司                                    | 坊都   | 鄉村 |
| 附郭                                      | 源清坊 | 城內 |
| 典史                                      | 禮義都 | 沙堤、紫竹里、浪罟、譚屋淺、黃家樓、孖冲、石冲、游家灣、葉家灣、彭家灣、新魁滘、梅江、喬寧、田螺滘、外泗、裏泗 |
| 典史                                      | 宣化都 | 深䉪 |
| 典史                                      | 中樂都 | 東甲、西甲、大悅滘、丹灶、棠下、北坎、佛凹、良溪、沙富、歐 邊、甘邊、小滘尾、步頭、石禮、良邊、金竹岡、黎屋、林屋灣、白步嶺、高屋、忠勲里、步雲、村頭、桐井、小橋、岑村、陸村、松朗、羅岡、大要、石頭、新昌、雙龍、同鬰、石山、外村、裏村、深坑 |
| 縣丞                                      | 歸德都 | 蘆村、窰村、杜阮、江門、泰寧里、範羅岡、都會、趙村、企榜、江嘴、白米洲、禮樂、東倉里、木蓢、井根、西嘴、白沙、嶺梅、第發里、水南 |
| 沙村巡檢司                                | 潮居都 | 潭岡、嶺背、水邊、羅坑、沙塘、李屋、大巷、平步、石嘴、梁家 、泮冲、河橋、河田、朱村、齋堂、冲式、康甯、大石橋、大灣、官地、天台、倉前、衙前、大行、碩叟、忠孝、冲邊、還江、龜岡、洞閣、新填、四九、李村、鍾家、榕村、冲老、邦頭、東頭、冲茶、談村、超羣、嶺頭、田寮、上官冲、沙堆、下官 冲、那伏、獨洲、梅灣、竹灣、長樂、北村、泗冲、文樓、霞 路、長沙、奇石、慈佛頭、古井、和隆、沙角、梅角、馬墪、大沙 、古魯、皮子、洋美、臨潮、良德冲、梅冲、大冲、睦洲、東向、石冲園、謝冲、三江、大隆、茶坑、塔前、白滻 |
| 沙村巡檢司                                | 瀧水都 | 豪山、慶甯、天亭、下凌冲、上凌冲、蓢頭、蔣山、赤木嶺 、天湖蓢、赤水坑、羅家灣、飯羅岡、寺前、洋美、天平、南岸、 三合、居安、島橋、茂連、伍村、瀧水口、龍灣、宏和、聖學、冲口、產步、雅屋、學地、大慕岡、小慕岡、北羅山、長澗、建冲、冲美、龍脊、北岸、橋頭、楼墪、小沙、鲤魚冲、基背、竹斗 冲、六斗冲、五斗冲、南陵、北陵、豪冲、王井頭、横嶺、上邦冲、沙路、崔家坑、坑口、水背、坑尾、仙洞、田墩、南 盒坑頭、麥田、京背、塘美、仙坪、黄冲、旺冲、平岡、三家、藤灣、南海寮、麻步、官田、龍泉、洋邊、南萌、茅步、天馬、天祿、中台、中灣、水步、貴美、沙富、龍頭、潭冲、大園山、塘河、河嶺、西村、塔嶺、沙蓢、土塘、南坑、横村、天平墟、沙富墟 |
| 沙村巡檢司                                | 潮陽都 | 泰坑、橋頭、山嘴、文村、川巷、田心、新地、旺邊、高地、冲花、那居、汾界、嘉甯、沙岡、茶園 |
| 沙村巡檢司                                | 文章都 | 陳冲、蘆冲、井岡、榜冲、石坑、坑頭、福安、吉水、黄安、沙、陳邊、蔡邊 |
| 潮連巡檢司                                | 歸德都 | 古文洲堡、皋頭、北街、南山、麥園、下竂、麻園、外海、白石、 篁莊、篁邊、耙 |
| 潮連巡檢司                                | 華萼都 | 大毒、巷頭、蘆鞭、坦邊、甘邊、大岡、芝山、海頭、豸尾、𧒽步、良村、恆美、禾岡、高邊、篁灣、蒼村、黎村、 十八坊、深涌、塔岡 |
| 潮連巡檢司                                | 中樂都 | 朱紫、圓岡、周郡、蓬村、萊村、石滘、横江堡、浣溪、石山、東隅、西隅、江門口、村頭、墪邊、墪後、古地、天河堡、天河、禮村、市邊坑、鴉鵲浪、大坑、平岡、蒼邊、茶坎、蘇村、五洞、銀瓶嘴、東坑、大身前、鸞台、古今、大灣、霞村、南涌、大嶺尾、田頭、大田、山頭、古斗、水肚灣、沙頭嘴、早禾田、大嶺、神仙坑、竇口 |
| 牛肚灣巡檢司                              | 懷仁都 | 上沙堤、下沙堤、南賡、九龍、裕甯、小梅、聚龍、潭墪、邑美、小澤、蓮塘、李塘、井岡、許坑 |
| 牛肚灣巡檢司                              | 得行都 | 大六冲、河橋、下河橋、增邊、鄒邊、大岳、小岳、對、九如、口、三益 |
| 牛肚灣巡檢司                              | 石碑都 | 談雅、沙坪、小塘、霧山、天等、王佐岡、梧村、塘美、田邊、博善、東邊馮、横篷、上石步、下石步、鶴步、橋下、瓦岡、那鄧、海滘、吉境、小篁、吉水、小姚、大界、夏、甘、鍾邊 |
| 牛肚灣巡檢司                              | 遵名都 | 棠坑、湯邊、鶴邊、西界、山頂、廟前、東洋、北洋、田金里、張村、舊宅、三水、沙灣、沙冲、大范墪、鹿洲、新基、倉下、中和坊、坑尾里、餘慶里、橋亭、登橋坊、松山、茅園、白廟、潮東、倉邊、田心、板橋、假冲、大姚、浪冲、大姚旂、北邊、上鶴冲、下鶴、譚坪、馬、龍灣 |
| 牛肚灣巡檢司                              | 新化都 | 南洋、南邊、潮透、下冲濂、西冲、開田、沿江、大澤、官路、東邊、張坑、吕村、那陳 |
| 注：各都辖村参照《 廣東圖說》进行了考证。 |        | |

光緒卅四年《城鎮鄉自治章程》頒佈後，廣東省咨議局因辦理選舉。全縣劃分十個選舉區。
| 新會縣行政區劃（1909年）                | |
| 行政隶属：廣東省廣州府 縣衙駐地：新會城 | |
| 區                                      | 鄉 |
| 第一区                                  | 新會城、新魁滘、沙堤、天井坑、小梅、東甲、西甲、大滘、梅樹營、田螺滘、沙咀、紫竹里、東 侯、許村、黎村、梁家新村、鸞岡坊、德滋里          |
| 第二区                                  | 江門、禮樂、紫泥、白沙、奇榜、都會、江嘴、滘頭、水南                                                                                     |
| 第三区                                  | 蔴園、篁村、白石、木朗、杜阮、井根、裡村、雙龍、丹灶、耙冲、舊社、東羅寧十二鄉、瑤村                                                     |
| 第四区                                  | 外海、荷塘、潮連、金溪、北街、麥園、南山                                                                                                 |
| 第五区                                  | 棠下、良溪、石頭、天河、橫江、楊漢、大林、虎嶺、桐井、篁邊                                                                               |
| 第六区                                  | 七堡、石坑、羅坑、嶺背、陳冲、潭岡、山咀、塘尾坑、天湖蓢、小岡、天臺、梅岡、南坦、汾水江、三八水、洞閣、冲式、水東、蘆冲、坑頭           |
| 第七区                                  | 瀧水、天亭、上村、下村、塔嶺、豪山、沙富、塘河、凹頭、蓢頭、瓦屋村、白龍里、橫嶺、梁家村、嶺頭、仙洞、南合、坑頭、京背、五村、黃冲、三村 |
| 第八区                                  | 三江、官田、洋美、沙岡、新村、龍泉、獨洲、那伏、南朗、睦洲、大沙、馬能、長能、鼠能、石冲、茶坑、大洞、深壘                               |
| 第九区                                  | 古井、文樓、霞路、泗冲、慈佛頭、大朗坡、孖洲、長樂、長沙、沙堆、梅角、梅灣、沙角                                                         |
| 第十区                                  | 河村、天等、田邊、梧村、白廟、九如、談雅、小塘、大澤、西冲、潭墪、小澤、北洋、呂村、田金里、潮透、李苑、大園、蟠龍                       |

### 中華民國時期
民國初年，沿襲清末建制，1929年，国民政府公布《县政区组织法》，规定按区域大小、事务繁简、户口及财赋多少分县为三等，县各划分为区、乡、镇。乡(村庄地方)、镇(市街地方)各以100户至1000户，区以10—50乡镇组成之。当时新会是属一等县，划为10区。1931年8月《县政区组织法》修正，1933年，新会共划分为十六个自治区。1937年3月15日，各區公所撤銷，縮編成會城鎮、江門鎮及四個聯鄉區，第一聯鄉區辦事處駐河村，轄原一區、十區、十五區，共66鄉；第二聯鄉區辦事處駐潮連，轄原二區、三區、四區、五區、十二區，共49鄉；第三聯鄉區辦事處駐古井，轄原八區、九區、十三區、十六區，共60鄉；第四聯鄉區辦事處設瀧水，轄原六區、七區、十四區，共77鄉。
1938年10月編辦保甲完成，全縣共有250個鄉鎮2159保21274甲。1939年3月廣東省民政廳為增進戰時行政效率，重新劃分行政區，將原第一、八、十、十三區為第一區；原第二、四、十六區為第二區；原第九、十四區為第三區；原第六、七區為第四區；原第三、五區爲第五區；原第十、十五區為第六區。原定4月1日舉行成立儀式，但因新會淪陷並未舉行。抗戰期間，國府新會縣府遷至天亭墟辦公。而汪府則在江門鎮蓮平路設置新會縣政府，區劃上仍沿用原有的十六個區。
| 新会县区划一览表（1936年）                   | |
| 区                                           | 乡、镇 |
| 第一区                                       | 東甲鄉、裏泗冲乡、新魁滘黎姓鄉、新魁滘聶姓鄉、西甲乡、興基乡、梅江乡、南坦乡、城東乡、靈鎮乡、石江乡、西墩南乡、永安堡乡、南賡乡、西關乡、小梅乡、沙堤紫源乡、沙堤四乡、環溪乡、環溪上堡乡、大墩六乡、大口冲乡、城南乡、花橋亭乡、銅和乡 |
| 第二区                                       | 大滘鄉、水南乡、紫坭乡、都會乡、滘頭趙族乡、滘頭林族乡、東西羅寧乡、白石乡、白沙乡、麻園乡、大派洲乡、萊陽乡、奇榜乡、北街乡、竹排頭乡、江嘴乡、耙涌乡、沙崗乡 |
| 第三区                                       | 杜阮乡、井根乡、丹灶乡、篁莊乡、蘆瑤乡、木蓢乡、舊社乡、裏村乡、新垣咀乡、裏外灣溪乡、潭石坑乡、黃陳羅乡 |
| 第四区                                       | 外海乡、荷塘乡、潮连乡、南麥金乡 |
| 第五区                                       | 篁邊乡、大林乡、周郡乡、新昌乡、石龔萊馬乡、橫江乡、觀瀾乡、虎嶺乡、桐井乡、坑美十堡乡、天河乡、棠下鎮 |
| 第六区                                       | 牛灣六堡乡、七堡乡、潭岡乡、五堡乡、石咀乡、羅坑乡、筍嶺乡、梅岡乡、天湖乡、洞閣乡、小岡各乡、陳冲乡、山咀乡、小岡沖邊乡、碩叟乡、天臺乡、倉前乡 |
| 第七区                                       | 嶺頭乡、塔嶺乡、朱村乡、嶺頭曾家乡、樓墩乡、王井頭乡、坑美山乡、伍村乡、東淩冲乡、祝斗乡、學地乡、塘河乡、洋美乡、龍頭乡、雅屋乡、長澗乡、島橋乡、沙富乡、豪山乡、田心乡、北岸乡、嘉寮乡、橋頭乡、水背坑口乡、河橋乡、基背乡、咀頭乡、充美乡、龍脊乡、梁家乡、邦冲乡、上淩冲乡、忠心乡、三公廟堡乡、東岸乡、南岸乡、橋門乡、濟堂乡、羅家乡、橫嶺乡、泮冲乡、木江乡、慕羅乡、瀧水鎮 |
| 第八区                                       | 三江乡、天馬乡、天祿乡、茶坑乡、九子沙乡、深壘乡、大洞乡、八堡乡 |
| 第九区                                       | 孖洲乡、慈溪乡、玉洲乡、喬林乡、文樓乡、長沙乡、朗坡乡、竹灣乡、龍田乡、管咀乡、獨洲乡、慈佛乡、遠嶺乡、安山乡、那伏乡、山頭乡、網山乡、沙堆乡、鵝溪乡、麻冲乡、茅步乡、背坑乡、南蓢乡、古井乡、泗冲乡、洋邊乡、大沙灣乡、南堡乡 |
| 第十区                                       | 田邊乡、河村乡、里正乡、喬廈乡、石名乡、李天等乡、梁天等乡、小塘乡、沙坪乡、霧山乡、三益乡、沙冲乡、廣卿乡、石步乡、棠坑乡、鶴邊乡、沙灣乡、張村乡、白廟乡、談雅乡、鶴乡、鄒邊乡 |
| 第十一区                                     | 東城乡、西城乡、北城乡、惠民鎮、東安鎮、仁新鎮、紫隅鎮、環城南鎮、知政北鎮、知政南鎮、百歲鎮、滻灣鎮、樓西鎮、帝臨鎮 |
| 第十二区                                     | 市東鎮、市中鎮、市西鎮、河南鎮、北街鎮 |
| 第十三区                                     | 禮樂英鄉'、禮樂雄鄉、禮樂威鄉、禮樂武鄉 |
| 第十四区                                     | 三村鄉、黃冲鄉、旺冲鄉、仙洞北鄉、仙洞南鄉、京梅鄉、京背鄉、苹岡鄉、田寮鄉、長崗鄉、坑頭鄉、五村鄉、南合鄉、長沙鄉 |
| 第十五区                                     | 蓮塘鄉、李苑鄉、大園鄉、長灣鄉、潭墪鄉、四益鄉、大澤五堡鄉、呂村鄉、田金鄉、北洋鄉、橋亭鄉、西涌鄉、小澤鄉、潮透鄉、大澤鎮 |
| 第十六区                                     | 睦洲鄉、大鰲鄉、龍泉鄉、上橫鄉、大沙鄉、橫山鄉、馬銀鄉 |
| 注：部分地名参照《新会县政月刊》进行了考证。 | |

1946年2月27日，新会改为八个区，共2個鎮，68鄉，1355保，14684甲；第一區有150保，1802甲；第二區有167保，1962甲；第三區有176保，1839甲；第四區有99保，988甲；第五區有190保，1819甲；第六區有157保，1535甲；第七區有196保，2257甲，第八區有220保，2285甲。
| 新会县区划一览表（1946年）                                            |        | |
| 区                                                                    | 乡、镇 | 保（轄下街巷村、今名） |
| 第一区                                                                | 会城镇 | 第一保：南隅街、康寧里、白米巷、解元匾、南塘里、小南塘、拜月亭、南恩里 第二保：朱紫路、織篙巷、通心巷、北上橋、處厚里、炒米街涌邊南岸、朱紫巷、太平里、白鴿巷、紫雲里、紫雲衢 第三保：大新路、懷德巷、龍勝里、福寧里、宜民橋西岸、古榕臺、五柳臺、古巷、曾家巷、如安坊 第四保：第壹巷、大義巷、深涌橋西岸、囍堂閘、蘭桂里、清化關、環城南路、象賢里、莫家大地、田邊巷、第四巷、梁家巷、通北巷 第五保：深涌橋東岸、北岳廟、南塘里、南華坊、柱石里、景行里、振華坊、奶娘巷、水浸亭、華祝里、環城南路、何家巷、月宮巷 第六保：仁壽路、宜民橋東岸、毓秀里尚書坊、樓后里、十八家、民生路、城南里、楊家巷 第七保：知政中路、菱角埗、紅門樓、羅家塘基、水皮沖、太保府、簡巷、爵芳巷、陳家塘基 第八保：知政南路、至公巷、李家巷、文園巷、大園塘、田心巷、李家祠道、南塘大門樓 第九保：橫涌、雙孖塘、李巷、猛巷、瀾洲里、合龍坊、合興坊、東園莊、書樓里、安仁里、何家巷、毓靈里、牛皮寨、最樂里、騎虎關西岸、騎虎關東岸、盛發里、環城南路、養鴉巷、李巷、社公巷、瓦片地、東亭里、滙隆社、竹笠里 第十保：平安路、四方井、趙家塘基、波祿巷、余家巷、如求社、城德坊、區家塘基、東門灣底、惠民東路、學前街、華大巷、景賢里、馬山巷、勝龍里、方岳里、方岳第東華里、福寧里、八角亭、化龍橋、學宮、接龍廟、水關頭、東興街、鏻興坊、銅鼓井、青雲路、屎巷 第十一保：知政北路、西頭園上巷、西頭園下巷、關閣廟、屎巷、廠邊街、三多橋、倉前街、金紫街、南寧街、深巷、大夫策、天官第、馬家塘基、仁聖巷、南安街、永祐坊、德華坊、花園巷、惠民中路、惠民西路、北門街、余家祠道、居仁里、天福里、解元里、太史第、得勝廟道、守府前街、珠璣里、迎祥里、父子廉憲第、福臨里 第十二保：大廟頭、葉家巷、顏家街、石狗巷、葫蘆巷、炒米街、炒米街冲邊北岸、德慶里、餘慶坊、桂芳里、顯秀里、根竹巷、容轂巷、五顯涌、瓜瓞巷、源安坊、顯華坊、西隅路、關大宅、劉家巷、譚家巷、五顯橋 第十三保：三丫路、煉丹井、德昭里、華美街、李巷、打銀巷、惠民門、高第街、馬騮巷、綠雲洞、象福里、金鰲巷、詩書街、吉園巷、譚江巷、蒼蒲巷、青雲坊、龍窩社、象秀巷、土地巷、紫雲洞、大井頭、象山路 第十四保：五顯冲東岸、沙堆巷、福安坊、安寧坊、啓明坊、後明坊、安明坊、興隆坊、五顯冲橋、孟里、大魁里、恤刑坊、大南路、南薰里、南邊塘、九曲池、忠興坊、獅子坊、深巷、平安坊、南安坊、福星里、樹德里、中心巷 第十五保：大西門、象環里、鳴鳳坊、鳳池里、仁美巷、介福巷、象福巷、濠橋街、社公巷、群安坊、楊家巷、麟瑞里、尼姑巷、張家巷、五顯冲西岸、合安坊、仙鞋里、百歲坊、牌坊巷、馬家塘基、高巷、仁和里、大南路 第十六保：環城西路、白石橋、花生地、許巷、茂貴巷、穿心巷、康寧里、牛屎巷、頂巷、義和里、象龍社、馥馨里、瑤步冲、高地里、興和里、五福里、龍盛里、新盛街、蓮花井、高寧里、化龍巷、余家巷、高華里、高石里、高上里、步雲里、中間巷、新華坊 第十七保：滻灣路、西龍橋、南安路、高第里、長發社（吳家巷）、第康里（陳家巷）、龍潮里、深衢巷、聚貴巷、許家巷、三龍里、登龍里、騎龍里、觀龍里、見龍里、鄧家巷、源龍社 第十八保：禮義街、南興街、中和社、塘底社、何家大塘、大穀埠、象照里、接龍里、騰龍里、帝臨堂西岸、倫勝里、倫捷里、聚興里、連進坊、麟興社、西和里、金巷、許家塘基、美樂社、九里香社、福聚里、福臨里 第十九保：黃家塘基、大路市、大路里、太和里、安和坊、三大里、太倉里、三和里 第二十保：帝臨堂東岸、餘慶里、均和里、小穀埠、五福里、河南路、翰林里、姚家巷（霍家巷）、阜寧里、賢洲路、宏寧里、尚賢坊、霍巷、豆腐巷（豬仔巷）、錫安巷、匯源街、大口沖、鹹蝦沖、大濟橋、平安社、分界巷、青雲坊、福照里、蓮藕塘 第二十一保：百歲坊、石狗巷、梁家巷、募興路、東亭里、會龍里、步（麟祥里）、較剪巷、接潮廟、合成新基、新沙咀、表東里、東來里（徐楊莊） 第二十二保：三丫營、東昇里、三丫古廟、四撻風雲、彭家灣、光華里、葉家灣、深源里、蔡家村、蔡家新村 第二十三保：東關路、甄家巷、子孫里、大巷里、環城東路、橫塘里、東華坊、大塘里、填塘地、何家莊、狗髀塘、新地里、銀砂巷、紅門樓、隆興里、東和坊、莫家山 第二十四保：施家塘基、五顯廟、秀石里、興仁里、石家莊、東候里、潮江里、石龍里、黎村（東榮里）、德滋里、湯家新基、瓦磚地 第二十五保：岡州路、東賢里、東湖里、厚賢里、碩德里、三賢祠、振覺里、綠護屏 |
| 第一区                                                                | 城南乡 | 第一保：新魁滘：龍灣里、濠美里 第二保：新魁滘：北頭里、南頭里、永慶里、永昌里 第三保：新魁滘：接圭里 第四保：新魁滘：接龍里、匯源里、百歲里、百寧里、天福里、南薰里 第五保：新魁滘：太平里、南勝里 第六、七、八保：梅樹營（梅江） 第九保：大口沖：日新里、會龍里、聚龍里、長寧里、水聚里、馮家塘基、雙龍里、永寧里、游家灣、莫家村 第十保：環溪：大端里、欣榮坊、接慶里、豐安里、大安里、大安橫街、合隆坊、聚龍里、新盛社 第十一保：環溪：接龍里、接龍里直街、騰龍里、環漟里、吳家塘基、竹林里 第十二保：六鄉：灰爐街、西荷里、安懷坊、朝陽里 第十三保：六鄉：耀華坊、紹德里 第十四保：六鄉：鸞岡坊、新漢坊、普華坊 |
| 第一区                                                                | 仁义乡 | 第一保：西墩街、興基里、曾家村、余家塘基、伍家塘基 第二保：永安：紫竹里、仁堂大宅巷、仁堂二宅巷、仁堂第一塘基、上高巷、水井巷、仁堂第二塘基、槐花巷、尾巷、迎祥里、迎祥橋腳、吳家基、馮園新村、芝蘭里 第三保：永安：沙坪里、沖口市、十八家、紫竹里橫沖、康樂里、顯學里上塘基、顯學里下塘基、顯學里東沖邊 第四保：永安：沙咀橋東、沙咀上塘基、沙咀樓背底、沙咀塘邊、石麟里 第五保：仁義：大塘基、高地里 第六保：仁義：金剛地、新地里、九子里、環門里、林屋圍、西關、紫龍里、紫雲里、紫水里 第七保：仁義：上紫源三家村、下紫源沖邊、塘基、紫水河西 |
| 第一区                                                                | 源清乡 | 第一保：東甲：匯源坊、匯蘭社、匯鎮社、接龍社、叢芳社 第二保：東甲：匯源坊、三多社、大塘社、紅社、湘環里 第三保：東甲：沖口、匯蘭市、西龍社、上龍社、接源社、接龍社、何家巷 第四保：東甲：金祐堂、橋南里、鞏安里、甡美里、安樂里、南巷里、東巷里、泰寧里、東頭里 第五保：東甲：新基里、莘田里、就新里 第六保：西甲：龍安里、龍勝里、龍源里、接龍里、橫龍里 第七保：西甲：東昇里、囊汝里 第八保：靈鎮：荷包里、田瀝里 第九保：靈鎮：西寧里、東寧里、南和里、田廬里 第十保：裡泗沖：䲎魚嘴、泗水河邊、大王廟、匯泗里（甄家塘基）、西寧里、東瀾里、歐家巷、穀倉巷、水河邊、馮家莊、塘井里 第十一保：裡泗沖：上水里、楊桃樹基、伍家巷、魚欄街、青雲里、觀瀾里、曬繒地、朱家莊、潮溪里 第十二保：裡泗沖：上水里、柏子社、吉賢社、十八家（中間巷）、長安里、餘慶里、東城里 |
| 第一区                                                                | 懷仁鄉 | 第一保：南坦：裕寧里、康寧里 第二、三保：南坦：九龍里 第四保：南坦：群和里、見龍里、玉堂里 第五保：南坦：會龍里 第六保：梁家村：德龍里、石柱里、南興里 第七保：汾水江：龍安里、江安里 第八保：大梅：梅秀里、聚龍里、龍蟠里、滙龍里 第九保：小梅：梅芳里、梅昌里、梅林里 第十保：銅和：旗山、寶鴨山、銅鑼山、田心里、虎爪、百足口、歐道山 |
| 第一区                                                                | 九堡鄉 | 第一保：龍王宮：謝和（居仁里）；外澳（鳳鳴里） 第二、三保：龍王宮：新村（龍聚里） 第四保：馬駟（泗潮里）；單排（泗源里） 第五、六保：臨潮（匯潮里） 第七保：步頭（興寧里） 第八、九保：洋美：龍田里 第十、十一保：洋美：和慶里 第十二保：洋美：龍勝里、康寧里 第十三保：良德沖：西羅坑（朗寧里） 第十四保：良德沖：良德沖、隔田里、外坑（義興里） 第十五保：良德沖：余李（義和里） 第十六保：新前（江潮里） 第十七保：燈盞洲（九子沙）：東聖坊、長虹社 第十八保：燈盞洲（九子沙）：西寧坊、長虹社 第十九保：燈盞洲（九子沙）：東南坊、西南坊 第二十保：茶園、大崎 第二十一保：沙崗：沙崗里 第二十二保：沙崗：沙崗里、蓮江里 第二十三保：皮子：龍蟠里、南星里、茶灣里 第二十四保：官田：龍江里、萊芳里 第二十五保：官田：萊芳里 第二十六保：官田：興隆里、隆和里 |
| 第一区                                                                | 深環鄉 | 第一保：深䉪：西康里 第二保：深䉪：西寧里、塘基、竹基巷 第三保：深䉪：南安里 第四保：深䉪：東昇里 第五保：深䉪：義隆里 第六保：深䉪：東昇里新地、石路、市頭、東盛里 第七保：大洞：新盛里、下塘里；小洞 第八保：大洞：北灣里、大隆里 第九保：袁家村：仁安里、盛龍里、勝和里 第十保：茶坑：嘉亨里下村 第十一保：茶坑：南興里、嘉亨里上、中村、驥馬里 第十二保：茶坑：嘉亨里四至九巷、大井里、銀洲尾 |
| 第一区                                                                | 三江鄉 | 第一保：大進坊：仁和里一至九巷 第二保：大進坊：仁和里十至廿六巷、三合巷 第三保：大進坊：坑口里 第四保：大進坊：塘蝦里 第五保：大進坊：龍環里、南星里、塘蝦里 第六保：大進坊：蟹山市、橫街、海傍街、塘蝦里、廟前里、閣挽沖、 第七保：大進坊：蟹山市、橫路市、東昇街、齒德里、新地里 第八保：大進坊：東頭里 第九保：大進坊：中山里 第十保：大進坊：沙坪里 第十一保：恆美坊：東閣里、嘉田里 第十二保：恆美坊：星拱里、官巷里、水松里 第十三保：恆美坊：滋德里、圩咀里、悅意里、草洲里 第十四保：利生圍、致祥圍、福周圍、大成圍、豐成圍、七頃圍、廣豐圍、聯益圍、同興圍 第十五保：三角 第十六保：恆美坊：悅意里、橫龍里、大康里 第十七保：大進坊：谷坑里、新田里 第十八保：大泗洲（聯合）：東成社、西寧社、南安社、菓仔圍 |
| 第一区                                                                | 天馬鄉 | 第一保：平章里、對海、古朗田、上海邊、天馬岡、下塘基 第二保：平章里、下塘基 第三保：安懷里、安懷口、新基 第四保：安懷里、下海邊 第五保：新華里 第六保：新華里、三角市、水松基 第七保：仁厚里 第八保：南安里、南安上、南安葵林尾、南園 第九保：南安里、南安上 第十保：南安里、南安上、南安下 第十一保：長能：上環里、下環里 第十二保：西盛圍、萬生圍、七頃圍、啓豐圍 |
| 第一区                                                                | 天祿鄉 | 第一保：孖涌（雙龍里） 第二保：大步里 第三保：吉星里、華封里、東安里 第四保：東安里、東盛里、南昌里 第五保：新市、觀音里、仁和里 第六保：西寧里 第七保：西華里 第八保：北安里、西安里 第九保：南賡（龍護里） |
| 第二区                                                                | 江門鎮 | 第一保：江門河西蜑戶 第二保：堤西路、紫坭路、聚源路 第三保：堤東路、浮石路 第四保：堤中路4號至222號 第五保：帥府直街、上步路 第六保：欖豉路、新椰路 第七保：葵尾路 第八保：太平路 第九保：釣臺路 第十保：大地塘、明德坊、石灣直街 第十一保：堤中路228號至274號、中興市場 第十二保：鎮東路 第十三保：衆興路、新市路 第十四保：興寧路 第十五保：更興路、書院路 第十六保：念源里、書院橫街、竹椅路、寶善路、曬葵地、豆腐巷 第十七保：倉後路 第十八保：丹竹巷、三祝里、林家巷、新華路、新和里 第十九保：蓮平路、蓮塘南街 第二十保：蓮平路2號至220號、蓮平後街 第二十一保：京菓街、企龍街、興旺街、利家巷、餘慶里、賣雞地、永寧里 第二十二保：豐寧街、東南勝街、打鐵街、墟頂街 第二十三保：新盛街、新隆街、紅花社 第二十四保：常安路、蘭花閘 第二十五保：堤中路 第二十六保：紫茶路、建新路、永利街、新慶街、蓬萊新街、三角塘、大井頭、明德里 第二十七保：象溪路、南寧里、鐵桶巷 第二十八保：羊橋路 |
| 第二区                                                                | 白沙鄉 | 第一保：仁壽坊、登龍里、潮岡里 第二保：田心里、市昇里、廟前里、岡頭里、新橋路 第三保：白沙路、聚龍里、見龍里、復興里 第四保：仁賢里 第五保：永華里、聯興里、阜康里、龍安里、合成坊、東巷口、長安里 第六保：昇地里、公園路 第七保：大地里 第八保：中和里、沙富里 第九保：陂頭里 第十保：第發里 |
| 第二区                                                                | 紫萊鄉 | 第一保：萊陽：泰寧里、承恩里 第二保：萊陽：接龍里 第三保：萊陽：安龍里 第四保：小更：高第里 第五保：小更：雲逕里 第六保：大更；範羅岡：和厚里 第七保：範羅岡：東倉里 第八保：範羅岡：範羅岡 第九保：紫坭：嶺梅里、嶺梅大路、祿祖巷、積慶巷、林家巷、合慶巷 第十保：紫坭：嶺梅大路、悅勝巷、安寧巷、至正巷、林屋巷、黃家巷 第十一保：紫坭：嶺梅大路、木閘巷、光明巷、高嶺古巷 第十二保：紫坭：嶺梅大路、吉慶巷、平安巷、塘邊巷、嶺梅下路、餘慶巷、吉祥巷 第十三保：紫坭：永隆里、新利巷、雞乸巷 第十四保：紫坭：義隆里、義隆大路 第十五保：紫坭：務滋坊、汲芳里一、二、三巷 第十六保：紫坭：務滋坊、汲芳大路、汲芳里四至九巷 第十七保：紫坭：亨美里、亨美大路、汲芳里十至十三巷 第十八、十九保：紫坭：紫沙路 第二十保：紫坭：南蓮大路、南蓮里 第二十一保：紫坭：鵝溪大路、鵝溪里一、二巷 第二十二保：紫坭：鵝溪里三至九巷、福慶巷、賦梅巷、廟側里 第二十三保：紫坭：東觀里 第二十四保：紫坭：紫雲里、中孚里、瀛洲里、龍田里、昭文坊、淩溪里、安盛里、興賢里、竹林里、福成里 第二十五保：紫坭：江興里、潮興里、江安里、錦雲坊、迦南里、福田里、福隆里 |
| 第二区                                                                | 蔴北鄉 | 第一保：滘頭林村：瑞龍里、那角里、大井里、豐寧里、長隆里（新中里）、太寧里 第二保：滘頭林村：鳳山里、叢慶里、龍慶里、華慶里、橫坑里（新中里）；江門河南上沙 第三保：蔴園：文石里、社前里、元山里 第四保：蔴園：安定里 第五保：蔴園：黃屋巷、東和巷上、下路、古巷里上、下路、春芳里、下路坊東、西 第六保：蔴園：灣底里、倉前里 第七保：蔴園：環溪里 第八保：蔴園：石塘里、忠心里 第九保：蔴園：正埠里、高地里、安和里 第十保：蔴園：晚市、上街里、豪傑里（馬、潘姓部分）、九萬里、東涌里（鄧、馮、湯姓部分）、馬安 里 第十一保：蔴園：林屋巷、豪傑里（林姓部分）、東涌里（林、王、李姓部分）、餘慶里 第十二保：蔴園：傑東里、復興里 第十三保：蔴園：復興里、聚龍里 第十四保：蔴園：龍橋里、東山里 第十五保：南山：塘美里、同樂里、松茂里、靈鐘里 第十六保：南山：多福里、龍灣里、聯樂里、靈鐘里 第十七保：麥園：雲沁里、雲昇里、雲林里、雄文里 第十八保：麥園：雄文里、書聲里、雲祥里、唐家環 第十九保：金溪：倉邊里、東倉里、中倉里 第二十保：金溪：西倉里、新巷里 第二十一保：北街：茶山里、仁美里、田心里、平樂里、龍灣里 第二十二保：北街：油灣里、田良里、田心里、仁和里、富華里、良化里 |
| 第二区                                                                | 仙賢鄉 | 第一保：都會：龍田里、匯龍里、東海里、雞髀里 第二保：都會：龍翔里、三多里、忠信里 第三保：都會：新地里、巷頭里、隔坑里、東頭里、鄉賢里 第四保：沙岡：泰華里、泰寧里、鶴雲里 第五保：大滘：維新里、東華里、三堡里 第六保：大滘：紅門樓、宏盛里、龍門里 第七保：大滘：灣底里、鳳鳴里、盈寧里 第八保：大滘：雲溪里、水之湄 第九保：大派洲：長圍（東安里、西寧里、南安里、北樂里） 第十保：大派洲：五沖（豐祿里、聚安里）；六沖（祿賢里） 第十一保：白米洲：聚龍里、逢興里 第十二保：李圍（禮和里）、何圍（龍滘里） 第十三保：江咀 第十四保：奇榜：田邊里 第十五保：奇榜：東昇里 |
| 第二区                                                                | 石涌鄉 | 第一保：北街市：海傍上街、海傍中街、中盛街、新興街、上一街、北街河面 第二保：北街市：海傍下街、花園街、興平里、北街河面 第三保：白石：暖土里、青龍里 第四保：白石：良化里、江灣里、大社里、環洲里、江陵里、永安里、永豐里、松梓里、廈村里、涌美里 第五保：白石：中沙里、洋邊里、蓮源里、迎源里、聚源里 第六保：白石：恆美里 第七保：白石：石嶺里、曜石里、大安里、居仁里、新巷里 第八保：白石：市心里、大樹里、鳳美里、富豪里 第九保：白石：柏林里、山梓里、月嶺里、修竹里 第十保：白石：豪林里、南華里、西永里、龍圖里、北江里、西渚里 第十一保：白石：大塘里、長庚里、新塘里 第十二保：白石：鰲溪里、東明里、岐祥里 第十三保：耙涌：慶盛里、石獅里、藍園里、金紫里、見龍里 第十四保：耙涌：坑口里、恆美里、現龍里 |
| 第二区                                                                | 水南鄉 | 第一保：龍聚里、長慶里 第二保：新第里、龍安里 第三保：謙源里、大安里、南薰里、長塘里 第四保：啟明里、新聲里 第五保：梁家莊（江右里） 第六保：江邊里 第七保：聚龍里、會龍里 第八保：梧岡里、德馨里、亨美里 第九保：水南市、賢聚里、側賢里、岐安里、裕安里 第十保：樹梓里、朗表里、張屋（鳳灣里、鳳凰里、尚行里） 第十一保：丹井里、篁邊里、鳳陽里 第十二保：山下（古勝里、鳳潮里、潮江里、紹堯里、蓮井里、古巷里） 第十三保：六里（東昇里、光德里、啟華里） 第十四保：六里（江堯里、鳳翔里、龍環里）、東炮臺 第十五保：永興里、永盛里、東華里 第十六保：張家莊（東江里）、阮家莊（阜元里）、長發里 第十七保：呂家莊（東海里）、李家莊（江華里） 第十八保：竹排頭、東安里 第十九保：大地塘、明德坊、花園地、石灣直街 |
| 第二区                                                                | 滘頭鄉 | 第一保：拱北上坊 第二保：拱北下坊 第三保：紅門樓 第四保：仁美里 第五保：新基里 第六保：順天里 第七保：西京里 第八、九保：石咀里 第十保：航世里 第十一保：蓮花里 第十二保：市心里 第十三保：上元里、截水里 第十四保：正埠里 第十五保：蝦涌里、石階里 第十六保：永康里 |
| 第二区                                                                | 禮樂鄉 | 第一保：南堡：英鄉（聚興里、南樂里、北樂里） 第二保：南堡：英鄉（攀桂里、東興里） 第三保：南堡：英鄉（業興東里、業興西里） 第四保：南堡：英鄉（九如里、鎮龍里、扳龍里） 第五保：南堡：英鄉（三多里） 第六保：南堡：英鄉（龍朝墟、長興街、東仁里、華佗廟道） 第七保：南堡：英鄉（龍朝墟、廟前街、竹樹路、芳興里、福祿里） 第八第：南堡：雄鄉（新城里、東興里、北盛里） 第九保：南堡：雄鄉（南安里、忠心里、護龍里） 第十保：南堡：雄鄉（東勝里、南勝里、西安里） 第十一保：南堡：雄鄉（南龍里、匯龍里、西賢里） 第十二保：南堡：雄鄉（源興里、西興里） 第十三保：南堡：雄鄉（新積里、西昌里） 第十四保：中堡：威鄉（張圍里、月塘里） 第十五保：中堡：威鄉（敬和里、祈豐里） 第十六保：中堡：威鄉（南昌里、新地里、泗源里、新隆里） 第十七保：中堡：威鄉（東勝里、迎龍里、接龍里、聚龍里） 第十八保：中堡：威鄉（中路里、榮江里） 第十九保：中堡：威鄉（東華里） 第二十保：中堡：威鄉（烏紗里） 第二十一保：上堡：武鄉（益興里、東隆里） 第二十二保：上堡：武鄉（茂隆里、劉家里、仁厚里） 第二十三保：上堡：武鄉（豐安里、永安里） 第二十四保：上堡：武鄉（三福里） 第二十五保：上堡：武鄉（西興里、仁讓里） 第二十六保：上堡：武鄉（新隆里、新墩里、華寧里） |
| 第三区                                                                | 觀瀾鄉 | 第一保：石頭：象岡里、慈灣里、松坡巷、土地前、龍壺里 第二保：石頭：龍灣里、龍來里、流滘里、大巷里、北角里 第三保：石頭：梅灣里、良灣里、坳頭里、忠心里、接龍橋 第四保：石頭：新市大街、新市高基、新市埗頭、岐山里 第五保：石頭：坑美市、坑美里、塘復里、聯雲里、富岡里、雲廈里、昌隆里 第六保：石頭：聯昌坊、厚岡里、蔡邊里、盤溪里 第七保：石頭：蓬社、萊社、田唇路、城門路、偏雲路、雲衢路、蓬萊路 第八保：石頭：昌賢里、東頭橫巷、東信橫巷、上高橫巷、山邊地、怡昌直巷、怡昌橫巷、攸寧直巷、忠怡直巷、忠心直巷、和安直巷、太平直巷、曲尺曲巷 第九保：石頭：南山里、椅山里 第十保：羅岡：尤龍里、稷田里、梓明里、德灣里、莘村；樂溪：田心里、南興里、龍騰里 第十一保：步嶺：青龍里、忠和里、龍昌里；東澤：文虹里、東華里、東勝里、東安里、騰龍里、仁和里、大口井 第十二保：步雲：步雲里、大路里、存厚里、鳴珂里；歐邊：福慶巷、瑞龍里、路邊巷、福壽里、童寶里、天培里 第十三保：灣溪：青龍里、石鼓里、中正里、中和里、金龍里、聚龍里、揚善里、西安里、東樂里；廟咀：騎龍里 第十四保：棠下：忠勳里、石邊坊、東來里 第十五保：甘邊：雲龍里、仁壽里、康衢里、餘慶巷、安寧巷、巷美里、大路巷、茶岡里 第十六保：棠下：豪畔街、永寧街、三元路、十排路、逢源路、長興路、篁竹路、茶行路、利和路、林家市 第十七保：棠下：喬美里、雲龍巷、中華巷、福慶巷、王家巷、舊當鋪、碧灣里、鴨仔里、新倉里、永安里、見龍里、毓祥里 第十八保：金竹岡：興仁里 第十九保：棠下：華龍里、上灣里、聖堂里、祥雲巷、居正巷；荷溪：松桂里、福壽巷、中正巷、禧厚巷、仁厚巷、新園巷 第二十保：石瀨：蔡屋路上、蔡屋路下、聚龍里 第二十一保：曲江：雲龍里、騰龍里、龍蟠里、忠心里、維新里 第二十二保：沙富：倉寧里、寶華里、朝陽里、觀蓮里 第二十三保：沙富：黌門里、濠畔里、東昇里、方井里、海口圍 第二十四保：沙富：城門里、竹嶺里、雲龍里、中和里、中正巷、東華巷、西華巷 第二十五保：大嶺、北星、蒼溪、騰澤、松園、虎溪 第二十六保：李村、大亨、良邊 第二十七保：北坎：忠心里、南洋里；良溪：佛寧舊村、新村 第二十八保：良溪：首約通津、新村、崇仁里、中華里、躍龍里、東約大路、雲虬里、永安里、三多里、福星里、興仁里、仁厚里 第二十九保：良溪：西約通津、雲龍里、迴瀾里、和寧里、蟠龍里、綱美里、田心里、北約通津、和安里 第三十保：竹溪：興龍里、中心里、東勝里、安仁里 |
| 第三区                                                                | 楊漢鄉 | 第一保：新昌：華寧里、隔塘里、中心里、嶺頭坊、太平里、岡頭里、新社坊 第二保：新昌：廟邊里、長源坊、梓澤里、仁厚里、市地里、接龍里、古園里、紫霞里 第三保：新昌：夏堂里、窯頭里 第四保：篁邊：和平里、鵝峯里、河邊里、岡尾里 第五保：篁邊：園眼里、仁厚里、鴻安里、太平里 第六保：石滘：恆隆里、敦仁里、板前坊、大夫第、新基坊 第七保：石滘：大灣里；馬岡；龔村 第八保：萊村；周郡：廟邊坊、興隆里、懷德里、南勳里、太平里、豪祺里、廟邊下坊、田邊里 第九保：周郡：市地、市尾坊、半巷坊、芝蘭坊、寶樹坊 第十保：周郡：翠林坊 第十一保：周郡：富田坊、園英里、寧步里、良賢里 第十二保：周郡：廟邊坊、存心坊 第十三保：大林：市頭、餘慶里、清河里、仁和里 第十四保：大林：新路里、華寧里、華盈里 第十五保：大林：新路里、順龍里、達尊里、廟東里 |
| 第三区                                                                | 嶺江鄉 | 第一保：橫江：市頭里、區邊村 第二保：橫江：長塘里、村頭、紅門村 第三保：敦厚、黎屋 第四保：橫江：市頭里、東隅坊、墩邊里 第五保：浣溪：仁德里、明德里、華祝里、中心巷、橋安里 第六保：浣溪：下坊（雙龍） 第七保：石山：生龍里、餘慶里、中慶里、東慶里、東勝里 第八保：仁厚：仁厚圍 第九保：虎嶺：竇口墟；保和 第十保：牡丹、鸞臺 第十一保：古今、大灣 第十二保：顯溪；大田：華塘 第十三保：大田：嶺灣東、嶺灣西 第十四保：沙頭咀：古斗、紫蘭 第十五保：山溪、紫霞 第十六保：南溪、神仙坑（仙溪） 第十七保：大嶺美 |
| 第三区                                                                | 天河鄉 | 第一保：秀村：恆泰里、落鳳里、上灣里 第二保：秀村：月灣里、蓮灣里、上塘灣、下塘灣 第三保：大灣：華灣里、前溪里、村前里；匯源：璜溪里 第四保：天河：龍坑里、朝陽里、萬安里 第五保：天河：新市墟、槎溪、槎南、槎北 第六保：北達；天河：龍灣里 第七保：平岡：平溪村、上屋里、丹竹里、河南里、京兆里、宏旭里；天河：北子里 第八保：天河：倉邊里、大紳里、鳷鵲坊；橋溪 第九保：天河：昌平墟、東坑、禮村 第十保：大亨：太和里、水樓里、良坑里、雲霞里、隔田里 第十一保：沙田 第十二保：雲溪：雲洞、新村 第十三保：禮步 第十四保：積溪 第十五保：佛坑 |
| 第三区                                                                | 桐井鄉 | 第一保：小橋：東灣里 第二保：小橋：大灣里 第三保：小橋：橋城里、高城里 第四保：小橋：西灣里、水步里、聚源里、岡城里、新和里、人壽里、和寧里、岡陵里、橋龍里 第五保：小橋：嶺華里、東勝大巷、東門里、大門里、黌門里、北勝里 第六保：小橋：圓岡里、和安里 第七保：桐井：南勝里、新勝里、龍門里、東勝里、中和里、關流里；桐井墟：興隆直街、海傍街 第八保：松朗：中和坊、中正坊、三多里、天平里、人和里、毓秀里、翠華里、奎聯里 第九保：松朗：東華里 第十保：小橋：東灣里、北灣里、西灣里 第十一保：安溪：水源里、東壁坊、東興里、西園里、長庚里、葵園里、龍美里、富溪里、豐寧里 第十二保：小橋：北鎮 第十三、十四保：大腰（蓮塘） 第十五保：大井頭：南興里、長興里、大興里、中興里、象興里、深興里、九曲巷、北巷、念水咀、潤富里、井和里、麥角里、仁和里 第十六保：赤嶺：聚龍里、騰龍里、蟠龍里、中昌里、見龍里；漢坑（安勝里） 第十七保：井水坑：忠興里、龍源里、迴龍里 第十八保：圓嶺；小橋：聖堂里 第十九保：圓嶺：獅子里 |
| 第三区                                                                | 井根鄉 | 第一保：圓峰：景安里、龍聚里 第二保：朋樂：新安里、接龍里、豐寧里、西盈里、中興里 第三保：朋樂：東興里、東和里、流灣里、仁興里 第四保：長塘 第五保：子綿：井坑里、坪仔（美塘里） 第六保：子綿：龍門坊、上員坊 第七保：南塘：會龍里、塘基、廟前灣、悅仁里、義隆里、忠興里、忠心里、和安里 第八保：南塘：鋪子里、上頭里、城裏里、城裏灣、華隆里 第九保：綠榕：凝豐里、西華里、過山巷、金菊里、居龍里、岡朝里 第十保：綠榕：竹賢里、嚮嶺里 第十一保：亭園：盈芳里、仁和里、中龍里、仁厚里、亦仁里、擔邊頭（大塘里）、那越坊 第十二保：亭園：黃金塱、坑尾塘、石橋里 第十三保：那馬堂：山頂、山咀、祖龍里、新村 第十四保：雙樓：竹子園、東和里、太平里、松山里 第十五保：黃陳羅：黃坭樓（中和坊）、陳坑尾（上邑里）、羅表（桂山里） |
| 第三区                                                                | 樓山鄉 | 第一保：木蓢：阜南里、豐寧里、華瑤里、嘉厚里、敦厚里、孔墻里 第二保：木蓢：新地里、南園里、金萬斗里、東昇里、大門里、荔園里 第三保：木蓢：賡勝里、上屋里、叢芳里、費門里 第四保：木蓢：新興里、新安里、賡厚里 第五保：長喬：東勝里、坑美里、豐隆里、永寧里 第六保：南蘆：東昇里、蘆灣里、三和里、南中里、龍光里、永安里、躍龍里、餘慶里 第七保：北蘆：大有社、龍門里、心和里、青莲里、塘美里、长塘里、見榮里、泮蓮里、小朗里、庙前里、裏嶺里、華園里 第八保：瑤村：中和里、西和里、明和里、義和里 第九保：新村里、垣吊里、山咀頭；深坑：鳳溪里；石子潭：龍興里；石山：沂水里、豐樂里 第十保：舊社（貫溪）：騎龍里、古博里、槐豐里、豐寧里、東昇里、永安里、仁和里、前村里 |
| 第三区                                                                | 三民鄉 | 第一保：裏村：泮南里、海坣里、沙堆里 第二保：裏村：泮海里、南灣里、西頭里 第三保：裏村：塘淳里、中勝里、東頭里 第四保：外村：永安里、龍灣里；龍溪：伸龍里；大灣：大園里、坑美里 第五保：雙龍：灣龍里、安龍里、接龍里、雙龍里、泰龍里、聚龍里、石獅里 第六保：篁莊：篁濱里、鐘佳里、金坑里、恆厚里、東華里、宏樂里、龍岡里 第七保：篁莊：旺天里、土盛里、龍騰里、鳳鳴里、岐山里、騰魁里、月灣里、倉邊里、晚市里 、新塘里、篁莊河邊 第八保：篁莊：朝市里、仁壽里、桂芳里、龍興里、新園里、大地里、仁厚里、三元里 第九保：篁莊：蓮塘里、盛安里；耙涌：華龍里 |
| 第三区                                                                | 丹灶鄉 | 第一保：肇恆里 第二保：東華里、振振里 第三保：廟子里、羅坑里、草園里 第四保：陽和里、煙羅里 第五保：煙羅里 第六保：龍馬里 第七保：丹井里 第八保：中心里、塘邊里 第九保：碧水里、旺富里、丹灶墟 第十保：龍旺里、潮江里 |
| 第三区                                                                | 杜阮鄉 | 第一保：松園：郭廊里、北和里、中心里 第二保：松園：公園里、邊園里、西勝里、周村里 第三保：松翠里、杜臂里、井灣里 第四保：上巷里、長岡里 第五保：岡美里、阜仁里、枌榆里、古巷里、山頂園、上興里、良坑 第六保：杜阮市 第七保：龍田里、東咀里 第八保：三和里、仁和里 第九保：居晏里、景晏里、西頭里 第十保：龍榜：龍聚里、南田里、墟場 第十一、十二保：龍安 第十三保：龍榜：波羅園、背塘里 第十四保：龍榜：咀頭里 第十五保：龍榜：圓邊里 第十六保：松嶺：居仁里、基頭里、大元里、龍子里 第十七保：龍榜：水堆里 第十八保：松嶺：上元里、東巷里、西巷里、南巷里、坑尾里、中興里 第十九保：龍眠 |
| 第四区                                                                | 外海乡 | 第一保：石咀坊、塘邊坊 第二保：北臨里、中臨里、南臨里、窯塘里、松園里 第三保：北華里、上灣里、繒灣里、更鋪里 第四保：水津市、東華里、永安里 第五保：上樓前、龍安里、上街里、下街里 第六保：烏衣巷、圍美里 第七保：南畔嶺、迴龍里 第八保：大康市、仁和里、太康里、燒豬巷、大康下路 第九保：中華路、杏林路、杏林中路、杏林下路 第十保：東昇直街、朝市坊 第十一保：南華里、官地里 第十二保：第一畟、第二畟、荔枝圍 第十三保：東安里、平安里 第十四保：直涌、上、下萬城坊、上、下穿心巷 第十五保：牛欄塘、西安里、大草埗橋、東寧社、頭度三駁、塘涌塹、老鶑圍 第十六保：下街、新橫街、仁美里、西園里 第十七保：和隆里 第十八保：遊心亭、琛堂里 第十九保：洗布里、松茂里、大塘里、曲尺里 第二十保：中塘里、蕉地里、沙地里、和平里、華萼里 第二十一保：大圓坊 第二十二保：昇堂里 第二十三保：橋上里、橋下里、常慶社 第二十四保：石涌里、鶴灣里、利亨里 第二十五保：二度三駁、龍眼基、蘭花圍、七十畝東、西 第二十六保：四十畝、九畝仔、旗尾、海心沙、上石洲、中石洲、下石洲、石洲東、中卡黃字股、中卡二涌 第二十七保：石洲住船沎、犁頭咀、桃江、沙羅灘、沙羅灘水松塘、沙羅灘新墩、菠蘿苑 第二十八保：莘沙：東一坊、仁和里、東二坊、象橋里、中寧坊、西二坊、巨發圍 第二十九保：莘沙：西一坊、西二坊、北龍坊、南安坊 第三十保：莘沙：南安坊；東環沙：福安社、永安社 特編保：牛牯臀、三六頃 |
| 第四区                                                                | 百頃乡 | 第一保：百頃：西坊 第二保：百頃：南安里 第三保：百頃：東坊 第四保：百頃：北坊 第五保：南沙：北元坊、會勝坊 第六保：南沙：福寧坊、福安坊 第七保：南沙：南安坊、東成坊 第八保：深滘：平安坊、西北坊 第九保：深滘：中心坊 第十保：深滘：西南坊 第十一保：深滘：東南坊 第十二保：深滘：興隆坊 第十三、十四保：拾圍 第十五保：三十六頃 |
| 第四区                                                                | 荷塘乡 | 第一保：𧒽步：大巷坊、遜道坊、麟趾坊、石狗坊、沙退坊 第二保：𧒽步：樓前坊、大園坊、盤石坊、弓灣坊、新昌坊 第三保：恆美：恆美坊、暇日坊 第四保：良村：寶爐坊、新涌尾、田心坊、廣宅巷、春祖巷、二房巷、虹橋坊、直街東、業宅巷東、西 第五保：良村：坤宅巷、連元里、連登里、大宅巷、直街西、蓮池坊、均平坊、抗日坊 第六保：良村：松喬坊、早禾坊、鍾邊坊、隔塘坊、半坑坊、社前坊 第七保：禾岡：敦煌里、常安里、太立里、豐禾里、中心里、嘉樂里、九美里 第八保：禾岡：東勝里、洪恩里 第九保：良村：良村市 第十保：高邊 第十一保：篁灣：禮耕坊、廟前坊、平象坊 第十二保：篁灣：直街、廟前坊、風箱巷、聚源里 第十三保：篁灣：鯉魚巷、近聖里、上直坊、濯泉坊 第十四保：篁灣：下直坊、步前坊 第十五保：篁灣：篁灣新市、小堂坊 第十六保：篁灣：蕉園坊、隔嶺坊、石龍圍、西奕洲 第十七保：三丫：三丫、蒼村、湯村（塘坦）；霞村：雷邊坊 第十八保：三丫：泰通里、沙滘坊 第十九保：荷塘：荷塘墟、霞灣坊、仁安坊、昌盛坊、騎龍里、東昇坊、西盛坊、山塘坊、龍灣坊、高盛坊 第二十保：荷塘：石門坊、陳塘坊、簷邊坊、尚塘坊、學前坊、岡溪坊 第二十一保：塔鎮（塔岡） 第二十二保：深涌、龍田、禾倉：東禾倉 |
| 第四区                                                                | 潮連乡 | 第一保：五圖（富岡）：南薰里 第二保：五圖（富岡）：西安里、山下坊、北廂坊 第三保：五圖（富岡）：東廂坊 第四保：五圖（富岡）：三丫市、南中閘、直街 第五保：巷頭：巷頭市 第六保：巷頭：巷頭坊 第七保：坦邊：企石坊 第八保：坦邊：西岐坊 第九保：大岡 第十保：芝山：恩榮里、遜邊里、大井里、太平里 第十一保：芝山：泰來里 第十二保：蘆鞭：西亨坊、東亨坊、樓前坊、橫灘沙 第十三保：蘆鞭：海田坊、田邊坊、水亭坊、蟠龍里、西槐里 第十四保：蘆鞭：圓塘坊 第十五保：蘆鞭：廟前坊 第十六保：塘邊：福隆里 第十七保：塘邊：塘邊坊 第十八保：塘邊：海頭、蘆灣、山霞 第十九保：豸尾（豸岡）：臨安社、良邊里 第二十保：豸尾（豸岡）：岐山里、昇平里 |
| 第五区                                                                | 明德乡 | 第一保：司前：中心里、紅樓里 第二保：司前：思學里、桂林里、雙樓里 第三保：司前：司前墟、賢美里、碩喬里 第四保：司前：沖邊里、洪穀里 第五保：司前：見賢里、和鳴里、格堂里、昇堂里 第六保：司前：尚書里 第七保：西佳：知洲里、社壇里、塘美里 第八保：棠坑：常德里 第九保：棠坑：亨美里 第十保：棠坑：慶雲里、大地坊、三祝里、松園坊、蘭馨坊、大塘坊、仁和里 第十一保：鶴邊：西成里、長康里 第十二保：鶴邊：北安里、泰康里、西成里、長康里、東興里 第十三保：棠坑：林邊村、山頂坊 第十四保：司前：爰處里、上河里 第十五保：鶴邊：龍山里、龍洋里、東興里 第十六保：司前：永建里 第十七保：司前：永安里 第十八保：三益：上豪喬 第十九保：三益：增邊里、吉園里 第二十保：三益：大岳里、新屋坊、永安里 第二十一保：三益：三多里、九如里、高田里 第二十二保：鄒邊：鄒邊里、樂龍里 第二十三保：鄒邊：匯灣里、沖口里、首第里 |
| 第五区                                                                | 大同乡 | 第一保：沙冲：南勝里、鶴潮里、興和市 第二保：沙冲：廟邊坊、和寧社、西潮坊 第三保：沙冲：大門樓、長江里 第四保：沙冲：龍璋社、龍門里、近龍里、岡腳、三佛街 第五保：沙冲：長漢里 第六保：張村：福興坊、高華里、四興里（竹邊坊、穀邊坊、新屋苑、塘尾角）、巷口坊、廊下坊、玉堂坊、龍安里 第七保：張村：長安里（舊宅）、高魁里、仁和里、西頭坊、新屋坊、東華里 第八保：三水 第九保：張村：市地、仁壽里、三合坊、福星里 第十保：沙灣：龍岡里、昇堂里、坑美坊、廣居里、龍勝里 |
| 第五区                                                                | 白廟乡 | 第一、二保：白廟：中和坊 第三保：白廟：和平坊 第四保：白廟：鹿洲坊 第五保：白廟：新基坊 第六保：白廟：兩曜坊 第七保：白廟：兩曜坊、新屋坊 第八保：白廟：倉下坊 第九保：白廟：倉下坊、倉前坊 第十、十一、十二保：白廟：松山村（隔塘、樓頂、大巷、中慶） 第十三保：白廟：登喬坊、潮洋里 第十四保：白廟：茅園坊 第十五保：白廟：廟前墟、同安里 第十六保：白廟：餘慶里、同慶里 第十七保：鶴涌：上鶴坊 第十八保：李屋：鳳鳴里；龍灣、下豪喬 第十九保：馬涌：馬涌村、東和坊 第二十保：對涌：對涌坊、鴻鈞里 第二十一保：白廟：長合里；九霄：拱北里 第二十二保：九霄：黌門樓 第二十三保：九霄：爰處坊、曹園坊、惠迪坊 第二十四保：九霄：昇堂里、蓮步里 第二十五保：九霄：大範里 第二十六保：鶴涌：陳鶴涌 |
| 第五区                                                                | 朝冈乡 | 第一保：談雅：東邊里 第二保：談雅：蘭毓坊、圓美坊、高地坊、關屋坊、履和坊、大王市 第三保：談雅：鐘秀坊、樹德坊、中和坊、香山坊 第四保：談雅：瑞井坊、西林坊、沙田里、龍安里、南和里 第五保：談雅：龍莊里、潮塘里 第六保：談雅：龍和里、龍環里、龍田里、長安里、梅林里 第七保：小塘：桿夾坊、中行坊、荔枝園坊 第八保：小塘：匯龍里、西園坊、南興坊、東興坊、廟邊坊 第九保：小塘：坑口坊、鸞岡坊 第十保：小塘：巷口坊、祠園坊 第十一保：小塘：亨美坊、社壇坊、接龍坊 第十二保：李天等：橫江坊、蓢邊坊、倉片坊 第十三保：李天等：接龍里、大巷坊、環溪坊、瓦岡坊、冲表坊 第十四保：李天等：西頭坊、塘坪坊、佳井坊、廟巷坊、新勝坊、玉龍坊 第十五保：霧山：西興里、鳴喬里 第十六保：霧山：北江里、那頭里、鐘美里、廟邊里、隔河里 第十七保：沙坪：塘唇里、鳳鳴坊、西岐坊、大巷坊、隔塘坊 第十八保：沙坪：福洋里、東壁里、南興里；冲塘：南坑坊、北坑坊 |
| 第五区                                                                | 石喬乡 | 第一保：石步：粘涌坊、合鳴坊、鶴潮里、鶴林里、連步里 第二保：石步：鶴步里、鶴岡坊、鶴鳴里 第三保：海滘：塘美坊、正南坊、村興坊、中興里、上信坊、高地里、集賢里 第四保：石步：紅門樓、隔水坊、西橋坊、南興里、雲龍里 第五保：石步：三龍里、新屋坊、紅花園、岐龍里；古猛：雲居里 第六保：石步：鳳鳴里、龍吟坊、峨龍里 第七保：石步：塘唇坊、鶴里坊、洪屋坊、雲龍坊 第八保：海滘：致和坊、海潮坊、平安里、尚義坊 第九保：鄧岡：長慶坊、南康里、西園坊、會龍里 第十保：鄧岡：洞城里、上瑞坊、蓮洞里、仁和里、長慶坊 第十一保：石步：石步墟、余步里、坑口坊、塘口坊、新勝坊、鶴里坊、福容里、高堂坊 第十二保：王佐岡：聖堂坊、興隆坊、朝安坊、蟠龍坊 第十三保：王佐岡：集賢坊、興仁坊、西園坊、永隆坊、同安坊 第十四保：小篁：大隆坊、蟠龍里、巷頭坊、後岡坊 第十五保：小篁：興聖坊、吉潮里、金龍里、石下坊、中閘坊、新園坊、深園坊、塘唇坊 第十六保：那嶝：文邊坊、格堂坊、中和里、松林里、龍門里、聖堂坊、三合坊、向東坊 第十七保：橋下：庵前坊、巷美坊、龍和坊、亨美坊、南安里、塘邊坊、陳屋 第十八保：橋下：吉水坊、吉安坊 第十九保：吉境：三合坊（巷口、朗美、橫巷）、龍興坊、東昇坊、上頂坊、芳園坊、向西坊、新屋巷、祠堂邊、牛欄里、龍田里、龍江里、吉慶里、吉林里、吉江里 |
| 第五区                                                                | 崑崙乡 | 第一保：梧村：貴岡坊、廟邊坊、略口坊、橫巷坊、巷口坊 第二保：梧村：貴岡市、園心坊、大廟坊、二和坊、店邊坊 第三保：梧村：匯源里、隔岡里、朝陽里 第四保：梧村：蓮洲里 第五保：梧村：上村坊 第六保：梧村：聖堂里 第七保：梧村：新第里 第八保：梧村：三合里 第九保：梧村：倉邊里 第十保：梧村：鳳岡里 第十一保：塘美：洛浦坊、興美坊、美里坊、英岡市；東邊頭 第十二保：梧村：三多里、泰安里、泰康里、泰寧里、泰林里；博善 第十三保：田邊：龍溪里 第十四保：田邊：草堂里、田邊市、天河里 第十五保：田邊：南安里 第十六保：田邊：潮石里、蓮溪里 第十七保：田邊：東興坊、井欄坊、葵園坊 第十八保：田邊：倉頭坊、新屋坊、文樓里、仁厚里 第十九保：梁天等：天和里、中華坊 第二十保：梁天等：羅辣里、江朝里 第二十一保：梁天等：仁林里、鴻門里、仁壽坊、祿位坊 第二十二保：梁天等：河村墟、新園坊、龍田里 第二十三保：梁天等：天健里、桂林里、松江里、見龍里 第二十四保：梁天等：太平里 |
| 第五区                                                                | 五和乡 | 第一保：蓮塘：廣仁里、同仁里、居仁里 第二保：蓮塘：興仁里、茂蓮里、廟蓮里 第三保：蓮塘：敦仁里、西賢里 第四保：李苑：李苑市、紹唐里（塘美里）、龍騰里、南安里、聖堂里 第五保：李苑：玉龍里、金龍里、悅心里、中心里、禎祥里、西寧里 第六保：井岡：太平里、龍安里、高華里、茂龍里、大田里 第七保：崩口：竹園里；蟠龍：北盛里 第八保：吳沖：聚龍里、見龍里、新龍里 第九保：許坑：吉江里、凌溪里、許慶里 |
| 第五区                                                                | 大澤乡 | 第一保：呂村：南興里 第二保：呂村：南盛里、渭源里；張坑 第三保：呂村：南閘坊 第四保：呂村：中閘坊（中和里） 第五保：呂村：坑美坊 第六保：呂村：北閘坊（北和里） 第七保：呂村：南安里、東興里（歐村） 第八保：呂村：東安里；鯽魚山 第九保：呂村：南薰里 第十保：長灣：長興里 第十一保：小澤：東和里、石橋里、白露里 第十二保：小澤：大灶里、山頂里、東和里 第十三保：小澤：大巷里、西園里 第十四保：小澤：澤灣里、和澤里 第十五保：小澤：聯澤里 第十六保：潭墪：龍蟠里 第十七保：潭墪：正邑里、坑口里、西岐里、桂秀里、新基里 第十八保：潭墪：大同里 第十九保：潭墪：昇龍里 第二十保：潭墪：扳龍里 第二十一保：潭墪：恆龍里 第二十二保：西邊：見龍里、文興里、文林里 第二十三保：接龍；大澤：恆美坊；東邊：大寧里、荷塘邊（陳屋） 第二十四保：大澤：大澤墟 |
| 第五区                                                                | 六聯乡 | 第一保：田金：奇岡里、學屏里、民安里 第二保：田金：康安里、東安里、南洋里、南邊里 第三保：田金：田金里、新地里 第四保：田金：果園坊、同興里、鴻基里；蔡屋：致和里 第五保：帝姚旗：小岳里、南屏里；北邊 第六保：西涌：仁安里、拱北坊、南安里、東昇里 第七保：西涌：南興里、東華里、中興里 第八保：四益：仁和里、清湖里、浪沖里 第九、十保：橋亭 第十一保：潮透：聖堂里、山頂里 第十二保：潮透：山面里、仁和里 第十三保：潮透：舊屋里、山背里 第十四保：大姚：大姚、開田里 第十五保：帝姚旗：帝姚旗、仁勝里 |
| 第五区                                                                | 北洋乡 | 第一保：牛簕：東洋里 第二保：牛簕：東洋里、岐園里、東洋沖口 第三、四保：牛簕：北勝里 第五、六保：牛簕：延康里 第七保：牛簕：那塘（北興里）、北昌里（圍仔） 第八、九保：北洋：上北洋 第十保：北洋：東生里 第十一保：北洋：如茂里 第十二保：北洋：潮美里 第十三保：北洋：潮慶里、澄洋里 第十四保：北洋：板橋里、倉邊里 第十五保：北洋：平洋里、潮東里 第十六保：小姚：叢林里、均和里 |
| 第六区                                                                | 石咀乡 | 第一保：石咀：西園里、大報橋 第二保：石咀：大慶里、雁報里；大開里 第三保：石咀：別野里、大來里、七家村 第四保：石咀：橫塘里、橫坑里 第五保：石咀：坑美里、小報市、碧山里、坑口里 第六保：石咀：下馬里、圓塘里 第七保：石咀：田唇里、西嶺里、聖龍里 第八保：石咀：平陽里、喬林里、中興里 第九保：石咀：塘上里、山頂里、東來里、東頭里 第十保：石咀：中龍里、鏡塘里、文士里 第十一保：石咀：雅廈市、連塘里、竹院里 第十二保：石咀：孔和里、隔山里、社山里、月峯里、聖堂里 第十三保：石咀：祥堂里、榕樹里、南安里、內屋里、信篤里 第十四保：石咀：亨塘里、下良里、石咀街、潮龍里、三和里、大安里 第十五保：石咀：羌勝里 第十六保：文村：東塘里、西堂里、圓塘里、仁和里 第十七保：井坑：塘唇里、匯源里、攸寧里、滙龍里、新屋里、曲尺里 第十八保：濂：長樂里、嘉樂里、共樂里、盛橋里 第十九保：那居：新那居（聚龍里） 第二十保：那居：舊那居；冲濂：上冲濂 第二十一保：羅坑：錦鰲里、杜岡里、鳳陽里 第二十二保：羅坑：和安里、永寧里、潮慶里 第二十三保：羅坑：田金里、梅關里 第二十四保：羅坑：大寧里、西岐里、旺大里 第二十五保：羅坑：東慶里、羅穠里 第二十六保：羅坑：塘美市、塘帝里、慶居里 第二十七保：羅坑：躍龍里、方坑里、高園里 第二十八保：羅坑：倉慶里 第二十九保：羅坑：福慶里、連慶里、泰坑里 |
| 第六区                                                                | 牛灣乡 | 第一保：東坑：龍堂里、人和里、南樂里 第二保：坑頭：鳳翔里、慶雲里、永昌里 第三保：坑頭：仁厚里、隔塘里、鶴林里、岐山里 第四保：坑頭：龍田里、沙瀾里、聚龍里 第五保：坑頭：嶺南里、永寧里 第六保：榜：古坑里、蓢芯里、龍田里 第七保：石溪：群玉里、園仔社、水汶塘、獅子里、龜咀渡頭、牛灣墟 第八保：石溪：長坑里 第九保：石溪：龍騰里、敦仁里、金龍里、德慶里、群慶里、三家村 第十保：石溪：聚奎里、西岐里、仁壽里 第十一保：石溪：松塘里、喬林里 第十二保：石溪：中新里、新龍里、璜濱里 第十三保：蘆沖：咀邊里、楊坑里 第十四保：蘆沖：西月里、正面里 第十五保：蘆沖：塘口里、現龍里、坑尾里、鷹揚里、安龍里 第十六保：蘆沖：安和里 第十七保：銀塘井：飛龍里；長坑：現龍里、成龍里 第十八保：陳邊：高嶺里、陳村里、華封里（仙子坑）、北江里、井岡里、碑頭里 第十九保：陳邊：河清里 第二十保：陳邊：江環里、匯龍里、南洋里 第二十一保：劉邊：澤湄里、錦雲里 第二十二保：許村：吉水里、西華里、高陽里、永安里、福安里、喬木里、星拱里、福星里、中和里 第二十三保：許村：吉安里、銀龍里 第二十四保：鍾邊：永康里、聚龍里、六堡墟；蔡邊 第二十五保：水東：水頭里、蓮塘里、西岡里 第二十六保：水東：村心里、東咀里、坑美里、洋美里 |
| 第六区                                                                | 嶺鄉   | 第一保：柳塘、蘆下、嶺背：岡美里、西閘里 第二保：嶺背：裡屋里、祥慶里、吉慶里、塘美里 第三保：嶺背：嶺元里、春魁里、羊岡里 第四保：嶺背：山頂里、深巷里、嶺背市 第五保：嶺背：上田里、下田里、和寧里 第六保：嶺背：塘灣里、咀頭里 第七保：嶺背：拱辰里 第八保：水邊：躍龍里、騰蛟里、聚龍里、水邊閣 第九保：式：尊賢里 第十保：式：式溪村 第十一保：式：東昇里 第十二保：茶 第十三保：四九：仁和里、福臨里 第十四保：四九：北和里；鯉村：迎龍里 第十五保：小墳：聖堂里、村心里、忠心里、康寧里、雙社里、廣倫里；鐘考：黃沖口 第十六保：小墳：大堂里 |
| 第六区                                                                | 潭岡鄉 | 第一保：潭岡：懷芳里、懷來里、潭岡墟、第一里 第二保：潭岡：第三里 第三保：潭岡：新建里、成梓里 第四保：潭岡：南薰里、翰墨里 第五保：潭岡：高第里、龍田里 第六保：潭岡：大津里、籠坑里、曾坑里 第七保：天臺：桃園里、松柏里 第八保：天臺：草堂里、田咀里 第九保：天臺：西龍里、沖美里 第十保：天臺：雲橋里、騰龍里 第十一保：天臺：東寧里、天臺市、大龍里 第十二保：天臺：長康里、南溪里 第十三保：天臺：洋洛里、倉後里 |
| 第六区                                                                | 天湖乡 | 第一保：天湖：石堂里 第二保：天湖：龍堂里、均和里 第三保：天湖：橫坑里、聚湖里、文江里 第四保：天湖：宗湖里、新湖里 第五保：天湖：清和里 第六保：天湖：東湖里、大塘里 第七保：天湖：東湖里 第八保：天湖：大懷里、鎮湖里 第九保：天湖：瑞和里；範羅岡：聚堂里、勝堂里 第十保：黃村：東昇里 第十一保：天湖：果園里、新勝里、西湖里、大坑里、新元里 第十二保：天湖：龍門里、錦龍里 第十三保：沙塘：中心里、上沙里、下沙里、朗美里、新豐里 第十四保：陳沖：陳沖墟、金湖里、現龍里、江關里、下灣里、沙井里；橋頭；岡美 第十五保：陳沖：中興里、大塘里、安懷里、眾興市 第十六保：陳沖：塘澳里、塘熙里、塘口里、細塘里 第十七保：陳沖：百安里、發科里、坑尾里 第十八保：山咀：鎮江里、錦江里 第十九、二十保：山咀：杜江里 第二十一保：山咀：石渠里 第二十二保：榕村：西頭、東頭；中樂；北盛 第二十三保：鄧：迎龍里、鳳翔里 第二十四保：潭村：東日里、拱辰里、永安里 第二十五保：貴岡：中興里、東昇里、西寧里、榜里 |
| 第六区                                                                | 小岡乡 | 第一保：梅岡：小岡墟、梅岡墟、雲路里、忠信里、中心巷 第二保：梅岡：平岡里 第三保：梅岡：康衢里、鳳池里、迴龍里 第四保：梅岡：東園里、錦岡里 第五保：梅岡：忠岡里 第六保：梅岡：勝岡里 第七保：梅岡：北岡里、龍岡里 第八保：梅岡：連岡里 第九保：洞閣：新閣里 第十保：洞閣：洞閣里 第十一保：洞閣：子閣里 第十二保：倉前：福慶里、廣文里 第十三保：倉前：石橋里 第十四保：倉前：倉前里、倉灣里；大灣 第十五保：倉前：連倉里、忠心里 第十六保：沖邊：沖邊里 第十七保：沖邊：南興里；小岡：碩叟里 第十八保：衙前：玉堂里；倉前：東岸里 第十九保：衙前：藪堂社、二寧社、聖堂社、桔子社 第二十保：衙前：東閣里、龍泉里 第二十一保：衙前：東河里、西河里 第二十二保：衙前：麟趾里 第二十三保：衙前：大堂里、官堂里 第二十四保：忠孝：忠孝里、滻溪里、恆產里 第二十五保：阮屋：環江里；張屋：王仙里、喜臨里 第二十六保：馬屋：白眉坊；崩坎：龍護里 第二十七保：崩坎：達堂里、東頭里 第二十八、二十九保：石橋 第三十保：官地；蓮邊；南邊；東成 |
| 第六区                                                                | 七堡乡 | 第一保：七堡：南龍里（潭冲尾） 第二保：廟邊；黎屋：福安里；李屋：東蓮里；黃邊：永安里；冲花：重華里、松塘里；七堡：西華里（譚屋大城） 第三保：七堡：瀝西 第四保：七堡：瀝東 第五保：七堡：嘉寧里（雞邊口）、潭沖墟 第六保：七堡：迎龍里（橫冲）；新地：竹橋里、信義里；冲老：龍灣里 第七保：七堡：旺邊里 第八保：七堡：高第里 第九保：七堡：邦頭里 第十保：七堡：忠信里 第十一保：七堡：汾陽里 第十二保：七堡：竹勝里、南慶里 第十三保：七堡：嘉樂里 第十四保：七堡：永慶里 第十五保：七堡：南頭（悅勝里、宜民里） 第十六保：七堡：鶴灣里、聖堂里 第十七保：下濂（濂溪里） 第十八保：七堡：德昌里、永昌里 |
| 第七区                                                                | 瀧水乡 | 第一保：瀧水口墟：新元街、東勝街、海旁街 第二保：瀧水口墟：興寧街、新街、第一街 第三保：瀧水：橋門 第四保：瀧水：三巷里、忠心里 第五保：瀧水：忠心里、七巷里 第六保：瀧水：白龍里、白社里 第七保：瀧水：鶴地里、聖堂里 第八保：雅屋：現龍里、東昇里 第九保：雅屋：中立里 第十保：雅屋：西成里、忠孝里；滻埗：蓮塘里、新華里 第十一保：大幕岡：維新里、迴龍里 第十二保：大幕岡：拱北里、西江里、光成里、安定里、東昇里、幕岡市 第十三保：小幕岡：維新里、樂天坊、石溪里 第十四保：北羅山：石北里 第十五保：北羅山：石南里 第十六保：健沖：冲尾里、北勝里、新建里 第十七保：健沖：西和里、長澗：大村 第十八保：長澗：大村、東昇里 第十九保：龍脊：龍田里、龍門里 第二十保：龍脊：東成里、龍昇里 |
| 第七区                                                                | 达仁乡 | 第一保：咀頭：南興里、忠昌里、北盛里；濠沖 第二保：嘉寮 第三保：五斗涌；竹咀：松塘里 第四保：基背：見龍里 第五保：基背：中和里 第六保：竹兜沖（祝斗）：昇平里、南觀里 第七保：樓墩：東和里、中溪里、西寧里 第八保：祿涌：南安里、北唇里 第九保：鯉魚涌：龍騰里、忠合里、勝龍里、勝和里 第十保：東岸：東岸坊、東新里 第十一保：北岸：見龍里新村、西寧里新村 第十二保：北岸：見龍里、西寧里、一樂里 第十三保：橋頭：東橋里、蟠龍里 第十四保：橋頭：南橋里、北橋坊 第十五保：充美：充美里、東華里 第十六保：充美：豐成里、南安里 第十七保：充美：南興里、忠和里；麥涌 |
| 第七区                                                                | 九聯乡 | 第一保：濟堂：金堂里、忠社里、西華里、新堂里、玉堂里、上堂里 第二保：朱村：石溪里 第三保：朱村：紅門樓、朝南里、盤龍里 第四保：大樹下：東昇里、西寧里、西聚里、尊賢里、朝陽里 第五保：麥屋：河橋里 第六保：嶺頭：恩堂里 第七保：嶺頭：柳行里 第八保：嶺頭：南輝里 第九保：嶺頭：嶺頭市、東昇里 第十保：嶺頭：東昇里 第十一保：嶺頭：碧溪里 第十二保：嶺頭：致祥里、西溪里、龍蟠里 第十三保：曾家：致祥里、三多里 第十四保：曾家：增嘉里 第十五保：泮沖：福田里、三吉里、塘灣里 第十六保：三合：合溪里、光復里、珠光里、塘美里；灣底：環溪里 第十七、十八保：伍村 第十九、二十保：田心：新田心 第二十一保：田心：東慶里、井山里；鄒步頭：浦溪里 第二十二保：田心：西岐里；小沖；村頭：茂蓮里 第二十三保：梁家：仁和里、北成坊、新連坊、東勝里、南興里 第二十四保：梁家：仁和里 第二十五保：梁家：西朝里 第二十六保：梁家：南陽里 第二十七保：島橋：迎龍里 第二十八保：島橋：南和里、北和里、東和里；彭河霧：接龍里、東安里 第二十九保：羅灣：復興里 第三十保：羅灣：正裕里 |
| 第七区                                                                | 雙淩乡 | 第一保：上淩：社山里、東昇里、井頭里、賢美里 第二保：上淩：社北里、社南里、高地里、東頭里 第三保：上淩：西頭里、東里、北邊里、果園大路、水流巷 第四保：上淩：石門里、田唇里、金陵里 第五保：上淩：環龍里、聖堂里、將軍巷 第六保：上淩：天平里、淩江里、均安里、小沖里、廣新里、二七墟 第七保：上淩：沙岡里、石橋東 第八保：上淩：新園里 第九保：上淩：水紅巷、紅門巷、大園里 第十保：上淩：石橋西、五指樹 第十一保：東淩：旭里、北巷、東和里、先鋒里、文昌里、新居里 第十二保：東淩：新居里、青雲里、吉里、進士里、居仁里、由義里、和東里、和里、正巷、大塘里 第十三保：東淩：天亭墟、光裕里、光義里 第十四保：東淩：寺前里、上洋里、中洋里 第十五保：東淩：松仔嶺、光昇里、美華坊、東勝里、東勝新里 第十六保：蓢頭：居仁里、新龍里、莊前、爐巷 第十七保：蓢頭：街市里、橫溪里、石龍里、陸屋（青娥里） 第十八保：蓢頭：頭山里、樓閣里、聚秀里（四家村） 第十九保：蓢頭：迎龍里（牛角塘）、坑尾里、新屋里 第二十保：南岸：步雲里、景雲里、南明里 第二十一保：洋美：北華坊、大洋坊、中和里、東勝里、南康里 |
| 第七区                                                                | 天塔乡 | 第一保：西村：南昇里、西寧里、中心里；天亭：東昇里、西康里 第二保：豪山：仁壽里、東頭里、高地里、南坑里 第三保：豪山：昇平里、北邊圍、塘美里 第四保：塔嶺：邦博里、高地里、塔嶺村 第五保：塔嶺：十五社大園里、十五社東成里 第六保：塔嶺：十五社大苑里、十七社向北里、十三社近祠里、十三社致和里；沙蓢：芝麻地、沙岡墟 第七保：塔嶺：十四社路上、下、初十社路上、下、十六社 第八保：塔嶺：仁和里、大王村、均安里 第九保：南坑、橫村、土塘 第十保：員嶺：南頭里、中和里；沙蓢：北邊里、田唇里、南安里、游魚里；南嶺 第十一保：龍頭：見龍里 第十二保：龍頭：坑口里、西華里 第十三保：龍頭：日昇里、塘美里 第十四保：塘河：霽嶺里、嶺南里、月塘里、新和里、沙園里、西湖里 第十五保：塘河：東和里、村心里、南環里、瓦下里、塘唇里、堆塘里、巷美里 |
| 第七区                                                                | 富路乡 | 第一保：沙富：沙富墟、聚龍里 第二保：沙富：南薰里、平陽里 第三保：沙富：忠心里、南安里、忠灣里 第四保：沙富：大灣里、上梓里、橋頭里 第五保：沙富：仁厚里、西昇里 第六保：沙富：大市里 第七保：沙富：石井里、井頭里、聖堂里 第八保：沙富：朝北里、太平里 第九保：沙富：康寧里、李巷里、霞園里 第十保：邦冲：水步里；貴美 第十一保：小沙：高沙里；錦江：接龍里、邦墩里 第十二保：錦江：錦江里 第十三保：大沙 第十四保：濠沖 第十五保：邦沖：上邦沖；貴美：東頭里、沖美里 第十六保：崔家坑 第十七保：橫嶺：沙路墟、龍田里 第十八保：橫嶺：高地里、福善里 第十九保：橫嶺：中心里 第二十保：橫嶺：名賢里 第二十一保：橫嶺：東成里、沙口里、南興里 第二十二保：王井頭：新屋里、山咀里、旺嘉里 第二十三保：王井頭：塘美里、安和里、土旺里 第二十四保：坑美：坑美里、岡美里 第二十五保：水背：鶴雲洞、鶴頭里 第二十六保：水背：中心里、仁厚里 第二十七保：水背：聖堂里、龍田里 第二十八保：坑口：仁壽里、仁和里、東村里 第二十九保：坑口：東村里、聚龍里 |
| 第七区                                                                | 洞南乡 | 第一保：仙洞：龍興里、新從里、洞前里 第二保：仙洞：日新里、迎仙里、遐福里 第三保：仙洞：萬福里、太和里、橫巷里、村心里 第四保：仙洞：承門里、榮竹里、榕樹里、迎龍里、環龍里、仙洞市、接龍里 第五保：仙洞：塘邊里、南安里、南喬里、洞南里、南庚里 第六保：仙洞：龍壇里、洞口里 第七保：仙洞：東成里、接源里；田墪 第八保：南昌；仙洞：梅園里 第九保：仙洞：衙前里、仁和里、大塘里、中和里 第十保：仙洞：衙前里、江夏里、聚龍里 第十一保：南合：大閘社、中樂社 第十二保：南合：南慶社、大新里 第十三保：南合：西龍里、東昇里、嘉樂里、步頭里 |
| 第七区                                                                | 橫水乡 | 第一保：京梅：忠心里、南塘里 第二保：京梅：大社里、象賢里 第三保：京梅：見龍里、橫水墟 第四保：京梅：顯龍里、紫雲里、和平里、象賢里 第五保：京梅：西成里、鳳朝里 第六保：長岡：塘美里、長江里 第七保：五村：麥田里、山邊里、賢村里、坑美里、水巷里 第八保：坑頭：高沙村 第九保：坑頭：雁溪里 第十保：坑頭：福龍里 第十一保：田寮：盧邑里 第十二保：田寮：龍興里 第十三保：京梅：拱北里；狗山；南坑尾 |
| 第七区                                                                | 禮義乡 | 第一、二保：京背 第三保：黃沖：潮聚里 第四保：黃沖：青雲里、黃沖沖口 第五保：黃沖：金龍里、文蘭里、新輝里 第六保：黃沖：北盛里、新康里、黃沖墟 第七保：黃沖：西岐里、長塘里、安居里、南塘里、北新里、南新里 第八保：黃沖：晉康里、上蓢里 第九保：黃沖：接龍里、禾塘里、岡咀里、太平里、太榕里、聚龍里 第十保：黃沖：員頭里、井頭里、東來里 第十一保：旺沖：鳳池里、嶺頭里、東頭里、中閣里 第十二保：旺沖：潮陽里 |
| 第七区                                                                | 三村乡 | 第一保：甜水：東明北里 第二保：甜水：東明南里 第三保：甜水：日新里 第四保：甜水：月堂里、南興里 第五保：甜水：學門里 第六保：甜水：芳園里 第七保：甜水：花園里、岡咀里 第八保：甜水：中心里 第九保：甜水：蕩坦里、濠橋里、松安里 第十保：甜水：松山里、龍江里、三村沖口；石屋：藍屋里 第十一保：珓杯石 第十二保：梁屋、黃屋 第十三保：田邊、山巴、古兜、大王公 第十四保：岡：翼子里、青龍里 第十五保：岡：塘邊里、穀亨里 |
| 第八区                                                                | 慈樂乡 | 第一保：古井：茂隆里、鳳鳴里、佛堂里 第二保：古井：江龍里 第三保：古井：坦塘、壽星街；南海寮：南塘里、東華里 第四保：山頭：山頭市、照壁里、塘居里 第五保：山頭：塘唇里、西頭里、長林里 第六保：山頭：均安里、潮江里 第七、八保：煙管咀 第九保：慈溪：上村里 第十保：慈溪：和樂里 第十一保：慈溪：嘉樂里 第十二保：慈溪：南薰里 第十三保：慈溪：中閘里 第十四保：慈溪：沙岡里；奇石 第十五保：慈佛：聚龍里、雙全里 第十六、十七保：安山：赤岡里 第十八保：長樂：南和里、北安里 第十九保：長樂：居仁里、永安里 第二十保：長樂：日新里；北村 第二十一保：官沖：鵝潭里、坑尾里、羅堂里、仁和里、日堂里、新昇里、怡源里、官沖沖口 第二十二保：官沖：坑美里、均和里、鳳鳴里、永安里、中心里、長安里 第二十三保：崖門、連崖 |
| 第八区                                                                | 文洲乡 | 第一保：文樓：大閘里、中和里、五福里 第二保：文樓：大閘里、南慶里 第三保：文樓：覺堂里、慶堂里、昇堂里 第四保：文樓：上元里 第五保：文樓：五福里 第六保：文樓：上大元里 第七保：文樓：中大元里 第八保：文樓：下大元里 第九保：文樓：上沙堤里、接龍里 第十保：文樓：沙龍里、沙堤里、中沙堤里、下沙堤里、古井墟河東街 第十一保：文樓：古井墟堤西橫街、福寧街、古沙路、壽星街、祿興街、新坑里 第十二保：泗沖：東寧里、西寧里 第十三保：泗沖：仁和里 第十四保：泗沖：泗沖市、平山里、泗溪里 第十五保：泗沖：泗匯里、龍坑里 第十六保：大朗坡：中和里一至十巷 第十七保：大朗坡：中和里十一至二十巷 第十八保：大朗坡：中和里二十一至二十九巷、中和市 第十九保：孖洲：中興里、雙洲里 第二十保：孖洲：中興里 第二十一、二十二保：孖洲：石岡里 第二十三保：大朗坡：二洲里 第二十四、二十五、二十六保：玉洲 |
| 第八区                                                                | 霞沙乡 | 第一保：霞路：雲衢里、百齡里、科第里、玉葉里 第二保：霞路：東里、西里、玉葉里、三合里 第三保：霞路：東里、西里、三合里 第四保：霞路：東里 第五保：霞路：天成墟 第六保：霞路：田寮里西 第七保：霞路：田寮里中、田寮里東 第八、九保：霞路：五福里 第十保：二隆、三隆 第十一保：仕路 第十二保：飛鼠下：龍田里 第十三保：磨耳：喬林里 第十四、十五、十六保：竹灣 第十七保：長沙：廣仁里、第步里、賢亭里 第十八保：長沙：賢亭里 第十九保：長沙：中興里、雙洲里 第二十保：長沙：北隆里、福疇里 第二十一、二十二、二十三保：長沙：人和里 |
| 第八区                                                                | 岭东乡 | 第一保：石沖苑：聚龍里 第二保：石沖苑：仁和里 第三保：崖山：東安里；南蓢：正面里 第四保：南蓢：中和里 第五保：南蓢：正面里、南塘里 第六保：南蓢：北安里、鳳翼里、龍元里 第七保：洋邊：社壇里 第八保：洋邊：南門里 第九、十保：網山：元岡里 第十一保：麻沖：鳳池里 第十二、十三、十四保：背坑：安寧里 第十五保：茅步：來寧里 |
| 第八区                                                                | 那独乡 | 第一保：鵝溪：安鵝里、成堂里、廣福里 第二保：遠嶺：天新里 第三保：遠嶺：中天里 第四保：遠嶺：連洲（燕山里） 第五保：獨洲：山頂里、南堡里、門下里 第六保：獨洲：山頂里、長美里 第七、八保：獨洲：長美里 第九、十保：獨洲：東和里 第十一保：獨洲：大坑里；大豐圍 第十二保：大環 第十三、十四保：那伏：教堂里 第十五保：那伏：山頂里、南霞里 第十六保：那伏：南霞里 第十七、十八保：那伏：天心里 第十九保：那伏：南興里、東慶里 第二十保：大灣、沙灣 |
| 第八区                                                                | 沙梅乡 | 第一、二、三保：沙角 第四、五保：沙堆：居安里 第六保：沙堆：會龍里、景華里 第七保：沙堆：南安里 第八、九保：沙堆：昇堂里 第十保：沙堆：仁興里 第十一保：沙堆：田唇里、餘慶里、東坑里 第十二保：沙堆：南邊里 第十三保：沙堆：岡美里 第十四保：沙堆：東昇里 第十五保：沙堆：蓮塘里 第十六保：沙堆：沙堆墟；中興 第十七保：沙堆：宅美里 第十八保：沙堆：西寧里 第十九保：沙堆：義富里、西成里 第二十保：沙堆：東和里、東成里、興仁里 第二十一保：圓堆：東昌里；康嶺：康寧里 第二十二保：馬𣎴：東寧里、慶安里 第二十三至二十五保：梅沖：齊民里 第二十六至二十八保：梅灣：聖堂里、東寧里、麟祥里 |
| 第八区                                                                | 梅阁乡 | 第一保：南庚里、西安里、東安南里 第二保：東安南里 第三、四保：東安北里 第五保：大塘里 第六保：新安里、石船里；藤灣 第七保：庵前里、會龍里 第八保：梅閣市務本街、中心路、新隆街、中正街、廟前街、清居坊 第九保：上高里、心巷里、仁和里、坑美里 第十保：大石里、南安里 第十一保：五福里 第十二保：狗髀里、培蘭里 第十三保：連安里 第十四保：太寧里 第十五保：太康里 第十六保：東昇里 第十七保：下沙、洋關 |
| 第八区                                                                | 龙泉乡 | 第一保：萬勝里 第二、三、四保：西和里 第五保：東和里、中心市、坑尾 第六保：東和里沖邊、蟹洲沙、中山 第七保：東和里 第八保：東和里新圍 第九、十保：東成里 第十一保：獺山：東生里、路下、新圍 |
| 第八区                                                                | 大沙乡 | 第一保：大沙：三多里、太平里、福祿里 第二保：大沙：坑口里、攸寧里、太寧里、太康里 第三保：大沙：長寧里、大井里、聯盛里、西龍里、新市街 第四保：大沙：悅盛里 第五保：大沙：大興里、巨龍里 第六保：大沙：麟兒里、福德里 第七保：大沙：東安里、東昇里 第八保：石龍、龜山 第九保：余家灣、陳家灣、白沙洲 第十保：西灣：雙頂灣 第十一保：西灣：義龍里 第十二保：上欄、下欄 第十三保：沙灣：東沙灣 第十四保：沙灣：西沙灣 第十五保：龜山：五福里、梁家莊、粉洲基 |
| 第八区                                                                | 睦洲乡 | 第一保：睦洲：睦洲墟、塘邊里、東興街 第二保：睦洲：南興街、大興街、眾興街 第三保：睦洲：鯉魚礁、睦洲墟頂、江安里 第四保：睦洲：東勝里、南芬里、承恩里 第五保：睦洲：占元里 第六保：睦洲：慶雲里、茅坪里 第七保：睦洲：充美里 第八保：睦洲：洞中里、洞底里、關頭里、仁和里 第九保：東向：外村里、東安里 第十保：東向：東安里、三和里、坑美里 第十一保：東向：西寧里、中心里 第十二保：梅沖：璇龍里；渡頭坑：均安里；中和；井邊 第十三保：大沖：興仁里、仁和里、東成里、大觀里、深厚里 第十四保：北灣（聚和里）；羅灣（東慶里） 第十五保：新前（南和里）；深水灣（忠和里）；銀側山（連和里） 第十六保：腰股：西安里、東安里、西寧里 第十七保：東環（東成里）；南環（南興里） 第十八保：黃布：四頃、義興圍 第十九保：黃布：三頃二、南安里 第二十保：黃布：中和里 第二十一保：黃布：中安里、大有圍 第二十二保：黃布：義安里、東安里、北安里 第二十三保：南廣沙：南盛圍、廣福圍 第二十四保：老許：東興里；南鎮：麟興里、關家墩 第二十五保：石板沙、大嶼 第二十六保：大鰲：北成坊、福成市 第二十七保：大鰲：一河、三河、永興社、安源社、福成社 第二十八保：大鰲：六河、七河 第二十九保：大鰲：福隆里、上、下六頃 第三十保：大鰲：大鰲尾、新墩 |
| 第八区                                                                | 五权乡 | 第一保：上橫、圍頭 第二保：更舘 第三保：曬魚石、八十畝、公墩、廣豐 第四、五保：廣豐 第六保：橫山、三沖 第七保：大勝 第八保：三家村、泗和圍、三聖廟 第九保：橫山市、新安街 第十保：新埠、新墩 第十一保：就發圍、謙益圍 第十二保：粉洲：北龍社 第十三保：粉洲：南安社 第十四保：粉洲：平安社、西寧社、新圍 第十五保：馬墩：錦叢里、會興里 第十六保：銀潭、鶴咀、孖灣 第十七保：布洲、禾豐 第十八保：竹洲 |
| 注：1、地名参照《新會縣各鄉保轄屬村落調查冊》、《新會區標準地名志》。 |        | |

### 中華人民共和國時期

#### 土地改革時期
1949年10月新會易手後，將第一區的都會、靈鎮、裡泗沖、城南、梅江、六鄉、仁義、永安等鄉村劃入會 城鎮。1950年5月1日，將第二區的江門鎮和紫萊、白沙、水南及石涌四鄉合併設立佛山專區江門鎮。同年 ，會城鎮設立東門、狗髀塘、東九里、菱東、南寧、華美、濠橋、花橋亭、滻灣、賢南、百歲、政南、仁 新、深沖、紫南等十五個街道辦事處；將都會、靈鎮、城南、梅江、仁義、永安等鄉村劃回第一區。 1951年1月12日，中央人民政府政務院批准江門建市，4月1日，江門市人民政府成立。3月，將會城鎮15個 街辦合併為六個，合併後更名為第一、第二、第三 、第四、第五、第六。6月1日，新會縣土改開始，為了便於管理，全縣進行了劃分小鄉，10月16日，將第四區百頃鄉與第八區龍泉、睦洲、大沙及五權四鄉劃出設立新會縣第九區人民政府。
| 新會县行政区划（1951年）                        |            | |
| 行政隶属：广东省粵中专员公署 县政府驻地：會城镇 |            | |
| 区（镇）                                        | 乡（镇）数 | 乡（镇） |
| 會城镇                                          | 3乡        | 城东鄉、城西鄉、泗丫鄉 |
| 第一区                                          | 16乡       | 联和鄉：三江一、二村 新江鄉：三江三、四村 联合鄉：三江五、六村 深垒鄉 五环鄉：茶坑、大洞、袁家村 九子沙鄉 良德沖鄉：良德沖、單排、馬駟、臨潮、步頭 官田鄉：官田、皮子、沙岡 洋美鄉：洋美、龍王宮、茶園、大崎 天马鄉：一至六村 天禄鄉：東安、西安、南安、北安、西寧、仁和、西華、南賡、孖沖 河北鄉：大梅、小梅、汾水江、梁家村 南坦鄉：一、二、三村 源清鄉：東甲、西甲、靈鎮 仁义鄉：紫水、紫源、沙咀、石澗、興基、岡州 城南鄉：一、二村（城南）、三村（梅江）、四村（六鄉） |
| 第二区                                          | 11乡       | 武东鄉：一村（益興、東隆）、二村（茂隆、仁厚、劉家） 武西鄉：一村（北勝、東興、新成）、二村（南安、中心、獲龍）、三村（南勝、東勝、西安）、四村（西賢、會龍、南龍） 英南鄉：一村（南樂、北樂、聚興）、二村（葉興、東興、攀桂） 英北鄉：一村（扳龍、九如、鎮龍）、二村（三多、東仁）、三村（芳興、福祿、新成） 雄鄉：一村（北勝、東興、新成）、二村（南安、中心、獲龍）、三村（南勝、東勝、西安）、四村（西賢、會龍、南龍）、五村（西興、源 興）、六村（新積、西昌北、西昌東、西昌南） 威东鄉：一村（中路、榮江）、二村（東華里）、三村（烏紗里） 威西鄉：一村（張圍）、二村（月塘里）、三村（敬和里）、四村（祈豐里）、五村（南昌、新地、泗源、新龍）、六村（迎龍、接龍、聚龍 、東勝） 麻園鄉：一至六村 上仙贤鄉：一村（都會）、二村（奇榜）、三村（沙岡）、四村（江咀） 下仙贤鄉：一村（長圍）、二村（聚眾、豐裕）、三村（祿元）、四村（聚龍）、五村（何圍、李圍）、六村（大滘） 南麦金鄉：南山、麥園、金溪 |
| 第三区                                          | 19乡       | 天鄉：北達、倉邊、鳷鵲、大紳、北子、平岡、禮村、大亨、沙田、龍溪br/> 河鄉：塘灣、南安、三寶、匯元、橋頭、佛坑、雲洞、新村、禮步、積溪 虎岭鄉：嶺西、華東、古今、大灣、鸞臺、牡丹、仙坑、保禾、南溪、嶺美、山溪、紫霞、紫蘭、古斗、顯溪 横江鄉：西邊、東邊、江塘右、墩黎、石山、浣溪、雙龍 大仁鄉：大林、仁厚 新楊鄉：周郡、篁邊、龔村、萊村、馬岡、石滘 石头鄉：中心、象沖、梅灣、聯厚、晉賢、岐昌、龍溪、北角、坑塘、蓬社、雙良 罗江鄉：椅山、南山、德莘、稷田、猶龍、田心、樂溪 桐井鄉：東灣、西灣、高橋、安溪、嶺美、桐和、大龍、北鎮、聖堂、蓮塘、松李、松薛 三堡鄉：井溪、赤嶺、大湖朗、漢坑、井水坑、圓嶺、獅子里 中心鄉：灣溪、廟咀、東澤、步嶺、金竹岡、歐邊、石瀨、竹溪、步雲、忠勳、甘邊、茶岡、曲江、新九堡（荷溪、喬美、上灣） 西北鄉：沙富、良邊、松虎、弓田、大嶺、良溪、佛寧、大亨、裡村、北坎 新民鄉：裡村、外村、大灣、耙沖、六村、雙龍 篁新鄉：篁莊、龍溪、新昌 楼山鄉：舊社、長喬、木朗、南蘆、北蘆、瑤村 杜阮鄉：松園、居安、背塘、龍眠、劉道院、龍聚、邊園、水堆、咀頭、松嶺、三里、大園、松翠、杜臂、井灣、下七里、上長、三仁和、西頭、龍田、東咀 丹灶鄉：延安、龍旺、潮江、中心、竹園、丹井、陽和、肇恆、東華、塘邊、羅坑、廟子、旺富、渭水、煙羅、振振、廟前 井根鄉：圓峰、朋樂、長塘、子綿、上元、黃陳羅、那馬堂 龙溪鄉：南塘、綠榕、竹賢、亭園、那越、雙樓 |
| 第四区                                          | 10乡       | 和平鄉：石鶴利、四里、沙津橫、清瀾 民主鄉：中心 自由鄉：中路、中東 解放鄉：南卡、大東堂 幸福鄉：新沙、東環沙、牛牯臀 建政鄉：良村、恆美、𧒽步、禾岡、暇日 建新鄉：篁灣、隔嶺、高邊、石龍圍、三里、泰通里、塘坦、蒼村、雷邊、沙滘 建民鄉：六坊、石門頭、陳塘、簷尚學、山塘、龍田、深涌、塔岡、東禾倉 潮东鄉：芝山、富岡、坦邊 潮阳鄉：蘆邊、三坊、豸岡 |
| 第五区                                          | 14乡       | 司前鄉：鶴邊、棠坑、西佳、雙永、四敦、爰邊 濱海鄉：三益、對沖、下喬、鄒邊、大岳 白庙鄉：松山、陳鶴沖、亨美（九霄）、中和、馬和龍、新六、下五、鶴龍鳳、新鹿潮、倉曜 小坪山鄉：小塘、沙坪、霧山 天雅鄉：梁天等、李天等、談雅 石名鄉：王佐岡、小篁、吉境、海滘、那嶝 崑崙鄉：里正、廣卿、田邊 石乔鄉：古猛、喬廈、鄧岡、中行、慎思、鶴步 大泽鄉：呂村、潭墪、小澤、長灣、五村 五和鄉：蓮塘、李苑、蟠龍、聚龍、許坑、井岡、同和 北洋鄉：北洋、牛簕 上六聯鄉：田金、潮透、四益、橋亭 下六聯鄉：大姚、小姚、西沖、帝姚旗、小岳、南屏、開田、北邊 大同鄉：沙灣、三水、張村、沙沖 |
| 第六区                                          | 14乡       | 沖那鄉：沖濂、那居、橫沖、沖老、容屋、信義、新填 罗坑鄉：杜岡、鳳陽、和安、永寧、潮慶、西岐、大寧、梅關、田金、倉慶、旺大、塘帝、羅穠、福慶、高園、躍龍、連慶、方慶、慶居 岭岡鄉：嶺背、潭岡、水邊 陈沖鄉：陳沖、山咀、橫岡、恆美、石渠、沖鄧 天湖鄉：石堂、龍堂、均和、環堂、文江、橫坑、聚湖、宗湖、新湖、東湖、清和、懷鎮、瑞和、聚堂、勝堂、果園、西湖、新勝、東昇、大坑、錦龍、龍門、新元 小冈鄉：衙前、倉前、玉堂、石叟、沖邊、忠孝 天式鄉：天臺、沖式、石橋、官地、四里 梅岡鄉：梅岡、洞閣、六里 五堡鄉：大堂、沖茶、容村、貴岡、潭村 石咀鄉：石咀、文村、井坑、南門 牛湾鄉：榜豐、水東、坑頭、東坑、石溪 六堡鄉：河清、許村、長坑、飛龍、蘆沖 七堡鄉：南北、南竹、沖濂、南昌、鶴灣 潭沖鄉：加寧、沖瀝、高第、旺邊、忠信、邦頭、三屋、廟邊、重華 |
| 第七区                                          | 21乡       | 瀧水鄉：雅屋、學地、白龍、忠心、橋門、大樹下、濟堂、聖堂、繒棚 三山鄉：幕羅、木江、幕岡、長澗、龍脊 四联鄉：嶺頭、曾家、河橋、泮沖、朱村 基背鄉：基背、樓墩、嘉寮、咀頭、祿沖、五斗、祝斗 桥美鄉：橋頭、沖美、東岸、北岸、鯉魚沖、麥沖 三联鄉：梁家、羅灣、伍村 蓢头鄉：蓢頭、島橋 田心鄉：田心、南岸、三合 上淩鄉 东淩鄉：東淩、洋美 塔岭鄉：塔嶺、南坑、土塘、橫村、大堂 龙山鄉：龍頭、豪山、塘河、西村、天亭 富美鄉：沙富、雙沙、邦龍、錦江、水美 沙路鄉：橫嶺、嘉亨、王井頭、水背、坑口、坑美 三村鄉：三村、苹岡 礼义鄉：黃沖、旺沖 横水鄉：三和、長岡、五村、坑頭、鳳朝 双京鄉：京梅、京背 洞南鄉：洞北、洞南、田墩 南田鄉：南合、南昌、田寮 崖南鄉：交貝石、梁屋、黃屋、田邊、古兜 |
| 第八区                                          | 15乡       | 慈管鄉：慈溪、慈佛、安山、管咀 霞路鄉：霞路、田寮、仕路、大石碑 长竹鄉：長沙、竹灣、喬林、龍田 岭东鄉：南蓢、石苑、洋邊 文楼鄉：文樓、新坑 岭北鄉：網山、麻沖、背坑、茅步 洲朗鄉：孖洲、朗坡、二洲、玉洲 山泗鄉：古井、山頭、泗沖 长联鄉：長樂、北村、奇石、官沖 独联鄉：獨洲、遠嶺、南堡、大豐 梅北鄉：梅灣、沙灣 那大鄉：那伏、鵝溪、大灣、大環 沙东鄉：沙堆（東）、沙角 沙西鄉：沙堆（西） 梅阁鄉 |
| 第九区                                          | 12乡       | 睦洲鄉：睦洲、東向、梅沖、大沖 石南鄉：石板沙、南鎮、南廣沙、大嶼 黄布鄉 莲腰鄉：蓮子塘、腰股、東南環 龙泉鄉：東和、西和、東成、萬勝 上三鄉：上橫、三沙、獺山、三角 横粉鄉：橫山、粉洲 西安鄉 竹銀鄉：竹洲、銀潭、禾豐、馬墩 西安鄉：西寧、東安 莲溪鄉：蓮江、沙灣、龜山、上欄、下欄、石龍、三灣 百顷鄉：上百頃、深滘、十圍、南沙、三十六頃 大鳌鄉：頃一尾、二村、果椂圍、十七頃、大鰲尾 |

1952年，為方便土改工作，將第七區部分鄉析出設立第十一區，6月10日成立；將第一區部分鄉析出設立 第十區，7月1日成立；將第三區部分鄉 析出設立第十二區，將第五區、第六區部分鄉析出設立第十三區 ，10月1日成立；同時對個別鄉進行調整，會城鎮六個街辦合併成五個並更名為中心、滻灣、南寧、菱東、河南；第二區南麥金、麻園劃屬第四區；第二區上仙賢劃屬第十區；第三區篁新鄉的新昌劃入新楊鄉； 第四區幸福鄉劃屬第九區；12月，第二區滘頭鄉併入江門市。至此，全縣分為13個區，1個鎮，147個鄉。
| 新會县行政区划（1952年）                         |             | |
| 行政隶属：广东省粵中专员公署 县政府驻地：會 城镇 |             | |
| 区（镇）                                         | 乡（镇）数  | 乡（镇） |
| 會城镇                                           | 3乡         | 城东鄉、城西鄉、泗丫鄉 |
| 第一区                                           | 9乡         | 联和鄉、新江鄉、联合鄉、深垒鄉、五环鄉、九子沙鄉、良德沖鄉、官田鄉、洋美鄉                                                        |
| 第二区                                           | 8乡         | 武东鄉、武西鄉、英南鄉、英北鄉、下仙贤鄉、雄鄉、威东鄉、威西鄉                                                                    |
| 第三区                                           | 12乡        | 天鄉、河鄉、虎岭鄉、横江鄉、大仁鄉、新楊鄉、石头鄉、罗江鄉、桐井鄉、三堡鄉、中心鄉、西北鄉                                        |
| 第四区                                           | 11乡        | 四联鄉、中心鄉、东南鄉、中路鄉、南麦金鄉、麻园鄉 、潮东鄉、潮阳鄉、三良鄉、篁湾鄉、塔岡鄉                                         |
| 第五区                                           | 11乡        | 司前鄉、三益鄉、白庙鄉、新建鄉、小坪鄉、雅山鄉、天等鄉、石名鄉、崑崙鄉、石乔鄉、石步鄉                                            |
| 第六区                                           | 11乡        | 罗坑鄉、岭岗鄉、陈沖鄉、天湖鄉、小冈鄉、天式鄉、梅岡鄉、五堡鄉、石咀鄉、牛湾鄉、六堡鄉                                            |
| 第七区                                           | 13乡        | 双水鄉、三山鄉、四联鄉、基背鄉、桥美鄉、三联鄉、朗头鄉、田心鄉、上凌鄉、东凌鄉、塔岭鄉、龙山鄉、富美鄉                            |
| 第八区                                           | 1乡级镇15乡 | 古井镇、慈管鄉、霞路鄉、长竹鄉、岭东鄉、文楼鄉、岭北鄉、洲朗鄉、古泗鄉、长联鄉、独联鄉、梅北鄉、那大鄉、 沙东鄉、沙西鄉、梅阁鄉。 |
| 第九区                                           | 15乡        | 睦洲鄉、新沙鄉、石南鄉、黄布鄉、莲腰鄉、龙泉鄉、上横鄉、三沙鄉、横粉鄉、西安鄉、竹銀鄉、莲溪鄉、中联鄉 、百顷鄉、大鳌鄉           |
| 第十区                                           | 11乡        | 天马鄉、天和鄉、天禄鄉、河北鄉、南坦鄉、源清鄉、仁义鄉、城南鄉、梅江鄉、城郊鄉 、仙賢鄉                                           |
| 第十一区                                         | 9乡         | 三村鄉、礼义鄉、崖南鄉、横水鄉、双京鄉、洞南鄉、南田鄉、沙路鄉、坑背鄉                                                            |
| 第十二区                                         | 8乡         | 新民鄉、丹灶鄉、篁庄鄉、楼山鄉、杜阮鄉、龙榜鄉、井根鄉、龙溪鄉                                                                    |
| 第十三区                                         | 11乡        | 大泽鄉、小泽鄉、五和鄉、北洋鄉、田金鄉、沿江鄉、张村鄉、沙沖鄉、七堡鄉、潭沖鄉、冲那鄉                                            |

1953年7月-1954年4月，三江、礼乐、司前、外海、荷塘、双水、棠下、睦洲等乡级镇先后成立。1953年4月，五区将崑崙乡分为崑崙、田边；5 月，十二区将楼山乡析出設立瑶芦乡；7月，将石步乡划分为石步、和平；二区將原属各乡的三洲分出成立礼东乡；12月，七区將四联乡划分为 四联、岭头；将桥美乡分为桥美、东鱼，将龙山乡分拆为龙山、豪山等六个乡；1954年4月，六区将石咀乡分为石咀、沙岡；10月，三区将新扬 乡分为新扬、周郡。
1955年4月，第三區橫江鄉的江心島新成沙劃入順德縣南浦鄉。9月，将各区政府改为区公所，以区公所驻地改为区名。第一区至十三区分别改名为：三江区、礼乐区、棠下区、外海区、司前区、罗坑区、双水区、古井区、睦洲区、环城区、崖西区、杜阮区、大泽区。12月，会城镇把城东、城西、泗丫三个乡移交环城区公所管轄。1956年1月 ，将杜阮区新民乡耙涌华龙里、石山沂水里、凤溪里及石子潭四条村划入江门市紫莱乡；10月，鹤山县南靖鄉迳口村划回新会县棠下区桐井鄉管辖。11月，擬將司前區田邊鄉天河里、天和里劃入開平縣，但因村民反對，就此作罷。12月，崖西区崖南鄉的赵家围和石屋围划入台山县。

#### 合作化時期
1956至1957年，全縣撤區併鄉，撤銷原有13個區建制，將156個鄉和9個鄉級鎮合併為70個鄉和3個鄉級鎮和区级会城镇。1958年4月，再合併为36个大乡及会城镇。
| 1958年鄉名 | 1957年鄉鎮名 | 合併前原小鄉名                       |
| 三江       | 三江         | 三江鎮、新江、聯和、聯合             |
| 三江       | 八堡         | 良德沖、官田、洋美                   |
| 三江       | 禮南         | 深壘、九子沙                         |
| 禮樂       | 禮樂         | 禮樂鎮、英南、英北、雄鄉             |
| 禮樂       | 禮西         | 下仙賢、武東、武西                   |
| 禮樂       | 禮東         | 禮東                                 |
| 禮樂       | 禮中         | 威東、威西                           |
| 棠下       | 棠下         | 棠下鎮、石頭、中心、西北             |
| 棠下       | 桐井         | 羅江、桐井、三堡                     |
| 周郡       | 周郡         | 周郡、大仁、新楊                     |
| 天河       | 天河         | 天鄉、河鄉                           |
| 天河       | 虎江         | 虎嶺、橫江                           |
| 外海       | 外海鎮       | 外海鎮                               |
| 外海       | 外海         | 同聯、直沖、東南、中路、南麥金的麥園 |
| 外海       | 麻園         | 麻園、南麥金的南山、金溪             |
| 潮連       | 潮連         | 潮東、潮陽                           |
| 荷塘       | 荷塘         | 荷塘鎮、三良、篁灣、塔岡             |
| 司前       | 司前         | 司前鎮、司前、三益、新建的龍灣里     |
| 司前       | 白廟         | 白廟、新建（除龍灣里）               |
| 河村       | 河村         | 小坪、雅山、天等、和平的太平里       |
| 河村       | 石名         | 石名、和平（除太平里）               |
| 崑石       | 崑崙         | 崑崙、田邊、石步的粘沖里             |
| 崑石       | 石步         | 石喬、石步（除粘沖里）               |
| 羅坑       | 羅坑         | 羅坑、嶺岡、陳沖                     |
| 羅坑       | 天湖         | 天湖                                 |
| 小岡       | 小岡         | 小岡、天式                           |
| 小岡       | 梅岡         | 梅岡、五堡                           |
| 石咀       | 石咀         | 石咀、沙岡                           |
| 石咀       | 雲峯         | 牛灣、六堡                           |
| 雙水       | 雙水鎮       | 雙水鎮                               |
| 雙水       | 雙水         | 雙水、三山、四聯、嶺頭               |
| 天亭       | 三聯         | 三聯、蓢頭、田心                     |
| 天亭       | 天亭         | 上淩、東淩、天亭                     |
| 沙岡       | 沙岡         | 塔嶺、豪山、龍山（除龍頭）           |
| 沙岡       | 富美         | 富美、龍山的龍頭                     |
| 古井       | 古井鎮       | 古井鎮                               |
| 古井       | 古井         | 古泗、文樓、洲朗                     |
| 古井       | 霞沙         | 霞路、長竹                           |
| 崖東       | 崖東         | 長聯（除崖門）、慈管                 |
| 沙梅       | 沙堆         | 沙東、沙西                           |
| 沙梅       | 梅閣         | 梅閣、長聯的崖門                     |
| 沙梅       | 梅北         | 梅北、那大的大環、獨聯的大灣         |
| 那嶺       | 嶺東         | 嶺東、嶺北                           |
| 那嶺       | 那獨         | 那大（除大環）、獨聯（除大灣）       |
| 睦洲       | 睦洲         | 睦洲鎮、睦洲                         |
| 睦洲       | 新沙         | 新沙                                 |
| 黃布       | 黃布         | 黃布、石南（除大嶼）                 |
| 橫粉       | 上蓮         | 上橫、蓮腰                           |
| 橫粉       | 橫粉         | 橫粉                                 |
| 大沙       | 大沙         | 西安、中聯、蓮溪                     |
| 大沙       | 竹銀         | 竹銀                                 |
| 百大       | 百大         | 百頃、大鰲、石南的大嶼               |
| 龍泉       | 龍泉         | 龍泉、三沙                           |
| 環城       | 城東         | 城東、仙賢、源清                     |
| 環城       | 城南         | 城南、泗丫、城郊、梅江               |
| 環城       | 城西         | 城西、仁義、河北、南坦               |
| 三和       | 三和         | 天馬、天祿、天和                     |
| 三和       | 五環         | 五環                                 |
| 崖西       | 崖西         | 三村、禮義                           |
| 崖西       | 崖南         | 崖南                                 |
| 洞南       | 橫水         | 橫水、雙京、南田的田寮               |
| 洞南       | 洞南         | 洞南、南田（除田寮）                 |
| 洞南       | 沙路         | 沙路、坑背                           |
| 杜阮       | 杜阮         | 杜阮、龍榜                           |
| 杜阮       | 井根         | 井根、龍溪                           |
| 杜阮       | 樓山         | 樓山、瑤蘆、新民                     |
| 杜阮       | 丹灶         | 丹灶、篁莊                           |
| 大澤       | 大澤         | 大澤、小澤                           |
| 大澤       | 五和         | 五和                                 |
| 沙沖       | 北田         | 北洋、田金                           |
| 沙沖       | 大同         | 張村、沙沖、沿江                     |
| 七堡       | 七堡         | 七堡、潭沖、沖那                     |

#### 人民公社時期
1958年9月22日，顺德县均安区白藤乡、馬滘乡劃回新會縣外海区管辖。10月1日起實行「政社合一」的人民公社體制，全縣將36個鄉合併為13個公社。公社以下設管理區，規模與原來的小鄉相近，全縣共設146個管理區。
| 新會县行政区划（1959年）                    |          |                                                                                    |
| 行政隶属：广东省高要專區 县政府驻地：會城镇 |          |                                                                                    |
| 公社                                        | 管理區數 | 管理區                                                                             |
| 會城镇                                      |          |                                                                                    |
| 三江公社                                    | 8        | 联和、新江、联合、深呂、九子沙、良德沖、官田、洋美                                 |
| 禮樂公社                                    | 11       | 武东、武西、英南、英北、下仙贤、雄鄉、威东、威西、禮東、禮東作物區、禮西作物區     |
| 棠下公社                                    | 12       | 天鄉、河山、五洞、虎岭、横江、大仁、新楊、石头、罗江、桐井、沙富、中心             |
| 外海公社                                    | 11       | 同联、直沖、东南、中路、麻园 、潮連、三良、篁湾、塔岡、白藤、馬滘                  |
| 司前公社                                    | 13       | 司前、三益、白庙、新建、小坪、雅山、天等、石名、和平、崑崙、田邊、石乔、石步       |
| 羅坑公社                                    | 9        | 罗坑、岭岗、天湖、天式、梅岡、五堡、石咀、牛湾、六堡                               |
| 雙水公社                                    | 13       | 木江、濟堂、梁家、基背、橋美、蓢头、上凌、东凌、塘河、塔岭、富美、沙路、水庫       |
| 古井公社                                    | 14       | 慈管、霞路、长竹、岭东、文楼、洲朗、古泗、长联、独联、梅北、那大、沙东、沙西、梅阁 |
| 睦洲公社                                    | 13       | 睦洲、新沙、石南、黄布、莲腰、龙泉、上横、三沙、横粉、西安、竹銀、中联、百大       |
| 環城公社                                    | 13       | 天马、天禄、河北、南坦、仁义、東甲、城南、梅江、泗靈、城郊、仙賢、城鄉、五環       |
| 崖西公社                                    | 11       | 東日、甜水、三村、礼义、横水、双京、洞南、洞北、黃沖、坑背、作物、林業             |
| 杜阮公社                                    | 8        | 新民、丹灶、篁庄、楼山、杜阮、龙榜、井根、龙溪                                     |
| 大澤公社                                    | 10       | 大泽、小泽、五和、北洋、田金、大同、沿江、七堡、潭沖、冲那                         |

1959年10月21日，杜阮公社的新民、丹灶、篁莊以及棠下公社的篁边划入江门市，11月9日正式移交。此后杜阮成为新会唯一的内陆行政区。1960年實行“三包一獎”的生產責任制。1959年全縣有52個管理區，410個大隊。
| 鎮、公社 | 管理區                                                                                                   | 大隊 |
| 會城鎮   | | 城東、城西 |
| 三江公社 | 聯和 | 聯豐、四聯、五聯、六聯 |
| 三江公社 | 聯合 | 聯合、洪慶、四洲 |
| 三江公社 | 良德沖                                                                                                   | 良豐、三聯、新前、馬駟、單排、臨潮、步頭 |
| 三江公社 | 新江 | 中山、新田、東頭、恆美 |
| 三江公社 | 洋美 | 洋美、新村、謝禾 |
| 三江公社 | 官田 | 虹光、沙崗、河南、皮子 |
| 三江公社 | 九子沙、深呂                                                                                             | |
| 禮樂公社 | | 雄鄉、英南、英北、威西、威東 武東、武西、仙賢、豐丁、禮東、青年                                                                             |
| 棠下公社 | 新揚 | 篁邊、石滘 |
| 棠下公社 | 橫江、虎嶺、天鄉、河山、五洞 石頭、羅江、周郡、三堡、良溪 中心、新昌、大仁、沙富、桐井                   | |
| 外海公社 | 外海 | 華隆、荔平、西安、聯合 |
| 外海公社 | 馬滘 | 康溪、霞村 |
| 外海公社 | 白藤 | 程門、南村、唐溪、閒步 |
| 外海公社 | 三良 | 良村、雷步、禾崗 |
| 外海公社 | 中路 | 七十畝西、七十畝東、前進、東寧、中東 |
| 外海公社 | 塔崗 | 塔崗、石門、深沖、陳塘、山塘、圩六坊、龍田                                                                                                  |
| 外海公社 | 潮連 | 富崗、塘邊、坦邊、芝山、蘆邊、豸崗 |
| 外海公社 | 麻園 | 麻園一、麻園二、麻園三、麻園四 麻園五、中環、南山                                                                                           |
| 外海公社 | 同聯 | 清瀾、沙津橫、石鶴利、金溪、四大 |
| 外海公社 | 東南 | 東南、東昇、常興、麥園 |
| 外海公社 | 篁灣 | 高新、平廟、上直、蒼塘 隔歲、石龍圍、三丫、泰通里                                                                                           |
| 司前公社 | | 司前、三益、白廟、新建、小坪、雅山 天等、石名、和平、崑崙、田邊、石喬、石步                                                                 |
| 羅坑公社 | 天式 | 北水、南水、沖式、倉前、四橋 |
| 羅坑公社 | 五堡 | 沖茶、四里、六里、潭村、貴岡、超群 |
| 羅坑公社 | 嶺崗 | 大津、高大、上懷、下懷、水邊、山頂 堂美、裡屋、和寧、拱辰、太平、容村                                                                       |
| 羅坑公社 | 羅坑 | 沖鄧、永和、橫美、大岐、新江、高龍、永光 |
| 羅坑公社 | 天湖 | 天湖一、天湖二、天湖三、天湖四、天湖五 |
| 羅坑公社 | 石咀 | 整文、南聯、上沙、中沙、下沙、羌勝 |
| 羅坑公社 | 牛灣 | 水東、紅星、坑頭、東坑、六聯、蘆沖 |
| 羅坑公社 | 梅崗、六堡                                                                                               | |
| 雙水公社 | | 木江、龍脊、雙水、嶺頭、濟堂、泮河 伍村、梁家、羅灣、沙路、基背、橋美 蓢頭、上淩、東淩、南岸、塘河、龍頭 大堂、塔嶺、沙蓢、富美、雙沙       |
| 古井公社 | 梅閣 | 下沙、康寧、東昇、五大連、東南、新聯 |
| 古井公社 | 沙東 | 居安、沙角、南邊、昇堂 |
| 古井公社 | 沙西 | 龍華、仁興、東田、東成、馬躉 宅美、西寧、東昇、江美                                                                                         |
| 古井公社 | 梅北 | 沙灣、大灣 |
| 古井公社 | 獨聯 | 南門、山嶺、長美、東和、 山元州、遠大、大豐、鵝溪、洋邊                                                                                     |
| 古井公社 | 嶺東 | 南朗、石苑、麻沖 |
| 古井公社 | 嶺北 | 茅步、網山、背坑 |
| 古井公社 | 長竹 | 長沙、竹灣、喬龍 |
| 古井公社 | 文樓 | 文樓、新坑 |
| 古井公社 | 古泗 | 古井、泗沖、上山頭、下山頭 |
| 古井公社 | 長聯 | 長樂、奇北、官沖、漁業 |
| 古井公社 | 四沖、梅灣、那伏、霞路 洲朗、玉洲、慈溪、管咀                                                            | |
| 睦洲公社 | 新沙 | 東一、西一、南安、東環、牛牯田 |
| 睦洲公社 | 睦洲 | 二沖、東向、沖尾、江安里 占源里、成恩里、上寧、大沖                                                                                         |
| 睦洲公社 | 百頃 | 上百頃一、上百頃二、南沙、新滘、新地 |
| 睦洲公社 | 大鰲 | 十圍、三十六頃、大嶼、頃一 頃二、果祿圍、十七頃、大鰲尾                                                                                     |
| 睦洲公社 | 蓮腰 | 羅灣、銀側山、腰股、東南灣 |
| 睦洲公社 | 石南 | 石板沙、南鎮 |
| 睦洲公社 | 黃布 | 黃布一、黃布二、黃布三 |
| 睦洲公社 | 龍泉 | 東和、西和、東成、西成、萬勝 |
| 睦洲公社 | 三沙 | 三角、二龍、三龍、獺山 |
| 睦洲公社 | 西安 | 三多、富強、長寧、月成 青龍、龍峰、論義、鵝甲                                                                                               |
| 睦洲公社 | 中聯 | 上欄、下欄、石龍、三灣 |
| 睦洲公社 | 竹銀 | 馬圍一、馬圍二、銀潭 布洲、和峰、竹銀 |
| 睦洲公社 | 上橫 | 更舘、廣豐、同益、圍頭 |
| 睦洲公社 | 橫山 | 橫山一、橫山二、橫山三 橫山四、橫山五、橫山六                                                                                               |
| 環城公社 | 南坦 | 群勝、九龍、二寧、南庚 |
| 環城公社 | 天馬 | 東華、平章、安懷、南勝、仁厚、新華 |
| 環城公社 | 江咀、奇榜、都會、大滘、東甲、西甲 靈鎮、泗丫、城鄉、城南、梅江、長虹 聯豐、仁義、河北、天祿、茶坑、大洞 | |
| 崖西公社 | | 東日、甜水、聯安、潮陽、青龍、雙京 長崗、坑頭、田寮、南合、洞南、洞北、水背、坑口                                                           |
| 杜阮公社 | | 杜阮、杜比、上巷、松元、龍榜、松嶺 龍安、龍眠、井根、子綿、中和、龍溪 雙樓、亭園、瑤村、南蘆、北蘆、長喬 木朗、貫溪、丹灶、塘邊、新民、五社 |
| 大澤公社 | | 五和、蓮塘、井崗、蟠龍、小澤、大澤 潮透、牛勒、北洋、田金、沿江、沙沖 張村、七堡、潭沖、沖那、總場                                          |

1961年經過整風整社運動，調整了社隊規模。5月22日，睦洲公社拆分为睦洲、大鳌、西安、上横四个公社；罗坑公社拆分为罗坑、小冈、牛湾三个公社；外海公社拆为外海公社及荷塘公社；古井公社拆分为古井公社和沙堆公社；大泽公社拆分为大泽公社和七堡公社；6月1日，会城鎮改為公社。至此，全县共有人民公社22个，生產大隊541個。
| 新會县行政区划（1961年）                      |            | |
| 行政隶属：广东省肇慶专区 县政府驻地：會城公社 |            | |
| 公社                                          | 生产大队数 | 生产大队 |
| 會城公社                                      | 4          | 永安、城西、城鄉、仁義 |
| 三江公社                                      | 22         | 深吕、九子沙、四聯、五聯、恆美、中山、新田、聯合、虹光、五四、沙崗、皮子、洋美、新村、謝和、茶園、良德冲、臨潮、步頭、新前、馬駟、單排 |
| 礼乐公社                                      | 24         | 英南、武東、雄北、雄南、大利、威西、仁興、烏紗、雄鄉、東仁、五四、仙賢、豐丁、英北、仁東、永豐、新華、穗豐、英東、威東、敬和、鎮龍、天成、同豐 |
| 棠下公社                                      | 26         | 中心、五洞、沙富、弓田、大嶺、裡村、良溪、北坎、三堡、桐井、蓮塘、逕口、羅江、樂溪、石頭、新昌、石滘、周郡、大林、仁厚、虎嶺、北達、天鄉、三和、河山、橫江 |
| 外海公社                                      | 27         | 荔平、中南、聯合、華龍、西安、金溪、石鶴利、四里、清瀾、沙津橫、大康、麻一、麻二、麻三、麻四、麻五、中環、南山、常興、東南、東昇、麥園、前進、七西、中東、東寧、七東 |
| 荷塘公社                                      | 34         | 高村、霞村、康溪、新小、蒼村、隔嶺、平廟、泰通、深沖、石龍、高邊、富崗、禾崗、良村、塘邊、芝山、坦邊、蘆邊、程門、豸崗、閒步、南村、沙溪、唐溪、陳塘、石門、山塘、上直、三丫、龍田、塔崗、六坊、雷步、塘坦                                                                               |
| 司前公社                                      | 47         | 新鹿、中和、馬沖、雙鶴、松山、亨美、倉曜、白庙、那鄧、增邊、鄒邊、西佳、棠坑、四敦、雙永、雙龍、鶴邊、對沖、巷口、龍灣、沙坪、中行、五聯、橫江、務山、南股、六位、太平、羅辣、瓦崗、吉境、海滘、王崗、小篁、里正、崑崙、廣興、西聯、潮安、蓮洲、雙天、中行、峨岐、鶴步、坑口、石乔、古猛 |
| 罗坑公社                                      | 16         | 罗坑、新江、陳沖、沖鄧、天湖、岭崗、潭崗、下沙、井文、南聯、羌勝、石堂、宗湖、東昇、上沙、中沙 |
| 小冈公社                                      | 20         | 容村、洞閣、沖式、北水、南水、四橋、貴崗、倉前、超群、衙前、連崗、開崗、平崗、山上、龍北、四九、裡村、沖茶、潭村、六里 |
| 牛湾公社                                      | 9          | 東坑、水東、紅星、亨頭、昇平、長坑、蘆沖、六聯、六堡 |
| 瀧水公社                                      | 32         | 瀧水、木江、龙脊、桥美、基背、樓墩、曾坑場、水庫、雙沙、邦龍、富美、龍頭、塘河、沙蓢、塔嶺、大堂、松嶺、豪山、東淩、上淩、南岸、島橋、蓢頭、羅灣、梁家、伍村、泮河、濟堂、嶺頭、銀湖、沙路、加寮                                                                                         |
| 古井公社                                      | 43         | 石苑、南蓢、洋邊、網山、麻沖、背坑、茅步、長沙、竹灣、喬林、龍田、田寮、下聯、上聯、福慶、和聯、三堂、三元、沙龍、雙元、新坑、中興、朗坡、孖洲、二洲、玉洲、上古井、下古井、上山頭、下山頭、泗沖、管咀、南崗、雙聯、慈佛、安山、奇北、長樂、官冲、聯崖、崖門、下沙、五福                 |
| 沙堆公社                                      | 34         | 枚沖、中興、沙灣、大灣、梅灣、居安、沙角、南邊、昇堂、南安、東成、馬墩、宅美、沙西、康寧、東仁龍、東南、梅閣、東昇、五大、新聯、八頃、大環、鵝溪、聯洲、大豐、遠大、東和、山頂、南門、長美、沙葛場、那伏、行湾                                                                           |
| 睦洲公社                                      | 34         | 南環、北灣、羅灣、東灣、新前、腰股、大沖、上寧、承恩、占元、江安、充美、睦洲二、枚沖、萬勝、東坑、西坑、東成、西和、東和、南廣沙、南鎮、石板沙、黄布一、黄布二、黄布三、黄布四、西一、東一、南安、東環、牛古田、農科所、魚苗場                                                           |
| 大鳌公社                                      | 14         | 三十六頃、深滘、新地、四河、大鰲尾、四村、三村、百頃一、百頃二、南沙、十圍、一河、大嶼、一村 |
| 西安公社                                      | 21         | 三多、富强、西安三、悦盛、興隆、農豐、中心、東安、飛鵝、上欄、下欄、三灣、石龍、馬墩、孖灣、銀潭、布洲、禾豐、竹洲、竹銀、農科所 |
| 上横公社                                      | 15         | 耕管、廣豐、福安、圍头、三角、三龍、獺山、三冲、大勝、二龍、三家、橫山、新埠、謙益、粉洲 |
| 环城公社                                      | 26         | 都會、江咀、奇榜、沙岗、大滘、东甲、西甲、灵镇、泗丫、城南、枚江、城郊、河北、群胜、九龙、二宁、南庚、孖沖、天禄、平章、四村、南勝、七村、仁厚、茶坑、大洞 |
| 崖西公社                                      | 22         | 蘋岗、东日、月堂、甜水、聯安、潮阳、青龍、京背、京梅、橫水、长岡、坑头、田寮、南合、南昌、洞南、洞北、坑口、水背、林業、農所、藥材 |
| 杜阮公社                                      | 20         | 杜阮、杜比、上巷、松园、龙榜、松岭、龙安、龙眠、井根、子绵、中和、龙溪、亭园、双楼、瑶村、北芦、南芦、长乔、木蓢、贯溪 |
| 大澤公社                                      | 34         | 同和、莲塘、李苑、井崗、五和、聚龍、長灣、和澤、聯澤、大澤、小泽、潭墩、龍田、文林、魚山、中閘、南閘、潮透、牛勒、北洋、南邊、田金、奇崗、橋亭、西沖、姚旗、小姚、四益、沙沖、张村、三水、沙湾、農場、大姚                                                                               |
| 七堡公社                                      | 17         | 四里、加寧、南龙、沖力、汾陽、邦忠、高旺、沖老、加樂、那居、北頭、德昌、南頭、沖廉、學灣、南竹、種子場 |

1964年5月15日，中山县横栏公社特沙大队劃入新会县大鳌公社。1965年7月19日，新会县西安公社及上横公社劃入新成立的斗门县，8月正式移交。划出后全县有20个公社、六個農場、古兜林場、橫江魚苗場，335个大队，3250个生产队。
| 新會县行政区划（1965年）                      |            | |
| 行政隶属：广东省佛山专区 县政府驻地：會城公社 |            | |
| 公社                                          | 生产大队数 | 生产大队 |
| 會城公社                                      | 4          | 永安、城西、城鄉、仁義 |
| 三江公社                                      | 8          | 聯和、新江、聯合、官田、洋美、九子沙、良德冲、深吕 |
| 礼乐公社                                      | 23         | 雄鄉、雄南、雄北、英南、英東、建龍、東仁、英北、烏紗、威東、威西、敬和、五四、仙賢、永豐、穗豐、新華、仁興、武東、豐丁、天成、同豐、大利、 |
| 棠下公社                                      | 23         | 中心、河山、大林、沙富、天鄉、仁厚、弓田、北達、橫江、良溪、樂溪、虎嶺、三堡、石頭、三和、桐井、新昌、五洞、蓮塘、石滘、逕口、羅江、周郡 |
| 外海公社                                      | 13         | 麻一、麻二、麻三、中路、金溪、四大、東南、中東、直沖、東昇、石鶴利、沙津橫、南山 |
| 荷塘公社                                      | 19         | 良村、禾崗、雷步、塔崗、六坊、霞村、康溪、高村、塘溪、南村、五圖、篁灣、三丫、富崗、坦邊、芝山、蘆邊、塘邊、豸崗 |
| 司前公社                                      | 43         | 中和、五村、雙龍、五聯、羅辣、小王、坑口、雙鶴、增邊、小坪中行、南股、海滘、里正、峨龍、馬沖、對沖、沙坪、橫江、吉境、西聯、石橋、古猛、新鹿、鄒邊、學邊、松山、太平、崑崙、學步、倉曜、司前、巷口、六位、那鄧、潮蓮、務山、棠坑、龍灣、瓦崗、王崗、石步中行、坑尾、雙永 |
| 罗坑公社                                      | 9          | 罗坑、陳沖、石堂、天湖、石咀、南聯、岭崗、潭崗、下沙 |
| 小冈公社                                      | 10         | 梅崗、衙前、倉前、南水、北水、沖式、四橋、洞閣、六里、五堡 |
| 牛湾公社                                      | 9          | 東坑、水東、紅星、坑頭、六聯、蘆沖、昇平、六堡、上昇 |
| 瀧水公社                                      | 32         | 瀧水、伍村、上淩、塔嶺、邦龍、桥美、木江、梁家、東淩、蓢頭、沙蓢、沙路、銀湖、龙脊、羅灣、豪山、塘河、加寮、嶺頭、松嶺、龍頭、樓墩、濟堂、島橋、水庫、富美、基背、泮河、南岸、大堂、雙沙、魚沖                                                                           |
| 古井公社                                      | 13         | 嶺東、嶺北、長竹、霞露、文樓、古泗、管咀、洲朗、玉洲、慈溪、奇樂、官冲、三崖 |
| 沙堆公社                                      | 7          | 梅閣、那伏、沙東、獨聯、沙西、梅北、四沖 |
| 睦洲公社                                      | 12         | 牛古田、南鎮、東環沙、黄布、東向、蓮腰、睦洲、龍泉、梅大沖、東成、石板沙、南安 |
| 大鳌公社                                      | 13         | 百頃、南沙、沙頭、深滘、五村、特沙、新地、安生、三十六頃、六村、大鰲、三村、雞籠 |
| 环城公社                                      | 23         | 江咀、奇榜、河北、沙岗、群胜、都會、九龙、大滘、二宁、东甲、西甲、南庚、三聯、孖沖、灵镇、天禄、泗丫、天馬、城南、茶坑、梅江、大洞、城郊 |
| 崖西公社                                      | 20         | 蘋岗、东日、甜水、黃沖、潮阳、青龍、南合、南昌、洞南、洞北、京背、京梅、长崗、坑头、橫水、水背、田寮、坑口、月堂、林業 |
| 杜阮公社                                      | 20         | 杜阮、杜比、上巷、亭园、南芦、松园、龙榜、松岭、双楼、长乔、龙安、龙眠、井根、瑶村、木蓢、子绵、中和、龙溪、北芦、贯溪 |
| 大澤公社                                      | 16         | 同和、小泽、五和、文龍、大澤、潮透、牛勒、北洋、莲塘、田金、橋亭、沿江、姚旗、张村、沙沖、三湾 |
| 七堡公社                                      | 13         | 南北、沖力、高旺、學灣、南龍、邦忠、沖老、沖廉、加寧、德昌、四里、汾陽、那居 |
| 崖南農場                                      | 5          | 梁屋、黃屋、交貝石、古兜、田邊 |

1966年春，會城公社改回會城鎮，文革初又改回。1971年6月，會城公社再改回會城鎮；12月，崖西公社的崖南农场改为崖南公社。1975年11月，成立崖门渔业公社。
1977年9月24日，国务院批准将外海公社及荷塘公社的潮连岛併入江门市郊區公社，11月1日正式移交。至1982年，全县20个人民公社和会城镇，346個大隊、2865個小隊。
| 新会县行政区划（1982年）                    |        | |
| 行政隶属：广东省佛山地區 县政府驻地：会城镇 |        | |
| 镇社                                        | 大隊数 | 大隊 |
| 会城镇                                      | 4      | 仁义、永安、城东、城鄉 |
| 三江公社                                    | 17     | 联和、新江、联合、新村、谢和、临步、新马单、良德冲、九子沙、深吕、洋美、沙岗、官田、五四、皮子、虎坑、沙仔                                                                                                 |
| 礼乐公社                                    | 24     | 英南、紅星、雄乡、紅光、五四、东红、东風、東昇、東仁、衛民、威西、衛东、衛紅、衛武、新創、新豐、新興、新華、新民、向东、向前、向榮、向民、豐盛                                                             |
| 棠下公社                                    | 23     | 五洞、北达、天乡、河山、横江、三和、虎岭、弓田、沙富、良溪、中心、三堡、莲塘、迳口、桐井、乐溪、罗江、石头、新昌、石滘、周郡、仁厚、大林                                                                   |
| 荷塘公社                                    | 13     | 良村、禾冈、呂步、塔岗、六坊、霞村、康溪、高村、唐溪、南村、为民、篁湾、三丫 |
| 司前公社                                    | 14     | 石步、石喬、古猛、崑崙、田边、石名、和平、天等、新建、白庙、三益、小坪、雅山、司前 |
| 罗坑公社                                    | 17     | 岭坑、和平、潭冈、罗坑、東風、陈冲、山咀、沖鄧、石沙、宗湖、天湖、東昇、龍門、石咀、南联、下沙、圍堤 |
| 小冈公社                                    | 10     | 仓前、六里、五堡、梅冈、衙前、四桥、南水、冲式、洞阁、北水 |
| 牛灣公社                                    | 9      | 水東、桂林、昇平、上昇、坑头、東坑、六聯、芦冲、六堡 |
| 泷水公社                                    | 34     | 桥美、东北、基背、鱼冲、加寮、楼墩、沙路、邦龙、雙沙、龙头、富美、沙蓢、塘河、大堂、塔岭、豪山、松嶺、水库、洋美、上凌、东凌、田心、南岸、岛桥、蓢头、伍村、梁家、罗湾、龙脊、岭头、济堂、泮河、泷水、木江 |
| 古井公社                                    | 18     | 石苑、南蓢、洋边、网山、背坑、茅步、长沙、竹乔龙、霞路、文楼、古泗、洲朗、玉洲、管咀、慈溪、奇乐、官冲、三崖                                                                                               |
| 沙堆公社                                    | 16     | 梅阁、行灣、沙角、梅沖、中兴、八顷、大环、梅灣、沙灣、大灣、独联、鵝溪、那伏、沙东、居安、沙西 |
| 睦洲公社                                    | 20     | 牛牯田、南安、新沙、新豐、東環沙、东向、睦洲、梅大、东成、龙泉、羅北、新前、腰股、東南環、黃一、黃二、黃三、黃四、石板沙、南镇                                                                             |
| 大鳌公社                                    | 19     | 新一、百顷、南沙、深滘、新地、三十六顷、红卫、十围、一村、大鳌、三村、四村、大鳌尾、沙头、东升、东风、东卫、安生、大八顷                                                                                   |
| 环城公社                                    | 29     | 江咀、奇榜、沙崗、都会、大滘、东甲、西甲、灵镇、泗丫、城南、梅江、城郊、三聯、河北、群胜、九龙、二宁、南庚、孖沖、天禄、二村、三村、四村、五村、六村、七村、西盛、茶坑、大洞                               |
| 崖西公社                                    | 19     | 蘋崗、東日、月堂、甜水、朝陽、青龍、坑頭、水背、坑口、洞北、洞南、南合、南昌、田寮、長崗、横水、京梅、京背、黄冲                                                                                           |
| 杜阮公社                                    | 20     | 杜阮、杜比、上巷、松園、贯溪、木蓢、瑶村、北芦、南蘆、長喬、松岭、龙榜、龍安、龍眠、龙溪、中和、亭园、雙樓、井根、子綿                                                                                     |
| 大泽公社                                    | 18     | 大泽、潮透、李苑、五和、小泽、文龙、沙湾、三水、张村、姚旗、沿江、沙冲、田金、桥亭、牛勒、北洋、同和、莲塘                                                                                                 |
| 七堡公社                                    | 15     | 德昌、沖濂、學灣、南頭、北頭、南竹、邦忠、汾陽、沖歷、四里、南龍、加寧、高旺、四聯、冲那 |
| 崖南公社                                    | 5      | 交贝石、梁屋、黄屋、田边、古斗 |
| 崖门漁業公社                                | 2      | 崖南漁業、卫民漁業 |

#### 政社分開時期
1983年8月，新會縣率先在大澤進行公社改區，實行政社分開，至10月完成改區。接著進行設置鄉政府、村民委員會，至1984年3月完成。完成後全縣有20個區、265個鄉、一個區級鎮、17個鄉級鎮、10個管理區、1543個村民委員會（居民小組）。
| 新会县行政区划（1984年）                  |                 | |
| 行政隶属：广东省江门市 县政府驻地：会城镇 |                 | |
| 區名                                      | 鄉鎮數          | 鄉名（管理區） |
| 会城镇                                    | 1居委会11管理区 | 仁义管理区、永安管理区、城东管理区、城西管理区、凌东管理区、南宁管理区、中心管理区、浐湾管理区、河南管理区、贤洲管理区、北门管理区、水运居委会 |
| 三江区                                    | 1乡级镇12乡     | 三江镇、联和乡、新江乡、联合乡、新谢乡、临步乡、新马单乡、良德冲乡、九子沙乡、深吕乡、洋美乡、沙岗乡、官田乡 |
| 礼乐区                                    | 1乡级镇18乡     | 礼乐镇、英南乡、跨龙乡、雄乡、雄光乡、五四乡、东红乡、东仁乡、英北乡、敬和乡、威西乡、威东乡、乌纱乡、向联乡、武东乡、穗安乡、武西乡、新民乡、礼乐乡 |
| 棠下区                                    | 1乡级镇23乡     | 棠下镇、五洞乡、北达乡、天乡、河山乡、横江乡、三和乡、虎岭乡、弓田乡、沙富乡、良溪乡、中心乡、三堡乡、大莲塘乡、迳口乡、桐井乡、乐溪乡、罗江乡、石头乡、新昌乡、石滘乡、周郡乡、仁厚乡、大林乡                                                                 |
| 荷塘区                                    | 1乡级镇13乡     | 荷塘镇、良村乡、禾冈乡、雷步乡、塔岗乡、六坊乡、霞村乡、康溪乡、高村乡、唐溪乡、南村乡、为民乡、篁湾乡、三丫乡 |
| 司前区                                    | 1鄉級鎮14乡     | 司前镇、石步乡、石桥乡、古猛乡、崑崙乡、田边乡、兴篁乡、石名乡、天等乡、新建乡、白庙乡、三益乡、小坪乡、雅山乡、司前乡 |
| 罗坑区                                    | 1鄉級鎮9乡      | 陈冲镇、岭源乡、和平乡、潭冈乡、罗坑乡、陈冲乡、天湖乡、石咀乡、南联乡、下沙乡 |
| 小冈区                                    | 10乡            | 仓前乡、六里乡、五堡乡、梅冈乡、衙前乡、四桥乡、南水乡、冲式乡、洞阁乡、北水乡 |
| 牛灣区                                    | 6乡             | 昇平乡、上昇乡、牛湾乡、亨头乡、芦冲乡、六堡乡 |
| 泷水区                                    | 2乡级镇30乡     | 泷水镇、天亭镇、桥美乡、东北乡、基背乡、鱼冲乡、嘉寮乡、楼墩乡、沙路乡、邦龙乡、龙头乡、富美乡、沙蓢乡、塘河乡、大堂乡、塔岭乡、豪山乡、水库乡、上凌乡、东凌乡、田心乡、南岸乡、岛桥乡、蓢头乡、二联乡、罗湾乡、龙脊乡、岭头乡、济堂乡、泮河乡、泷水乡、木江乡 |
| 古井区                                    | 1乡级镇17乡     | 古井镇、石苑乡、南蓢乡、洋边乡、网山乡、岭北乡、长沙乡、竹乔龙乡、霞路乡、文楼乡、古泗乡、洲朗乡、玉洲乡、管咀乡、慈溪乡、奇乐乡、官冲乡、三崖乡 |
| 沙堆区                                    | 1乡级镇11乡     | 沙堆镇、梅阁乡、沙角乡、梅兴乡、八顷乡、大环乡、梅北乡、独联乡、那伏乡、沙东乡、居安乡、沙西乡 |
| 睦洲区                                    | 1乡级镇11乡     | 睦洲镇、牛古田乡、新沙乡、东向乡、睦洲乡、梅大乡、东成乡、龙泉乡、莲腰乡、黄布乡、石板沙乡、南镇乡 |
| 大鳌区                                    | 1乡级镇18乡     | 大鳌镇、新一乡、百顷乡、南沙乡、深滘乡、新地乡、三十六顷乡、红卫乡、拾围乡、大鳌乡、三村乡、四村乡、大鳌尾乡、沙头乡、东升乡、东风乡、东卫乡、安生乡、大八顷乡                                                                                                 |
| 环城区                                    | 1鄉級鎮20乡     | 环城镇、三興乡、都会乡、大滘乡、东甲乡、西甲乡、灵镇乡、泗丫乡、城南乡、梅江乡、河北乡、群胜乡、九龙乡、裕宁乡、南庚乡、天禄乡、天马乡、西盛乡、茶坑乡、大洞乡、城郊乡                                                                                         |
| 崖西区                                    | 1乡级镇11乡     | 崖西镇、坑背乡、洞北乡、洞南乡、南田乡、横水乡、京梅乡、京背乡、龙旺乡、黄冲乡、甜水乡、明苹乡 |
| 杜阮区                                    | 1乡级镇11乡     | 杜阮镇、贯溪乡、木蓢乡、瑶芦乡、松园乡、杜阮乡、龙岭乡、龙榜乡、龙溪乡、中和乡、亭园乡、井根乡 |
| 大泽区                                    | 1鄉級鎮18乡     | 大泽镇、大泽乡、潮透乡、李苑乡、五和乡、小泽乡、文龙乡、沙湾乡、三水乡、张村乡、姚旗乡、沿江乡、沙冲乡、田金乡、桥亭乡、牛勒乡、北洋乡、同和乡、莲塘乡、 |
| 七堡区                                    | 6乡             | 建新乡、南北乡、文明乡、潭冲乡、朝阳乡、冲那乡 |
| 崖南区                                    | 1乡级镇5乡      | 崖南镇、交贝石乡、梁屋乡、黄屋乡、田边乡、古斗乡 |
| 崖门区                                    | 2乡             | 崖漁乡、卫民乡 |

1986年11月24日，广东省政府同意撤銷区公所恢復鄉鎮體制。至1987年，全縣設21個鎮、360個管理區、102個居委會、2472個村委會。

#### 縣級市時期
1992年3月2日，撤销环城镇并入会城镇；10月8日，国务院批准同意撤销新会县，设立省直辖县级新会市，于11月9日正式挂牌成立。12月3日，撤销崖门镇并入崖南镇。1994年3月12日，礼乐镇被并入江门市管辖。
| 新会市行政区划（1995年）                  |                |                | |
| 行政隶属：广东省江门市 市政府驻地：会城镇 |                |                | |
| 镇                                        | 居民管理区个数 | 村民管理区个数 | 村/居管理区 |
| 会城镇                                    | 10             | 28             | 居民管理区：北门、菱东、南宁、中心、河南、贤洲、浐湾、南园、南兴、冈州渔业 村民管理区：城东、城西、永安、仁义、江咀、奇榜、沙岗、都会、大滘、东甲、西甲、灵镇、泗丫、城南、梅江、城郊、三联、河北、群胜、九龙、二宁、南庚、孖冲、天禄、天马、西盛、茶坑、大洞 |
| 大泽镇                                    | 1              | 18             | 居民管理区：大泽墟镇 村民管理区：同和、莲塘、李苑、五和、小泽、文龙、大泽、潮透、牛勒、北洋、田金、桥亭、张村、姚旗、沿江、沙冲、沙湾、三水 |
| 七堡镇                                    | 1              | 15             | 居民管理区：七堡墟镇 村民管理区：冲濂、德昌、学湾、南头、北头、南竹、帮忠、汾阳、冲沥、南龙、加宁、高旺、四联、冲那、四里 |
| 司前镇                                    | 1              | 14             | 居民管理区：司前墟镇 村民管理区：新建、白庙、三益、司前、小坪、雅山、天等、石名、兴篁、崑崙、田边、石步、石桥、古猛 |
| 牛湾镇                                    | 1              | 9              | 居民管理区：牛湾墟镇 村民管理区：水东、桂林、亨头、东坑、六联、芦冲、上昇、六堡、昇平 |
| 罗坑镇                                    | 2              | 9              | 居民管理区：罗坑墟镇、罗坑渔业 村民管理区：岭源、潭冈、和平、陈冲、天湖、罗坑、石咀、南联、下沙 |
| 小冈镇                                    | 2              | 10             | 居民管理区：小冈墟镇、小冈渔业 村民管理区：梅冈、六里、洞阁、五堡、仓前、衙前、南水、北水、冲式、四桥 |
| 瀧水镇                                    | 4              | 31             | 居民管理区：瀧水墟镇、天亭墟、缯棚、沙口 村民管理区：瀧水、木江、龙脊、岭头、济堂、泮河、伍村、梁家、罗湾、朗头、岛桥、田心、南岸、上凌、东凌、豪山、水库、大堂、塔岭、沙蓢、塘河、龙头、富美、邦龙、沙路、嘉寮、楼墩、基背、鱼冲、桥美、东北                 |
| 崖西镇                                    | 2              | 19             | 居民管理区：崖西墟镇、崖西渔业 村民管理区：平岗、东日、月堂、甜水、旺冲、黄冲、青龙、京背、京梅、长岗、横水、坑头、田寮、南合、南昌、洞南、洞北、水背、坑口                                                                                                   |
| 崖南镇                                    | 4              | 5              | 居民管理区：崖南墟镇、崖渔、卫民、新渔湾 村民管理区：交贝石、梁屋、黄屋、田边、古兜 |
| 沙堆镇                                    | 2              | 16             | 居民管理区：沙堆墟镇、红关渔业 村民管理区：梅阁、藤湾、沙角、沙东、居安、沙西、梅湾、沙湾、大湾、中兴、梅冲、八顷、大环、独联、那伏、鹅溪 |
| 古井镇                                    | 1              | 17             | 居民管理区：古井墟镇 村民管理区：石苑、南蓢、洋边、网山、岭北、长沙、竹乔龙、霞路、文楼、古泗、洲朗、玉洲、管咀、慈溪、奇乐、官冲、三崖 |
| 三江镇                                    | 1              | 15             | 居民管理区：三江墟镇 村民管理区：联和、新江、联合、深吕、九子沙、官田、五四、皮子、沙岗、洋美、良德冲、临步、新马单、新村、谢禾 |
| 睦洲镇                                    | 1              | 18             | 居民管理区：睦洲墟镇 村民管理区：牛牯田、新沙、南安、新丰、东环沙、东向、睦洲、梅大冲、东成、龙泉、腰股、新前、罗北、东南环、黄布一、黄布二、南镇、石板沙 |
| 大鳌镇                                    | 1              | 19             | 居民管理区：大鳌墟镇 村民管理区：新一、百顷、南沙、深交、新地、十围、三十六顷、红卫、一村、大鳌、三村、四村、大鳌尾、沙头、东升、东风、东卫、安生、大八顷 |
| 荷塘镇                                    | 1              | 13             | 居民管理区：荷塘墟镇 村民管理区：禾冈、雷步、良村、篁湾、霞村、康溪、高村、三丫、六坊、塔岗、为民、唐溪、南村 |
| 棠下镇                                    | 1              | 23             | 居民管理区：棠下墟镇 村民管理区：桐井、蓮塘、迳口、罗江、乐溪、三堡、中心、良溪、沙富、弓田、新昌、石滘、周郡、大林、仁厚、横江、虎岭、三和、五洞、天乡、河山、北达、石头                                                                                     |
| 杜阮镇                                    | 1              | 20             | 居民管理区：杜阮墟镇 村民管理区：中和、龙溪、亭园、双楼、井根、子绵、松岭、龙眠、龙安、龙榜、杜阮、杜臂、上巷、松园、瑶村、北芦、南芦、长乔、木朗、贯溪 |

1997年9月，经新會市政府批准，罗坑渔业管理区被并入罗坑墟镇管理区。至1998年10月27日，新會市有会城、大泽、七堡、司前、牛湾、罗坑、小冈、双水、崖西、崖南、沙堆、古井、三江、睦洲、大鳌、荷塘、棠下、杜阮共18个镇，下辖135个居民委员会、335个管理区和2443个村民委员会。1998年10月至2000年11月，全市陸續撤銷管理區改為村/居委會。至年底，全市共有会城、大泽、七堡、司前、牛湾、罗坑、小冈、双水、崖西、崖南、沙堆、古井、三江、睦洲、大鳌、荷塘、棠下、杜阮等18个镇，28个居民委员会，307个村民委员会，2553个村民小组。2001年12月31日，經廣東省政府批准，七堡镇被并入会城镇；小冈镇被并入双水镇；牛湾镇被并入罗坑镇；崖南镇与崖西镇合并重新设立崖门镇。调整后全市共有14个镇，28个居民委员会、307个村民委员会，2553个村民小组、180个居民小组。2002年4月12日，经市政府同意，将原七堡镇的15个村民委员會合并为七堡、潭冲、冲那3个村民委员会。

#### 市轄區時期
2002年6月22日，經國務院批准，江門行政區劃調整，新會將棠下、杜阮、荷塘三鎮劃撥至蓬江區，同時撤市設立新會區，成為江門市轄區。 9月1日正式挂牌成立。至此，全區共有会城、大泽、司前、罗坑、双水、崖门、沙堆、古井、三江、睦洲、大鳌等11个镇，25个社区居民委员会、239个村民委员会，1899个村民小组、68个居民小组。
2005年4月25日，会城镇撤销，设立会城街道办事处。